# Польский поход Красной армии (1939)
По́льский похо́д Кра́сной а́рмии (в советской историографии освободи́тельный похо́д РККА, в польской историографии вторже́ние СССР в По́льшу) — военная операция Рабоче-крестьянской Красной армии в восточных областях Польской Республики, проводившаяся с 17 сентября по 5 октября 1939 года и повлёкшая присоединение этих территорий к Украинской и Белорусской ССР (в качестве Западной Украины и Западной Белоруссии соответственно) и к Литовской Республике (часть Виленского края).
Тем самым осуществился фактический (иногда называемый «четвёртым») раздел Польши между СССР и гитлеровской Германией, который соответствовал Секретному протоколу к Договору о ненападении между Германией и СССР. Операция началась через 16 дней после начала германского вторжения в Польшу и не сопровождалась формальным объявлением войны Польше со стороны СССР — в 3:15 утра 17 сентября 1939 года представителем НКИД СССР польскому послу в СССР Вацлаву Гржибовскому была зачитана и вручена нота, где ввод советских войск объяснялся необходимостью «защиты жизни и имущества населения Западной Украины и Западной Беларуси». В операции принимали участие соединения Киевского и Белорусского военных округов, усиленные частями Калининского и Московского военных округов.

## Предыстория

### Характер отношений Польши и СССР
16 августа 1938 года Исполком Коминтерна в Москве объявил Коммунистическую партию Польши «вредительской» и распустил её.
1 сентября 1939 года вермахт нанёс авиаудар по Польше. Началась Вторая мировая война.
На 17 сентября 1939 года действовало три международных соглашения, регулировавших советско-польские отношения:
1. Рижский мирный договор 1921 года о советско-польских границах;
2. Протокол Литвинова, или Восточный пакт об отказе от войны;
3. Договор о ненападении между Польшей и Советским Союзом от 25 января 1932 года, продлённый в 1934 до конца 1945 года[6];

Кроме того, и Польша, и СССР, в числе прочих стран, в 1933 году подписали Лондонскую конвенцию (Convention for the Definition of Aggression), содержащую определение агрессии.
Формальное основание ввода советских войск в Польшу было изложено в ноте, зачитанной польскому послу в Москве В. Гржибовскому. Фактически СССР выступал в рамках секретной договорённости с Германией о границах сфер взаимных интересов.
В ноте советского правительства, вручённой утром 17 сентября 1939 года в Москве послу Польши в СССР, причинами начала операции были указаны:

Польское государство и его правительство фактически перестали существовать. Тем самым прекратили своё действие договоры, заключённые между СССР и Польшей. Предоставленная самой себе и оставленная без руководства, Польша превратилась в удобное поле для всяких случайностей и неожиданностей, могущих создать угрозу для СССР. Поэтому, будучи доселе нейтральным, советское правительство не может более нейтрально относиться к этим фактам, а также к беззащитному положению украинского и белорусского населения. Ввиду такой обстановки советское правительство отдало распоряжение Главному командованию Красной армии дать приказ войскам перейти границу и взять под свою защиту жизнь и имущество населения Западной Белоруссии, Западной Украины.

### Ход событий и действия сторон с 1 до 17 сентября 1939 года

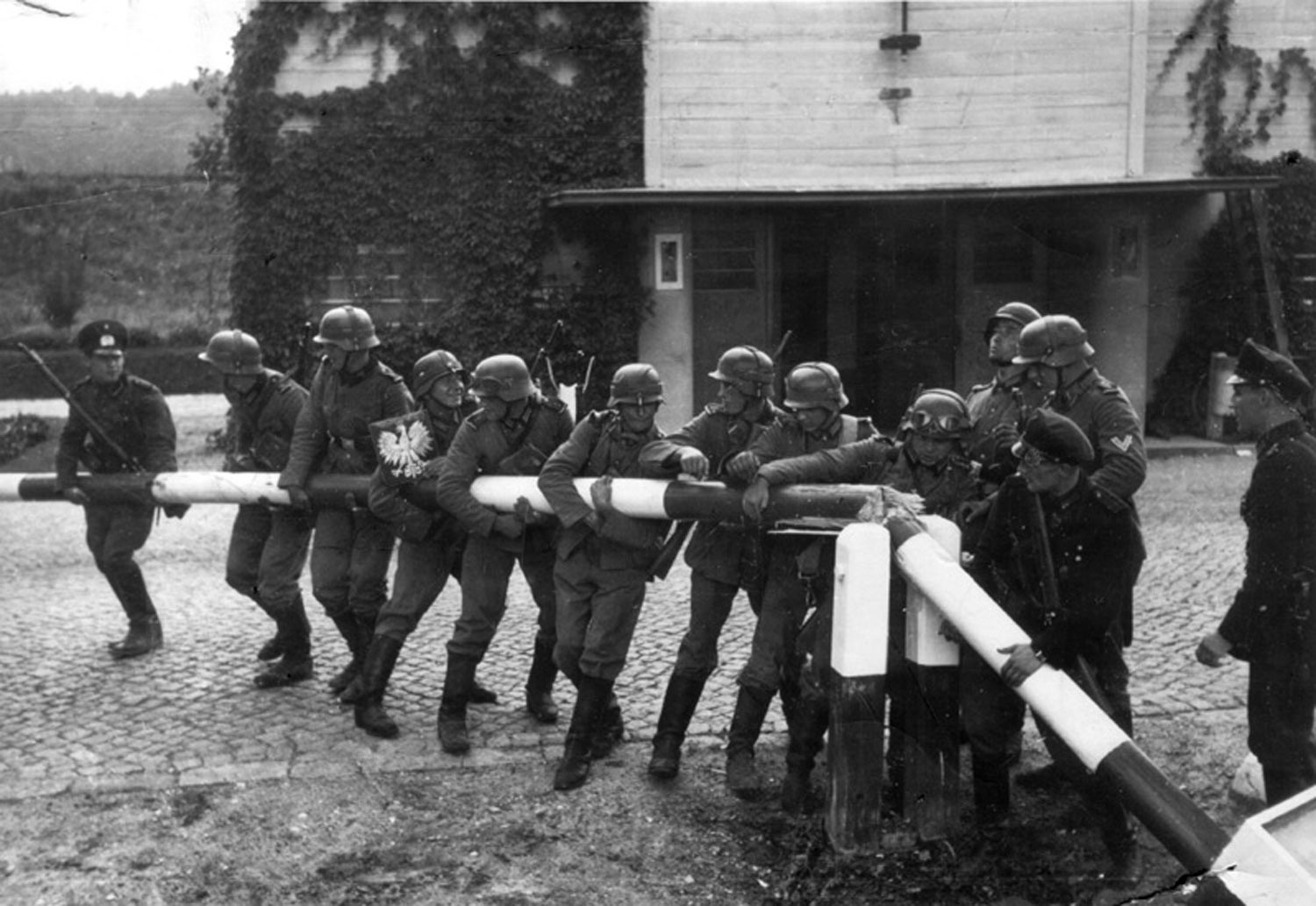
1 сентября 1939 г. Немцы уничтожают польско-данцигскую границу в районе Сопота

#### Германия
1 сентября 1939 года войска Германии и Словакии нападением на Польшу начали боевые действия в Европе, ставшие началом Второй мировой войны. Несмотря на то что нападение ожидалось, польская армия оказалась неспособна противостоять агрессии Германии. Англия и Франция, заключившие с Польшей союзнические договоры и также готовившиеся к боевым действиям, вместо оказания обещанной военной помощи Польше продолжили поиски путей умиротворения Германии, ведя через Муссолини переговоры о созыве конференции в Италии для обсуждения «затруднений, вытекающих из Версальского договора». Лишь 3 сентября в 11 часов Англия, а в 17 часов Франция объявили Германии войну. 4 сентября был подписан франко-польский договор о взаимопомощи, фактически так и не получивший реализации. Уже к 4 сентября мобилизация во Франции завершилась , а войска были развёрнуты на позициях. На появившемся против Германии западном фронте французские войска, передовым частям которых было запрещено заряжать оружие боевыми, безучастно наблюдали за продолжающимися фортификационными работами вермахта. Французские военно-воздушные силы изначально ограничивались разведкой, а проведённый 4 сентября британскими ВВС (10 бомбардировщиков) налёт на рейд в Киле, в котором была потеряна половина самолётов, не имел результатов, а в дальнейшем англичане (по признанию У. Черчилля) «ограничивались тем, что разбрасывали листовки, взывающие к нравственности немцев». Неоднократные просьбы поляков о военной помощи оставались без ответа, а в отдельных случаях их просто дезинформировали.

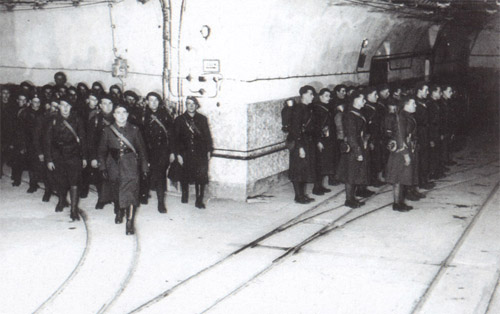
Французские солдаты на линии Мажино. 1939

10 сентября французские вооружённые силы закончили развёртывание по штатам военного времени и насчитывали почти 5 млн человек, а за день до этого части 9 французских дивизий начали продвижение в предполье линии Зигфрида к востоку от Саарбрюккена, почти не встречая сопротивления войск противника, которым было приказано уклоняться от боя и отходить на линию укреплений. Французские войска понесли немалые потери, так как местность ранее была заминирована немцами, немцы вели интенсивный артиллерийский огонь.. Продвинувшись к 12 сентября в глубину германской территории на десяток километров на фронте протяжённостью около 25 км, французы получили приказ, принятый на Высшем военном совете союзников в Абвилле, прекратить наступление «ввиду быстрого развития событий в Польше», а через неделю начали отводить войска назад. Французские операции на Западном фронте были ограничены и по сути сошли на нет после сообщений о стремительном продвижении вермахта в Польше. Эти действия Англии и Франции, бросивших Польшу на произвол судьбы, в дальнейшем получили наименование «Странная война». Французские историки и генералы, как и ведущие польские военные историки, считают, что успешное наступление на линии Зигфрида в сентябре 1939 года было нереальным, учитывая время, необходимое для его проведения, слишком короткое сопротивление поляков и недостаточные ресурсы французов, в том числе в виде артиллерии большой и особой мощности и противотанковых снарядов. Мобилизация самой тяжёлой и сверхтяжёлой артиллерии требовала времени на транспортировку как самих орудий, так и боеприпасов. На 1 сентября 1939 года в метрополии французы имели 34 дивизии, мобилизация большинства резервных пехотных дивизий была завершена к третьей декаде сентября, в большинстве своём мобилизованные дивизии имели многочисленные недостатки в вооружении. Относительно помощи Великобритании было ясно, что первые две дивизии английского экспедиционного корпуса могли прибыть на континент только в первых числах октября, ещё две — во второй половине октября. В результате подготовительных мероприятий с 18 августа и скрытой мобилизации с 25 августа немецкое командование развернуло на Западе группу армий «Ц» в составе 31 2/3 дивизий. Ещё до 1 сентября из резерва ОКХ в ГА «Ц» было передано 3 дивизии и ещё 9 после объявления союзниками войны Германии. Всего к 10 сентября на западных границах Германии имелось 43 2/3 дивизии. В сентябре 1939 года французы не располагали достаточными силами и средствами для эффективного наступления на немецкие укрепления, Западный вал укрепился глубже, чем линия Мажино, немцы прикрыли подходы к линии Зигфрида минными полями, а французы могли атаковать только на относительно узком участке шириной 144,84 км от Рейна до Мозеля, не желая нарушать нейтралитет Бельгии и Люксембурга. Уже 4 мая 1939 года британские и французские штабы согласились с тем, что быстрого наступления на западной границе (линия Зигфрида) быть не может. По завершении Второй мировой войны на Нюрнбергском процессе бывший глава Верховного Командования вермахта Йодль утверждал, что «процесс, подобный Нюрнбергскому, не начался в Германии в 1939 только потому, что примерно 110 французских и английских дивизий, стоявших во время нашей войны с Польшей на Западе против 23 германских дивизий, оставались совершенно бездеятельными», однако Йодль солгал на процессе, в том числе и о количестве дивизий.
5 сентября 1939 года США заявили, что распространяют на польско-германскую войну свою политику нейтралитета.
Пользуясь бездействием Англии и Франции, германское командование наращивало удары в Польше. По мере быстрого продвижения немецких войск вглубь польской территории в Польше нарастала дезорганизация, три армейских командира бросили свои войска, некоторые командиры пехотных дивизий поступали так же. 1 сентября Варшаву покинул президент страны Игнаций Мосьцицкий, 4 сентября началась эвакуация правительственных учреждений. 5 сентября из Варшавы выехало правительство, а в ночь на 7 сентября — Верховный Главнокомандующий Эдвард Рыдз-Смиглы.
Уже к 5 сентября германские войска прорвали польский фронт, что при отсутствии отмобилизованных резервов обрекало польскую армию на поражение. 6 сентября 17-й армейский корпус занял оставленный поляками Краков.
Первая немецкая часть достигла Варшавы 8 сентября. 12 сентября германские войска вышли к среднему течению Вислы на ряде участков, пересекли линию Западный Буг — Нарев, охватив Варшаву с востока, и выдвинулись к Сану, форсировав его верховья. 14 сентября кольцо окружения вокруг Варшавы замкнулось.
Соединения 21-го армейского корпуса 11 сентября заняли Бельск, а 15 сентября — Белосток.
Во второй половине дня 14 сентября 19-й моторизованный корпус занял Брест.
Южнее продвижение немецких войск шло ещё более быстрыми темпами. 12 сентября ко Львову подошла 1-я горная дивизия 18 корпуса, к 14 сентября он был окружён с трёх сторон. 15 сентября подразделения 14-й германской армии заняли Перемышль. 22-й корпус захватил Владимирец и Грубешов и продвигался далее на юг с целью недопущения прорыва польских войск в Румынию.
С 7 сентября ставка Главного командования Польских войск была перенесена в Брест, оставление Главным штабом Варшавы, привело к дезорганизации войск в условиях максимальной централизации военного командования. 10 сентября оно покинуло Брест и двинулось во Владимир-Волынский, потеряв на несколько дней управление войсками, с 13 сентября — в Млынов (близ Дубно), а 15 сентября — в Коломыю. С 14 сентября там уже пребывал президент Польши Мосцицкий.
15 сентября фон Бок приказал командующему 4-й немецкой армией организовать наступление с ближайшей задачей выйти на линию Волковыск — Гродно (150 км от советской границы), 19-му моторизованному корпусу продвигаться на Влодава, Ковель. Другим частям, переданным в подчинение 4-й армии, ставилась задача достичь линии Барановичи — Слоним (50 км от советской границы), действуя в направлениях Кобрин, Пружаны.
9—11 сентября польское руководство вело переговоры с Францией о предоставлении убежища для правительства. Золотой запас Польши 13—16 сентября был переправлен в Румынию. 16 сентября начались польско-румынские переговоры о транзите польского руководства во Францию, в этот же день появилось решение о переходе границы, о чём уведомили зарубежных дипломатов, пребывающих в Кутах и Залешчиках и вечером 17 сентября правительство перешло на территорию Румынии, где было интернировано.
К 16 сентября наступавшие с севера и юга войска немецких армий вышли на линию Осовец — Белосток — Бельск — Каменец-Литовск — Брест-Литовск — Влодава — Владимир-Волынский — Замосць — Львов — Самбор, а войска 10-й армии, форсировав Вислу, подходили с юго-запада к Люблину. В планах германского командования не предполагалось остановки продвижения войск. При темпе продвижения немецких механизированных войск в то время 25—30 км в сутки занять всю Восточную Польшу (Западную Украину и Западную Беларусь) они могли в течение 4—8 суток, то есть к 21—25 сентября при том, что единого польского фронта перед ними уже не было, как не было и достаточных резервов и времени у польского командования для его формирования. Британские аналитики в отчете, подготовленном 16 сентября 1939 года, рассматривали окончательное поражение Польши как вопрос самого ближайшего будущего.

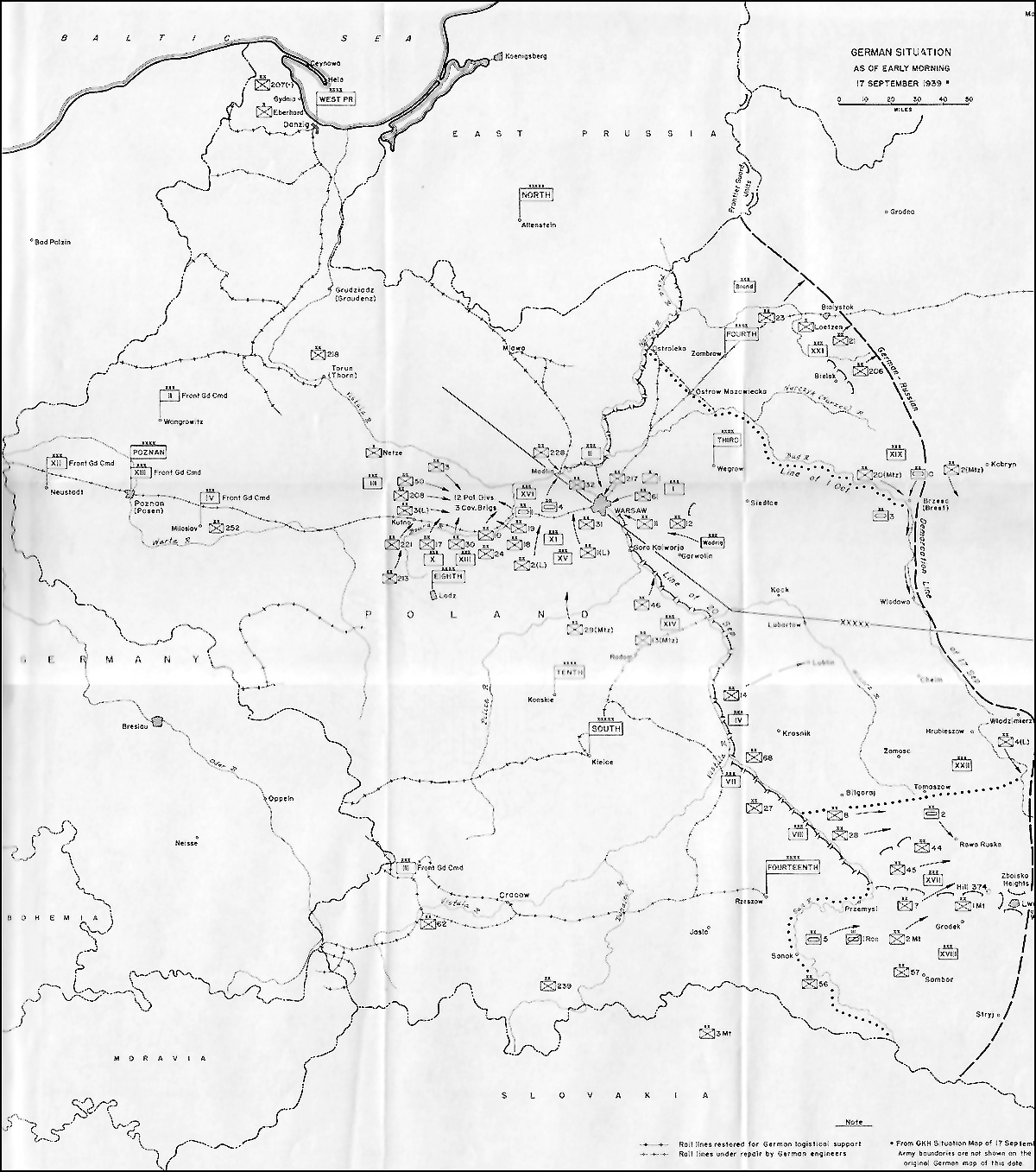
Положение немецких войск на утро 17 сентября 1939

По мере успешного развития кампании в Польше Германия предприняла ряд дипломатических шагов, направленных на расширение круга стран, вовлечённых в раздел территории, принадлежавшей Польше. 3 сентября И. Риббентроп в беседе с венгерским послом в Берлине Д. Стояи задал ему вопрос, не хотела бы Венгрия присоединить часть Польской Украины с городами Турка и Самбор. 7 сентября в беседе с приехавшим в Берлин венгерским министром иностранных дел И. Чаки Риббентроп вновь старался уточнить, «есть ли у Венгрии территориальные требования к Польше», но Будапешт постарался уклониться от подобных намёков. 10 сентября Германия предложила Литве направить войска для занятия Виленской области и Вильно, но литовская сторона предпочла сохранить объявленный 1 сентября нейтралитет.
С начала сентября в Берлине находился один из руководителей ОУН А. А. Мельник, которому немецкой стороной делались пространные обещания о вероятном появлении «независимой Украины» в юго-восточной Польше, — 4 сентября его принял представитель МИД Германии, пообещавший ему решение украинской проблемы, а чуть позже в Вене на встрече с В. Канарисом и его заместителем Э. Лахузеном ему было сообщено о возможности появления «западноукраинского государства» на границе с СССР. Ещё летом 1939 года в рамках подготовки ОУН к участию в боевых действиях на территории Польши в Словакии под руководством Абвера формируется специальное подразделение из галичан-эмигрантов — «Военные подразделения националистов» («Військові відділи націоналістів» (ВВН)) под командованием полковника Романа Сушко. ВВН входили в состав немецко-словацкой группировки, наносившей удар со словацкой территории 1 сентября 1939 года. 12 сентября 1939 года на специальном совещании в поезде Гитлера обсуждались вопросы в отношении Польши и этнического украинского населения Польши. Согласно планам Гитлера, на границе с СССР необходимо было создать «государства-прокладки» между «Азией» и «Западом»: лояльные Третьему рейху Украину (на территории Галиции и Волыни), «польское» квазигосударство в центре и Литву на севере. На основании политических указаний Риббентропа Кейтель сформулировал задание Канарису: «Вы, Канарис, должны организовать восстание при помощи украинских организаций, работающих с Вами и имеющих те же цели, а именно поляков и евреев». Риббентроп, уточняя формы восстания, особо указывал на необходимость уничтожения поляков и евреев. Под «украинскими организациями» имелась в виду Организация украинских националистов. Результатом этих указаний стал так называемый «Меморандум Канариса от 12 сентября 1939 года», представленный в материалах Нюрнбергского трибунала как документ 3047-ps.
Во второй половине сентября в ряде местностей в тылу польской армии прошли небольшие вооружённые восстания. Кроме убийств военных и полицейских, были отмечены и убийства мирных поляков украинскими националистами и другими силами. Одновременно с этими действиями МИД Германии предпринял ряд дипломатических заходов в отношении СССР. 3 сентября Риббентроп направляет германскому послу в СССР Шуленбургу телеграмму, полученную 4 сентября, в которой предлагалось обсудить с Молотовым вопрос о вступлении войск СССР на польскую территорию для оккупации той её части, которая вошла бы в советскую сферу интересов, зафиксированных в секретном протоколе от 23 августа 1939 года, подписанном Риббентропом и Молотовым в Москве. Москва не торопилась идти навстречу этим предложениям и ответила вежливым отказом.
5 сентября Шуленбург отправил в Берлин ответ Молотова:

Мы согласны с вами, что в подходящее время нам будет совершенно необходимо начать конкретные действия. Мы считаем, однако, что это время ещё не наступило.
9 сентября Шуленбург получил телеграмму о необходимости скорейшего возобновления обсуждений с Молотовым в отношении военных планов СССР. В этот же день начальник Генерального штаба Сухопутных войск Гальдер в своём дневнике писал: «Сообщить Главкому: …б. самостоятельность Западной Украины…»
10 сентября на встрече с Шуленбургом Молотов сообщил, что для подготовки действий советской стороны ей потребуется две-три недели. Шуленбург подчеркнул необходимость как можно скорейшей активизации действий РККА. Молотов заявил, что «советское правительство намеревалось заявить, что Польша разваливается на куски и вследствие этого Советский Союз должен прийти на помощь украинцам и белорусам, которым угрожает Германия. Этот предлог представит интервенцию СССР благовидной в глазах масс и даст Советскому Союзу возможность не выглядеть агрессором». Однако, согласно сообщению германского агентства ДНБ, создается впечатление о возможном германо-польском перемирии, что закрывает дорогу для советских действий. Шуленбург пообещал сделать запрос относительно возможности перемирия и сказал, что действия Красной Армии в данной ситуации очень важны.
В тот же день Гальдер записал в своём дневнике: «Получено обращение к Западной Украине» (в этом обращении говорилось о планах по созданию немцами «независимого государства» на территории Западной Украины).
В сентябре Гитлер принял срочные меры для закрепления германского влияния в Литве. Литовский посол в Берлине Шкирпа вёл секретные переговоры о переходе Литвы под германский военный протекторат, причём вёл успешно.
12 сентября Гальдер отметил в своём дневнике:

- Разговор главкома с фюрером:

Русские, очевидно, не хотят выступать. [Они] хотят взять себе Украину (чтобы удержать французов от вмешательства). [Русские] считают, что поляки будут согласны заключить мир.
15 сентября губернатором восточных земель бывшей Польши назначается Ганс Франк.
В это же время руководитель абвера Канарис писал в своём дневнике, что Гитлер выбрал курс на создание «украинского государства», и ему предстоит организовать «восстание» посредством ОУН. А «вопрос Польши» будет окончательно решён «заключением мира» с «независимым польским государством», которое будет создано из оставшихся территорий.
Позднее по радио было сделано сообщения о том, что «немецкие вооружённые силы не имеют никаких враждебных отношений в отношении украинского населения в Польше».

#### СССР
1 сентября 1939 года в 11 часов дня советник германского посольства в Москве Г. Хильгер официально уведомил СССР о начале войны Германии против Польши.
В тот же день на совещании с руководством военного и чекистского ведомств Сталин дал старт скрытой подготовке органов и войск госбезопасности к работе на территориях, отошедших к Польше после подписания с ней мирного договора 1921 года.
2 сентября пограничные войска получили приказ об усиленном режиме охраны советско-польских границ. В этот же день СНК принял постановление № 1348−268сс, в котором указывалось, что с 5 сентября следовало начать очередной призыв на действительную военную службу для войск Дальнего Востока и по 1 тысяче человек для каждой из 76 вновь формируемых дивизий, а с 15 сентября и для всех остальных округов, о чём было сообщено в газетах.
3 сентября в Берлине состоялось вручение верительных грамот полномочного представителя СССР в Германии А. А. Шкварцева. Гитлер и Шкварцев заверили друг друга от имени своих стран, что выполнят свои обязательства по договору о ненападении. В тот же день Политбюро ЦК ВКП(б) приняло секретное решение о продлении на один месяц службы для красноармейцев и сержантов, которые уже готовились к демобилизации. Общая численность служащих, к которым относился этот указ, составляла 310 632 человека.
Риббентроп начал посылать в Москву телеграммы с призывами о встречном наступлении РККА.

Мы определённо рассчитываем окончательно разгромить польскую армию в течение нескольких недель. Затем мы будем удерживать под военным контролем ту территорию, которая была определена в Москве как сфера германских интересов. Естественно, однако, что мы будем вынуждены по причинам военного характера продолжать боевые действия против тех польских вооружённых сил, которые будут находиться в тот момент на польской территории, принадлежащей к сфере русских интересов. Пожалуйста, немедленно обсудите это с Молотовым и выясните, не считает ли Советский Союз желательным, чтобы русские вооружённые силы выступили в соответствующий момент против польских вооружённых сил в районе сферы русских интересов и со своей стороны оккупировали эту территорию. По нашему мнению, это было бы не только облегчением для нас, но также соответствовало бы духу московских соглашений и советским интересам…
— 3 сентября 1939 г. Телеграмма Риббентропа Молотову
5 сентября польский посол В. Гжибовский обратился с просьбой о снабжении военными материалами и транзите военных грузов через СССР в Польшу; Молотов заверил в точном исполнении торгового соглашения, но отказал в транзите, поскольку в сложившейся международной обстановке Советский Союз не хочет быть втянутым в войну на той или другой стороне и должен обеспечить свою безопасность.
Особые отделы НКВД СССР обеспечивали скрытность проводимых командованием РККА мер, в частности реализации директивы наркома обороны от 6 сентября 1939 года о проведении мобилизации («Больших учебных сборов», БУС) в семи военных округах и решении о создании Белорусского и Украинского фронтов.
БУС начались утром 7 сентября и проходили не совсем организованно, с опозданием на 2—3 дня; отмечались трудности с получением из народного хозяйства техники и автотранспорта, задействованного в уборке урожая, и неудовлетворительная работа железных дорог. Для улучшения ситуации на последних пришлось принять решение о сокращении народно-хозяйственных и пассажирских перевозок.
7 сентября Сталин на встрече с главой Коминтерна Г. Димитровым высказал следующую оценку происходящего в мире:

Война идёт между двумя группами капиталистических стран — (бедные и богатые в отношении колоний, сырья, и т. д.) за передел мира, за господство над миром! Но мы не прочь, чтобы они подрались хорошенько и ослабили друг друга. […] Коммунисты капиталистических стран должны выступать решительно против своих правительств, против войны. […] Уничтожение этого государства [Польши] в нынешних условиях означало бы одним буржуазным фашистским государством меньше! Что плохого было бы, если в результате разгрома Польши мы распространили социалистич(ескую) систему на новые территории и население.— Дневник Г. Димитрова, запись 7.09.1939.
По поручению Сталина была подготовлена директива Секретариата Исполкома Коминтерна (ИККИ) от 9 сентября, в которой было сказано:

Международный пролетариат не может ни в коем случае защищать фашистскую Польшу, отвергнувшую помощь Советского Союза, угнетающую другие национальности.
8 сентября нарком внутренних дел СССР Лаврений Берия подписал приказ о создании пяти оперативно-чекистских групп в Киевском и Белорусском Особых военных округах. При этом работа по созданию оперативных групп уже велась. Они состояли из сотрудников наркоматов внутренних дел УССР, БССР и центрального аппарата НКВД. Руководить опергруппами поручалось заместителю наркома — начальнику ГУГБ НКВД СССР В. Н. Меркулову (в Киеве) и начальнику Особого отдела НКВД СССР В. М. Бочкову.
9 сентября из управления МВО согласно приказу Генштаба выделялось управление 10-й армии (командующий — комкор И. Г. Захаркин), передававшееся в состав Белорусского особого военного округа (БОВО), куда оно передислоцировалось 11−15 сентября.
10 сентября в советской прессе появилось сообщение, что «произведён частичный призыв запасных, поскольку германо-польская война принимает угрожающий характер и требует мер по обороне страны».
11 сентября в Белорусский и Киевский особые военные округа поступил приказ о развёртывании полевых управлений округов в Белорусский (командующий — командарм 2-го ранга М. П. Ковалёв) и Украинский (командарм 1-го ранга С. К. Тимошенко) фронты.
15 сентября Витебская, Минская и Бобруйская армейские группы Белорусского особого военного округа были развёрнуты, соответственно, в 3-ю (командующий — комкор В. И. Кузнецов), 11-ю (комдив Н. В. Медведев) и 4-ю (комдив В. И. Чуйков) армии.
На базе Киевского особого военного округа были созданы Житомирская, Винницкая и кавалерийская армейские группы. Житомирская армейская группа (командующий — комдив И. Г. Советников) 16 сентября была переименована в Шепетовскую, 18 сентября — в Северную, 28 сентября — в 5-ю армию. Винницкая армейская группа (командующий — комкор Ф. И. Голиков) 16 сентября стала Волочиской, 24 сентября — Восточной, 28 сентября — 6-й армией. Кавалерийская армейская группа (командарм 2-го ранга И. В. Тюленев) 16 сентября стала Каменец-Подольской, 20 сентября — Южной группой, 24 сентября — 12-й армией.
17 сентября утром началось выдвижение войск РККА на польскую территорию (за исключением Полесья и южного отрезка границы УССР с Польшей, где оно началось 18 сентября). Оно было встречено незначительным сопротивлением отдельных подразделений польского корпуса охраны пограничья (КОП). При дальнейшем продвижении встречаемые подразделениями РККА части регулярной польской армии, выполняя приказ Верховного Главнокомандующего Польши, преимущественно сопротивления не оказывали, разоружались или сдавались в плен, частью пытались отступить в Литву, Венгрию или Румынию.
Организованное сопротивление частям РККА, длившееся более суток, было оказано только в нескольких случаях: в городах Вильно, Гродно, Тарнополь, д. Навуз, д. Боровичи (возле Ковеля), в Сарненском укрепрайоне. Сопротивление оказывалось преимущественно жандармерией, отрядами КОП и ополчением из поляков; местное же украинское, белорусское и еврейское население преимущественно оказывало содействие частям РККА, в ряде мест создавая вооружённые отряды, действовавшие против польских властей. В 183 населённых пунктах восточной Польши (западной Украины) имели место выступления, инициированные сторонниками ОУН, направленные против Второй Речи Посполитой и этнических поляков, которые в отдельных случаях были жестоко подавлены отступавшими польскими частями.
После перестрелки 19 сентября немецких и советских войск в районе Львова на советско-германских переговорах, проходивших 20—21 сентября, была установлена демаркационная линия между германской и советской армиями, которая проходила по р. Писа до её впадения в р. Нарев, далее по реке Нарев до её впадения в Западный Буг, далее по реке Буг до её впадения в реку Висла, далее по реке Висла до впадения в неё реки Сан и дальше по р. Сан до её истоков. 21 сентября советские войска получили приказ остановиться на крайних западных позициях, достигнутых к 20:00 20 сентября, с тем, чтобы начать движение на установленную демаркационную линию 23 сентября — по мере отвода германских войск. Этим же приказом командованию БФ было указано продолжать наступление в Сувалкском направлении. К 29 сентября войска Белорусского фронта продвинулись до линии Щучин — Стависки — Ломжа — Замбрув — Цехановец — Косув-Ляцки — Соколув-Подляски — Седльце — Лукув — Вохынь, а войска Украинского фронта к исходу 29 сентября находились на линии Пугачув — Пяски — Пиотркув — Кржемень — Билгорай — Перемышль — верховья реки Сан.
Во время очистки тыла РККА от остатков польских войск и вооружённых отрядов в ряде случаев имели место боестолкновения, наиболее значительным из которых указывается бой 28 сентября — 1 октября подразделений 52-й сд в районе Шацка с частями польской оперативной группы «Полесье», сформированной из пограничных частей, жандармерии, мелких гарнизонов и моряков Пинской флотилии под командованием генерала Клееберга, которая отходила на запад.
29 сентября после очередных советско-германских политических переговоров советские войска, которые так и не достигли на всех участках установленной ранее демаркационной линии, были повторно остановлены и получили приказ о начале отвода с 5 октября обратно на восток. Крайний срок отвода подразделений РККА на новую границу между территориями советских и немецких интересов был установлен 12 октября.
В результате этих событий под контроль СССР перешла территория в 196 тысяч км² с населением около 13 млн человек, практически полностью находящаяся восточнее «линии Керзона», рекомендованной Антантой в качестве восточной границы Польши в 1918 году. Территориальный раздел Польши между СССР и Германией был завершён 28 сентября 1939 года подписанием Договора о дружбе и границе между СССР и Германией. Впоследствии бо́льшая часть территории Виленского края вместе с Вильно была передана Литве, а меньшая — БССР, также вскоре переданная Литве. Территории, относившиеся СССР к Западной Украине и Западной Белоруссии, в результате организованного при участии советской стороны народного волеизъявления были «воссоединены» с УССР и БССР в ноябре 1939 года.
В последующие периоды данное вторжение и сопутствующие ему события получали различные оценки как в СССР, так и за его пределами: от «установления восточного фронта, который Германия не посмеет перейти», согласно высказыванию Черчилля 1 октября 1939, до «вступления во Вторую войну на стороне Германии и совместной оккупации Восточной Европы», по мнению ряда авторов конца ХХ — начала XXI века.
Заключение с Германией 19 августа экономического договора и 23 августа договора о ненападении вместе с обсуждением и определением ряда политических вопросов оценивалось советским руководством крайне позитивно на фоне перехода конфликта на Дальнем Востоке в локальные боевые действия на Халхин-Голе между СССР и Монголией с одной стороны и Японией (союзником Германии по Антикоминтерновскому пакту) и марионеточным государством Маньчжоу-го с другой стороны.
Настроения на предопределённость скорой войны с Германией, существовавшие с 1935 года, формально потеряли основные предпосылки, в то же время продолжалось усиление и совершенствование системы развёртывания (мобизационного плана) вооружённых сил СССР, начатое ещё в 1935 году. 1 сентября 1939 года Политбюро утвердило предложение Наркомата обороны, согласно которому в Красной армии предусматривалось, кроме 51 обычной стрелковой дивизии (33 стрелковые дивизии по 8900 человек, 17 стрелковых дивизий по 14 000 человек и 1 стрелковая дивизия в 12 000 человек), иметь 76 обычных стрелковых дивизий по 6000 человек, 13 горно-стрелковых дивизий и 33 обычные стрелковые дивизии по 3000 человек. Соответственно 2 сентября 1939 года СНК своим Постановлением № 1355−279сс утвердил «План реорганизации сухопутных сил Красной армии на 1939−1940 гг.» Было решено дивизии тройного развёртывания перевести в ординарные и иметь в Красной армии 173 стрелковые дивизии. Предлагалось увеличить ударную силу пехотного ядра в стрелковых дивизиях, увеличить количество корпусной артиллерии и артиллерии РГК, переведя её с тройного на двойное развёртывание (развернувшиеся в сентябре события на Западе не дали возможности провести утверждённую и изложенную выше реорганизацию. Красная армия вынуждена была развернуться в семи округах по штатам военного времени по старой организации). Кроме того, согласно новому Закону о всеобщей воинской обязанности от 1 сентября 1939 года, на 1 год был продлён срок службы 190 тысячи призывников 1937 года.

## Подготовка

### Политическая и дипломатическая
10 сентября Молотов сообщил Шуленбургу о неготовности РККА к действиям, и о необходимости представить интервенцию (в Польшу) благовидной в глазах масс, что правительство СССР заявит о крахе Польши, чтобы не выглядеть агрессором.
14 сентября в 16 часов Молотов вызвал Шуленбурга и проинформировал его о следующем: «Красная армия достигла состояния готовности скорее, чем это ожидалось. Советские действия поэтому могут начаться раньше указанного им во время последней беседы (10 сентября) срока. Учитывая политическую мотивировку советской акции (падение Польши и защита „меньшинств“), для советской стороны было бы крайне важно не начинать действовать до того, как падёт административный центр Польши — Варшава». Исходя из этого, Молотов просил сообщить, когда можно ожидать её падения.

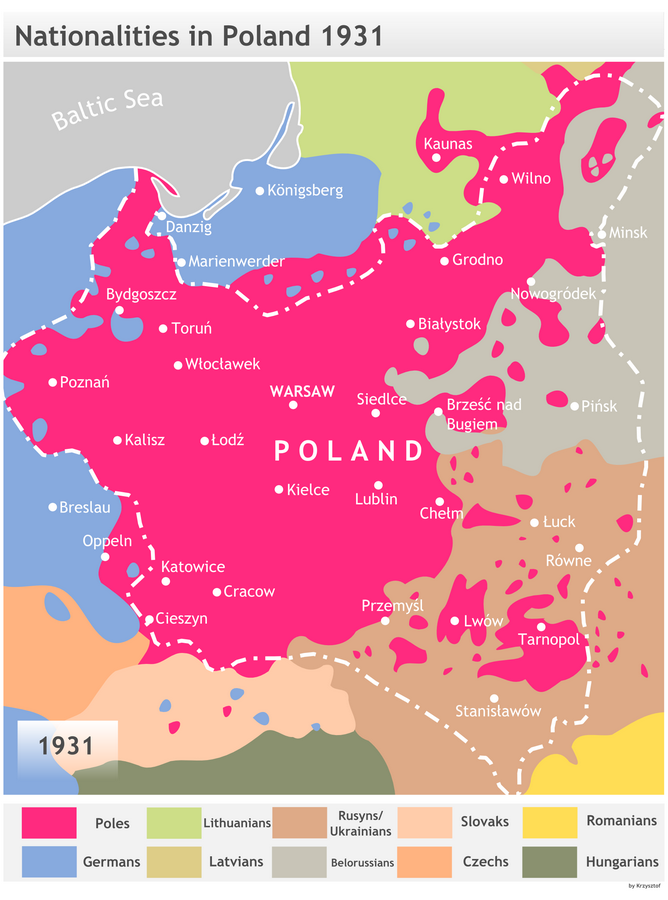
Этническая карта межвоенной Польши

В этот же день на передовице газеты «Правда» появляется статья «О внутренних причинах военного поражения Польши», текст которой был подготовлен А. А. Ждановым и правился Сталиным. В статье утверждалось, что «Польское государство, основанное на угнетении проживавших на его территории белорусов и украинцев, оказалось недееспособным и при первых военных неудачах стало распадаться». В статье подавался двойственный образ Польши. С одной стороны — враждебно-реакционное польское правительство, с другой — стонущие под гнётом «единокровные братья» белорусы и украинцы, которые с нетерпением ожидали освобождения именно со стороны СССР силами Красной Армии.
15 сентября Риббентроп направляет Шуленбургу инструкции для передачи советскому руководству информации относительно того, что уничтожение польской армии близится к концу (что также подтверждают данные армейского командования, переданные советской стороне 14 сентября), а Варшава будет оккупирована в ближайшие дни. Кроме того указывалось следующее:

Из сообщения Молотова мы поняли, что Советское правительство предпримет военные действия, и что таковые ожидаются вскоре. Мы приветствуем это… В то же время остается вопрос о ситуации, если подобного не произойдет, не создастся ли в районе, лежащем к востоку от германской зоны влияния, политический вакуум. Поскольку мы, со своей стороны, не намерены предпринимать в этих районах какие-либо действия политического или административного характера, стоящие обособленно от необходимых военных операций, без такого вмешательства со стороны Советского Союза могут возникнуть условия для формирования новых государств.
Далее предлагалось указать советскому руководству, что действия советской стороны должны начаться как можно скорее по причине приближения зимы — и, исходя из этого, выказывалась острая необходимость в указании конкретной даты и времени выступления. Также предлагалась организация координирующего центра с участием представителей правительств и военных обоих государств в занятом немцами Белостоке.
16 сентября Шуленбург сообщил Молотову полученную из Берлина позицию немецкой стороны. В ответ Молотов заявил Шуленбургу, что военное вмешательство СССР случится в ближайшие дни — завтра или послезавтра, и уже вскоре можно будет точно указать день и час. Также в ответе Молотова оговаривалось, что заявление о вмешательстве советской стороны в ответ на скрытую угрозу со стороны немецкой стороны видится единственно возможной официально декларируемой политической мотивацией своих действий, несмотря на то, что данное заявление затрагивает нежелательный для немецкой стороны момент. Официальный текст заявления включал текст: «польское государство распалось и более не существует, поэтому аннулируются все соглашения, заключённые с Польшей; третьи державы могут попытаться извлечь выгоду из создавшегося хаоса; Советский Союз считает своей обязанностью вмешаться для защиты своих украинских и белорусских братьев и дать возможность этому несчастному населению трудиться спокойно».
В завершении Молотов затребовал немедленно прояснить ситуацию с Вильно, поскольку СССР не желает конфликта с Литвой, и имеется ли уже договорённость немецкой стороны с Литвой в отношении Виленской области и того, кто будет оккупировать сам город.

### Военные приготовления
14 сентября Военным советам БОВО (командарм 2-го ранга М. П. Ковалёв, дивизионный комиссар П. Е. Смокачёв и начштаба комкор М. А. Пуркаев) и КОВО (командующий войсками округа С. К. Тимошенко, члены ВС В. Н. Борисов, Н. С. Хрущёв, начальник штаба комкор Н. Ф. Ватутин) направляются директивы Народного комиссара обороны СССР Маршала Советского Союза К. Ворошилова и Начальника Генерального штаба РККА — командарма I ранга Б. Шапошникова за № 16633 и 16634 соответственно «О начале наступления против Польши».
- Директива для БОВО

№ 16633

Приказываю:

1. К исходу 16 сентября 1939 г. скрытно сосредоточить и быть готовым к решительному наступлению с целью молниеносным ударом разгромить противостоящие войска противника:

а) Полоцкая группа — командующий Витебской армейской группой комкор тов. Кузнецов, в составе 50-й и 5-й стр. дивизий, 27-й стр. дивизии, 24-й кав.дивизии, 25-й и 22-й танк. бригад 205-го и 207-го корп. артполков сосредоточить в двух группах:

1) в районе Ореховно, Ветрино и

2) в районе Березино, Лепель.

- Задача — отбрасывая противостоящие войска противника от латвийской границы действовать в общем направлении на ст. Свенцяны и к исходу 17 сентября выйти на фронт Шарковщизна, Дуниловичи, Куренец; к исходу 18 сентября овладеть районом Свенцяны, Михалишки. Впредь до выдвижения резервов армии обеспечивать свой правый фланг. В дальнейшем иметь в виду овладение Вильно.

б) Минская группа — командующий группой — командир 3-го кав. корпуса комдив тов. Черевиченко, в составе 2-й и 100-й стр. дивизий, 7-й и 36-й кав. дивизий, 6-й танк бригады, 73-го и 152-го корп артполков в районе Изяславль, Городок.

- Задача — мощным ударом прорвать фронт противника и наступать в направлении на Ошмяны, Лиду и к исходу 17 сентября выйти на фронт Молодечно, Воложин, к исходу 18 сентября овладеть районом Ошмяны, Ивье. В дальнейшем иметь в виду оказать содействие Полоцкой группе в овладении г. Вильно, а остальными силами наступать на г. Гродно.

в) Дзержинская группа— командующий группой — командующий КалВО комкор тов. Болдин, в составе 13-й и 4-й стр.дивизий, 6-й, 4-й и 11-й кав. дивизий, 15-го танк. корпуса, 130-го и 156-го корп. артполков в районе Кайданов, Узда, ст. Фаниполь.

- Задача — мощным ударом по войскам противника разгромить их и решительно наступать в направлении на Новогрудок, Волковыск и к исходу 17 сентября выйти на фронт Делятичи, Турец; к исходу 18 сентября выйти на р. Молчадь на участке от её устья до м. Молчадь. В дальнейшем иметь в виду наступление на Волковыск с заслоном против г. Барановичи.

г) Слуцкая группа — командующий группой — командующий Бобруйской армейской группой комдив тов. Чуйков, в составе 8-й стр.дивизии 29-й и 32-й танк[овых] бригад в районе Грозов, Тимковичи, Греск.

- Задача — действовать в направлении на г. Барановичи и к исходу 17сентября выйти на фронт Снов, Жиличи.

2. Действия групп должны быть быстры и решительны, поэтому они не должны ввязываться во фронтальные бои на укрепленных позициях противника, а, оставляя заслоны с фронта, обходить фланги и заходить в тыл, продолжая выполнять поставленную задачу.

3. Разграничительная линия с войсками Киевского особого военного округа — устье р. Словечна, Домбровица, Влодава, Коцк и далее по р. Вепрш до её устья все для Белорусского особого военного округа исключительно.

4. Граница наших действий по глубине устанавливается — м. Дрисса и далее граница с Латвией, Литвой и Восточной Пруссией до р. Писса, р. Писса до впадения её в р. Нарев, левый берег р. Нарев от устья р. Писса до впадения её в р. Буг, правый берег р. Буг от впадения р. Нарев до её устья, правый берег р. Висла от устья р. Буг до устья р. Вепрш.

5. Войскам групп решительное наступление с переходом государственной границы начать на рассвете 17 сентября.

6. Авиационные части округа рассосредоточить на оперативные аэродромы в полной боевой готовности. По действиям авиации задачи ставятся командованием округа.

7. Сосредоточение групп прикрыть сильной истребительной авиацией и зенитной артиллерией. Наступление вести под прикрытием истребителей во взаимодействии с бомбардировочной, штурмовой авиацией. Избегать бомбардировки открытых городов и местечек, не занятых крупными силами противника.

8. Организовать бесперебойное снабжение групп БОВО всеми видами довольствия, не допуская никаких реквизиций и самовольных заготовок продовольствия и фуража в занятых районах.

9. Получение директивы подтвердить и план действий представить нарочным к утру «17» сентября.

- Директива для КОВО

№ 16634

П р и к а з ы в а ю:

1. К исходу «16» сентября скрытно сосредоточить и быть готовым к решительному наступлению с целью молниеносным ударом разгромить противостоящие войска противника:

а) Каменец-Подольская группа — командующий группой командарм 2-го ранга тов. Тюленев, в составе 16-й, 9-й, 32-й и 34-й кав. дивизий, 72-й и 99-й стр. дивизий, 25-го танк. корпуса, 26-й и 23-й танк. бригад, 283-го и 274-го корп. артполков — в районе Гусятин, Каменец-Подольск, Ярмолинцы.

- Задача — нанести мощный и молниеносный удар по польским войскам, надежно прикрывая свой левый фланг и отрезая польские войска от румынской границы, решительно и быстро наступать в направлении на Чортков, Станиславов и к исходу «17» сентября выйти на р. Стрыпа; к исходу «18» сентября овладеть районом Станиславов, имея дальнейшей задачей действия в направлении Стрый, Дрогобыч.

б) Волочиская группа — командующий группой — командующий Винницкой армейской группой комкор тов. Голиков 5, в составе 3-й, 5-й и 14-й кав. дивизий, 96-й и 97-й стр. дивизий, 24-й, 38-й танк. бригад, 269-го корп. артполка — в районе Волочиск, Соломна, Чёрный остров.

- Задача — нанести мощный и решительный удар по польским войскам и быстро наступать на м. Трембовля, г. Тарнополь, г. Львов и к исходу «17» сентября выйти в район Езерна; к исходу «18» сентября овладеть районом Буск, Перемышляны, Бобрка, имея дальнейшей задачей овладение г. Львов.

в) Шепетовская группа — командующий группой — командующий Житомирской армейской группой комдив тов. Советников, в составе 44—й, 45-й и 81-й стр. дивизий, 36-й танк. бригады, 236-го и 233-го корп. артполков — в районе Новоград-Волынск, Славута, Шепетовка.

- Задача — наступать в направлении на Ровно, Луцк и к исходу «17» сентября овладеть районом Ровно, Дубно; к исходу «18» сентября овладеть районом Луцк, имея в виду в дальнейшем наступление на Владимир-Волынск.

г) для обеспечения правого фланга сосредоточить в районе Олевск, Городница, Белокоровичи 15-й стр. корпус в составе 60-й и 87-й стр. дивизий и вести активные действия на Сарны.

2. Действия групп должны быть быстры и решительны, поэтому они не должны ввязываться во фронтальные бои на укрепленных позициях противника, а, оставляя заслоны с фронта, обходить фланги и заходить в тыл, продолжая выполнять поставленную задачу.

3. Разграничительная линия с войсками Белорусского особого военного округа — устье р. Словечна, Домбровица, Влодава, Коцк и далее по р. Вепрш до её устья, все для Киевского особого военного округа включительно.

4. Граница наших действий по глубине устанавливается — правый берег р. Висла от устья р. Вепрш до устья р. Сан, правый берег р. Сан от устья до её истоков, далее новая граница Венгрии (бывш. граница Чехословакии с Польшей), вся граница с Румынией. Нашим войскам через эту линию отнюдь не продвигаться.

5. Войскам групп решительное наступление с переходом государственной границы начать на рассвете «17» сентября.

Авиационные части округа рассосредоточить на оперативные аэродромы в полной боевой готовности. По действиям авиации задачи ставятся командованием округа.

7. Сосредоточение групп прикрыть сильной истребительной авиацией и зенитной артиллерией. Наступление вести под прикрытием истребителей во взаимодействии с бомбардировочной, штурмовой авиацией. Избегать бомбардировки открытых городов и местечек, не занятых крупными силами противника.

8. Вслед за Волочиской группой направить 137-й артполк РГК, который должен следовать в готовности оказать поддержку группе в случае атаки укрепленных позиций.

9. Организовать бесперебойное снабжение групп КОВО всеми видами довольствия, не допуская никаких реквизиций и самовольных заготовок продовольствия и фуража в занятых районах.

10. Получение директивы подтвердить и план действий представить нарочным к утру «17» сентября.

14 сентября Военным советам ЛВО, КалВО, КОВО, БОВО и начальникам Ленинградского, Белорусского и Киевского пограничных округов НКВД была отправлена совместная директива № 16662 наркомов обороны и внутренних дел о порядке взаимодействия пограничных войск и Красной армии. Согласно директиве, «с момента выступления полевых войск из районов сосредоточения с целью перехода государственной границы для действий на территории противника» и до перехода войсками «государственной границы на глубину, равную расположению войскового тыла (30—50 км)», пограничные войска, «оставаясь на своих местах, переходят в оперативное подчинение Военным советам соответствующих фронтов и армий» до их особого распоряжения.
15 сентября Л. З. Мехлис, прибыв в штаб Белорусского особого военного округа, телефонограммой дал задание начальникам политуправлений военных округов срочно перепечатать в окружных газетах передовую статью газеты «Правда» «О внутренних причинах военного поражения Польши». На основе этой статьи следовало развернуть массовую разъяснительную работу среди военнослужащих. По указанию Л. З. Мехлиса создавались подразделения для ведения пропаганды, направленной против «панской Польши». В политуправлениях полевых управлений КОВО и БОВО формировались отделы по работе среди населения противника и военнопленных, по штатам военного времени развёртывались 6 редакций газет на иностранных языках и типографии.
Вечером 15 сентября командующий Белорусским округом пограничных войск НКВД отдал приказ № 01, определявший «основные задачи погранвойск: а) с началом боевых действий — уничтожение польской пограничной охраны на тех участках, где не будут наступать части РККА; б) с продвижением войск армии — не допускать перехода гражданского населения с нашей территории и кого бы то ни было с польской территории через существующую государственную границу СССР. Части, подразделения и отдельных военнослужащих РККА пропускать через существующую границу СССР беспрепятственно». До 5:00 17 сентября 1939 г. пограничники должны были нести службу по охране госграницы как обычно.
15 сентября были определены задачи для 5 оперативно-чекистских групп (50—70 человек каждая) в КОВО и 4 групп (40—55 человек) в БОВО. На эти группы возлагалась организация временных управлений в занятых городах (с участием руководителей групп). Для обеспечения порядка, пресечения подрывной работы и подавления контрреволюционной деятельности следовало создать в занятых городах аппарат НКВД за счёт выделения сил из состава групп, каждой из которых придавалось подразделение пограничников силой 300 человек. На занятой территории было необходимо немедленно занять пункты связи (телефон, телеграф, радио, почту), государственные и частные банки и другие хранилища всевозможных ценностей, типографии, где следовало наладить издание газет, государственные архивы (особенно архивы спецслужб), провести аресты реакционных представителей правительственной администрации, руководителей контрреволюционных партий, освободить политических заключённых (сохранив остальных под стражей), обеспечивать общественный порядок, не допуская диверсий, саботажа, грабежей и т. п., а также изъять оружие и взрывчатые вещества у населения.
15 сентября Военный совет БОВО подготовил боевой приказ № 01, в котором говорилось, что «белорусский, украинский и польский народы истекают кровью в войне, затеянной правящей помещичье-капиталистической кликой Польши с Германией. Рабочие и крестьяне Белоруссии, Украины и Польши восстали на борьбу со своими вековечными врагами помещиками и капиталистами. Главным силам польской армии германскими войсками нанесено тяжёлое поражение. Армии Белорусского фронта с рассветом 17 сентября 1939 года перешли в наступление с задачей — содействовать восставшим рабочим и крестьянам Белоруссии и Польши в свержении ига помещиков и капиталистов и не допустить захвата территории Западной Белоруссии Германией. Ближайшая задача фронта — уничтожать и пленить вооружённые силы Польши, действующие восточнее литовской границы и линии Гродно — Кобрин».
16 сентября по приграничным соединениям КОВО и БОВО был отдан приказ к исходу дня «произвести перегруппировку войск группы и скрытно подтянуть их на 3—5 км к нашим государственным границам в исходное положение», проверить боеготовность и материально-техническую обеспеченность частей.
Окончательное развёртывание и получение мобилизованной техники из народного хозяйства, а также ГСМ и тылового обеспечения завершено не было. В связи с этим в последующие дни войска испытывали недостаток горючего, запасных частей и транспортных средств для переброски войск.

## Начало

### Дипломатические шаги
В 2 часа ночи 17 сентября Сталин принял Шуленбурга и в присутствии Молотова и Ворошилова сообщил, что Красная армия в 6 часов утра перейдёт советскую границу на всем протяжении от Полоцка до Каменец-Подольского. «С целью избежания инцидентов» Сталин предложил руководству Германии остановить наступление германских войск и отвести вырвавшиеся вперёд подразделения на линию Белосток — Брест — Львов, а также запретить германской авиации совершать полёты восточнее этой линии. Он также проинформировал Шуленбурга, что советские самолёты будут бомбить район восточней Львова, давая понять, что в случае невыполнения этих требований их части могут попасть под бомбовые удары советской авиации. Просьба военного атташе Э. Кёстринга задержать на некоторое время выступление советских войск и прежде всего действия авиации, чтобы он мог проинформировать своё командование и тем самым предотвратить возможные инциденты и потери, была отклонена. На это Шуленбург ответил, что он предпримет всё возможное, чтобы проинформировать люфтваффе, но по причине слишком незначительного времени для информирования он просит, чтобы советские самолёты не слишком приближались к указанной линии. Советская комиссия должна была прибыть в Белосток 18 или 19 сентября. Сталин зачитал ноту, подготовленную для передачи польскому послу в Москве. Три пункта из неё были признаны как неприемлемые для немецкой стороны и были изъяты по предложению Шуленбурга. Сталин также указал, что появление совместного советско-германского коммюнике не может быть рассмотрено ранее, чем через 2—3 дня.
Для решения всех возникающих проблем в военной сфере генерал-лейтенант Кёстринг должен был обращаться напрямую к Ворошилову.
17 сентября в 3 часа заместитель наркома иностранных дел СССР В. П. Потёмкин зачитал польскому послу в Москве В. Гжибовскому ноту:

Польско-германская война выявила внутреннюю несостоятельность польского государства. В течение десяти дней военных операций Польша потеряла все свои промышленные районы и культурные центры. Варшава, как столица Польши, не существует больше. Польское правительство распалось и не проявляет признаков жизни. Это значит, что польское государство и его правительство фактически перестали существовать. Тем самым прекратили своё действие договора, заключенные между СССР и Польшей. Предоставленная самой себе и оставленная без руководства, Польша превратилась в удобное поле для всяких случайностей и неожиданностей, могущих создать угрозу для СССР. Поэтому, будучи доселе нейтральным, советское правительство не может более нейтрально относиться к этим фактам.
Советское правительство не может также безразлично относиться к тому, чтобы единокровные украинцы и белорусы, проживающие на территории Польши, брошенные на произвол судьбы, остались беззащитными.
Ввиду такой обстановки советское правительство отдало распоряжение Главному командованию Красной армии дать приказ войскам перейти границу и взять под свою защиту жизнь и имущество населения Западной Украины и Западной Белоруссии.
Одновременно советское правительство намерено принять все меры к тому, чтобы вызволить польский народ из злополучной войны, куда он был ввергнут его неразумными руководителями, и дать ему возможность зажить мирной жизнью.
Примите, господин посол, уверения в совершенном к Вам почтении. Народный Комиссар Иностранных дел СССР В. Молотов

Польский посол обратил внимание на то, что нота содержит ряд неточностей и передержек, и не принял её. В ответ Потёмкин указал на ответственность, которую он может понести перед своей страной, отказавшись передать правительству ноту. В итоге посол согласился уведомить своё правительство о содержании ноты, отказываясь принять её как документ. Нота была передана в посольство и вручена там под расписку, в то время как Гжибовский ещё находился в НКИД. Советский посол в Польше Николай Шаронов вместе с военным атташе Павлом Рыбалко отбыли в Москву ещё 11 сентября «для получения указаний».
В тот же день текст этой ноты был передан всем государствам, с которыми Москва имела дипломатические отношения, с уведомлением, что СССР будет продолжать придерживаться нейтралитета в отношении этих стран. Эта аргументация советского вмешательства в события в Польше была повторена в радиовыступлении Молотова 17 сентября:

Товарищи! Граждане и гражданки нашей великой страны!

События, вызванные польско-германской войной, показали внутреннюю несостоятельность и явную недееспособность польского государства. Польские правящие круги обанкротились. Все это произошло за самый короткий срок.

Прошло каких-нибудь две недели, а Польша уже потеряла все свои промышленные очаги, потеряла большую часть крупных городов и культурных центров. Нет больше и Варшавы как столицы польского государства. Никто не знает о местопребывании польского правительства. Население Польши брошено его незадачливыми руководителями на произвол судьбы. Польское государство и его правительство фактически перестали существовать. В силу такого положения заключенные между Советским Союзом и Польшей договора прекратили своё действие.

В Польше создалось положение, требующее со стороны Советского правительства особой заботы в отношении безопасности своего государства. Польша стала удобным полем для всяких случайностей и неожиданностей, могущих создать угрозу для СССР. Советское правительство до последнего времени оставалось нейтральным. Но оно в силу указанных обстоятельств не может больше нейтрально относиться к создавшемуся положению.

От советского правительства нельзя также требовать безразличного отношения к судьбе единокровных украинцев и белоруссов, проживающих в Польше и раньше находившихся на положении бесправных наций, а теперь и вовсе брошенных на волю случая. Советское правительство считает своей священной обязанностью подать руку помощи своим братьям-украинцам и братьям-белоруссам, населяющим Польшу.

Ввиду всего этого правительство СССР вручило сегодня утром ноту польскому послу в Москве, в которой заявило, что советское правительство отдало распоряжение Главному командованию Красной армии дать приказ войскам перейти границу и взять под свою защиту жизнь и имущество населения Западной Украины и Западной Белоруссии.

Советское правительство заявило также в этой ноте, что одновременно оно намерено принять все меры к тому, чтобы вызволить польский народ из злополучной войны, куда он был ввергнут его неразумными руководителями, и дать ему возможность зажить мирной жизнью.

В первых числах сентября, когда проводился частичный призыв в Красную армию на Украине, в Белоруссии и ещё в четырёх военных округах, положение в Польше было неясным и этот призыв проводился как мера предосторожности. Никто не мог думать, что польское государство обнаружит такое бессилие и такой быстрый развал, какой теперь уже имеет место во всей Польше. Поскольку, однако, этот развал налицо, а польские деятели полностью обанкротились и не способны изменить положение в Польше, наша Красная армия, получив крупное пополнение по последнему призыву запасных, должна с честью выполнить поставленную перед ней почетную задачу.

Правительство выражает твердую уверенность, что наша Рабоче-Крестьянская Красная армия покажет, и на этот раз свою боевую мощь, сознательность и дисциплину, что выполнение своей великой освободительной задачи она покроет новыми подвигами, героизмом и славой.

Вместе с тем советское правительство предводило копию своей ноты на имя польского посла всем правительствам, с которыми СССР имеет дипломатические отношения, и при этом заявило, что Советский Союз будет проводить политику нейтралитета в отношении всех этих стран.

Этим определяются наши последние мероприятия по линии внешней политики.

Правительство обращается также к гражданам Советского Союза со следующим разъяснением. В связи с призывом запасных среди наших граждан наметилось стремление накопить побольше продовольствия и других товаров из опасения, что будет введена карточная система в области снабжения. Правительство считает нужным заметить, что оно не намерено вводить карточной системы на продукты и промтовары, даже если вызванные внешними событиями государственные меры затянутся на некоторое время. Боюсь, что от чрезмерных закупок продовольствия и товаров пострадают лишь те, кто будет этим заниматься и накоплять ненужные запасы, подвергая их опасности порчи. Наша страна обеспечена всем необходимым и может обойтись без карточной системы в снабжении.

Наша задача теперь, задача каждого рабочего и крестьянина, задача каждого служащего и интеллигента, состоит в том, чтобы честно и самоотверженно трудиться на своем посту и тем оказать помощь Красной армии.

Что касается бойцов нашей славной Красной армии, то я не сомневаюсь, что они выполнят свой долг перед родиной — с честью и со славой.

Народы Советского Союза, все граждане и гражданки нашей страны, бойцы Красной армии и военно-морского флота сплочены, как никогда, вокруг советского правительства, вокруг нашей большевистской партии, вокруг советского великого вождя, вокруг мудрого тов. Сталина, для новых и ещё невиданных успехов труда в промышленности и в колхозах, для новых славных побед Красной армии на боевых фронтах.

Заявление совпало со временем, когда всё польское правительство перешло на территорию Румынии.

### Реакция польских официальных лиц
В 8 часов командир полка КОП «Подолье» подполковник М. Котарба доложил командованию, что «части советской армии перешли границу и заняли Подволочиск, Гусятин и Скала-Подольска. На Борщёв движется кавалерия». Начальник штаба главкома генерал бригады В. Стахевич доложил об этом Рыдз-Смиглы и после беседы с находившимся в Коломые министром иностранных дел Беком, не имевшим никаких известий из Москвы, приказал выслать в расположение советских войск парламентёров с вопросом, в каком качестве Красная армия перешла границу Польши. Около 14 часов была получена телеграмма от командира гарнизона в Луцке генерала бригады П. Скуратовича: «Сегодня в 6 часов границу перешли три советские колонны — одна бронетанковая под Корцем, другая бронетанковая под Острогом, третья кавалерии с артиллерией под Дедеркалами. Большевики едут с открытыми люками танков, улыбаются и машут шлемами. Около 10 часов первая колонна достигла Гощи. Спрашиваю, как мы должны поступить?»
17 сентября польское руководство оказалось поставлено перед свершившимся фактом и, исходя из заявлений советского правительства и его ноты, полагало, что Красная армия вводится с целью ограничить зону германской оккупации.
Главнокомандующий польской армией Рыдз-Смиглы вечером 17 сентября по радио отдал приказ следующего содержания:

Советы вторглись. Приказываю осуществить отход в Румынию и Венгрию кратчайшими путями. С Советами боевых действий не вести, только в случае попытки с их стороны разоружения наших частей. Задача для Варшавы и Модлина, которые должны защищаться от немцев, без изменений. Части, к расположению которых подошли Советы, должны вести с ними переговоры с целью выхода гарнизонов в Румынию или Венгрию. …Частям КОП и частям, прикрывавшим «румынское предмостье» — продолжать сопротивление.
Президент Польши Игнацы Мосьцицкий, находясь в городке Косов, обратился к народу. Он обвинил СССР в попрании всех юридических и моральных норм и призвал поляков «сохранять твёрдость духа и мужество в борьбе с бездушными варварами». Мосьцицкий также объявил о переносе своей резиденции и всех высших органов власти «на территорию одного из наших союзников». Вечером 17 сентября он вместе с польским правительством во главе с премьером Фелицианом Складковским пересёк границу Румынии, а после в ночь с 17 на 18 сентября территорию Польши покинули и главнокомандующий Войском Польским маршал Эдвард Рыдз-Смиглы. Румыния поместила их в центры интернирования. В ночь с 17 на 18 сентября президент И. Мосьцицкий объявил о своей отставке. Также были эвакуированы 30 тысяч польских военнослужащих в Румынию и 40 тысяч — в Венгрию. Под давлением Германии часть из них была интернирована.

### Реакция немецкого командования
Известие о выступлении РККА оказалось для ОКВ неожиданностью. Вальтер Варлимонт — заместитель начальника оперативного отдела Верховного командования вооружёнными силами Германии (ОКВ) — был уве́домлен о начале выступления РККА Эрнстом Кестрингом за насколько часов до вступления её на польскую территорию, причём последний сам узнал об этом в последний момент. Представитель ОКВ в ставке Гитлера Николаус фон Форманн (Nikolaus von Vormann) приводит информацию об экстренном совещании в ставке Гитлера с участием высших германских политических и военных деятелей, где рассматривались возможные варианты действий немецких войск, на котором начало боевых действий против РККА было признано нецелесообразным.

### Реакция Англии и Франции

«Рандеву». Карикатура Дэвида Ло. Опубликована в британской газете Evening Standard 20 сентября 1939, изображает встречу Гитлера и Сталина после раздела Польши.
Гитлер: «Отброс человечества, если не ошибаюсь?»
Сталин: «Кровавый убийца рабочих, я полагаю?»

Британцы считались с таким развитием событий с августа 1939 года. Посол Польши в Лондоне, Эдвард Рачинский, обратился в министерство иностранных дел Великобритании и попросил Англию объявить войну СССР. Британский министр иностранных дел лорд Галифакс в ответ указал, что объявление войны Советскому Союзу остаётся на усмотрение британского правительства. Не желая подтолкнуть СССР к дальнейшему сближению с Германией, Англия и Франция не стали обострять проблему советского вмешательства в Германо-польскую войну, а попытались уточнить советскую позицию относительно войны в Европе. В Англии и Франции было широко распространено мнение, что ввод советских войск в Польшу имеет антигерманскую направленность, и это может привести к усилению напряжённости в советско-германских отношениях.
18 сентября на заседании английского правительства было решено, что, согласно англо-польскому соглашению от 25 августа 1939, Англия связана обязательством защищать Польшу только в случае агрессии со стороны Германии. Поэтому было решено «не посылать России никакого протеста». Советская операция не стала полной неожиданностью для Франции, французы считались с возможностью ввода советских войск в Польшу уже с 11 сентября, 15 сентября об этом был проинформирован штаб главнокомандующего. 17 сентября французский генеральный штаб с облегчением узнал, что немцы не достигнут румынской границы. Посол Польши в Париже Юлиуш Лукасевич потребовал от имени польского правительства решительной реакции Франции против СССР. Это требование шло вразрез с намерениями французской стороны, которая стремилась сохранить дипломатические отношения с Москвой. Во французской ноте, подготовленной для польского правительства, говорилось, что соглашения, заключенные между Польшей и Францией, не предусматривали, что в случае советской агрессии против Польши Франция автоматически окажется в состоянии войны с СССР, и в соглашении от 4 сентября 1939 года этот вопрос не рассматривался. Далее в документе говорилось, что ввиду заявления Молотова о нейтралитете СССР по отношению к Франции, нет необходимости в военном ответе со стороны Парижа. И хотя англо-французская пресса позволяла себе довольно резкие заявления, официальная позиция Англии и Франции свелась к молчаливому признанию советской акции в Польше. 18 сентября лондонский «Таймс» охарактеризовал данное событие как «удар ножом в спину Польши». Вместе с тем стали появляться и статьи, объясняющие действия СССР как имеющие антигерманскую направленность. 28 сентября 1939 года бывший британский премьер Дэвид Ллойд-Джордж в опубликованном в прессе Британской империи и США письме польскому дипломатическому посланнику в Лондоне заявил, что действия СССР нельзя сравнивать с действиями нацистской Германии, так как «русские заняли территорию, которая не была польской и которая была силой занята поляками после Первой мировой войны».

### Военная операция — задачи
БОВО
Армейские группы БОВО получили оперативные задания и приказ: «не ожидая окончания сосредоточения всех приданных им частей, в 5:00 17 сентября перейти границу». При этом Полоцкая группа должна была к исходу первого дня наступления выйти на линию Шарковщина — Дуниловичи — оз. Бляда — Яблонцы, а на следующий день на фронт Свенцяны, Михалишки и далее продвигаться на Вильно. Главный удар наносился правым крылом армии, где были сосредоточены войска 4-го стрелкового корпуса и подвижной группы в составе 24-й кавалерийской дивизии и 22-й танковой бригады под командованием комдива 24 комбрига П. Ахлюстина; Минская — к исходу 17 сентября занять Молодечно, Воложин, на следующий день — Ошмяны, Ивье и двигаться далее на Гродно.
Дзержинская конно-механизированная подвижная группа (КМГ) должна была продолжать сосредоточение на границе, с задачей в первый день наступления достичь Любча, Кирин, и к исходу 18 сентября выйти на р. Молчадь на участке от её устья до м. Молчадь, форсировать её и в дальнейшем двигаться на Волковыск.
Бобруйской группе, имевшей задачу выйти на подступы к Барановичам, к исходу первого дня операции предписывалось выйти на линию Снов, Жиличи.
В Полесье были развёрнуты войска 23-го стрелкового корпуса, которым было запрещено до особого распоряжения переходить границу. 23-й стрелковый корпус и Днепровская флотилия обеспечивали стык с Украинским фронтом.
Авиации БОВО поручалось содействовать наступлению главных сил Полоцкой и Бобруйской групп и Дзержинской КМГ, «вскрыть группировку наземных войск и авиации противника по линии Свенцяны — Вильно — Гродно — Брест-Литовск и уничтожить их; воспретить подход резервов противника по железной дороге и грунтовым путям с линий Свенцяны — Вильно — Гродно — Брест-Литовск; не допустить отход противника за линию Поставы — Лида — Слоним — Пинск».
КОВО
Шепетовская группа — ставилась задача «нанести мощный и молниеносный удар по польским войскам, решительно и быстро наступать в направлении Ровно». 60-й стрелковая дивизия, имела задачу наступать на Сарны. 15-го стрелковый корпус, имел ближайшую задачу выйти на р. Горынь, а к исходу 17 сентября занять Ровно. 8-й стрелковый корпус, развёрнутый, должен был к исходу дня занять Дубно. 18 сентября оба корпуса должны были занять Луцк и двинуться в сторону Владимира-Волынского.
Волочиская группа — ставилась задача наступать на Тарнополь, Езерну и Козову, в дальнейшем выйти на фронт Буек — Перемышляны и далее на Львов.
Каменец-Подольская группа — ставилась задача занять Монастыриска, Коломыя, а на следующий день — Станиславов и Галич, в дальнейшем продвигаясь на Стрый и Дрогобыч.

### Инструкции войскам
Войскам запрещалось обстреливать и подвергать бомбардировке населённые пункты, а также вести боевые действия против польских войск, если они не оказывают сопротивления. Солдатам разъяснялось, что они идут в Западную Беларусь и на Западную Украину не как завоеватели, а как освободители украинских и белорусских братьев от гнёта, эксплуатации и власти помещиков и капиталистов. Войскам предписывалось при встрече с немецкими войсками не давать поводов для провокаций и не допускать захвата немцами территорий, населённых белорусами и украинцами. При попытках же такого захвата отдельными германскими частями, несмотря ни на что, вступать с ними в бой и оказывать гитлеровцам решительный отпор.

## Силы сторон

### СССР
- БОВО (командарм 2-го ранга М. П. Ковалёв, дивизионный комиссар П. Е. Смокачёв и начштаба комкор М. А. Пуркаев)

Полоцкая группа (она же Витебская армейская группа, затем — 3-я армия); командующий комкор В. И. Кузнецов:
- 4-й стрелковый корпус

- 50-я стрелковая дивизия
- 27-я стрелковая дивизия

- 5-я стрелковая дивизия
- 24-я кавалерийская дивизия
- 22-я легкотанковая бригада (Т-26)
- 25-я легкотанковая бригада (Т-26)

Действия группы поддерживала авиационная группа (всего 136 самолётов) в составе:
- 15-й истребительный авиаполк (И-16)
- 5-й легкобомбардировочный авиаполк (Р-5/Р-Z)
- 6-й легкобомбардировочный авиаполк (Р-5/Р-Z)
- 4-я истребительная эскадрилья (И-15/И-15 бис)
- 10-я истребительная эскадрилья (И-15 бис)
- 4-я дальнеразведывательная эскадрилия (СБ)

Минская группа (она же Минская армейская группа, затем — 11-я армия); командующий комдив Н. В. Медведев:
- 16-й стрелковый корпус

- 2-я стрелковая дивизия
- 100-я стрелковая дивизия

- 3-й кавалерийский корпус

- 7-я кавалерийская дивизия
- 36-я кавалерийская дивизия

- 6-я легкотанковая бригада (БТ-7)

Дзержинская группа (она же Дзержинская конно-механизированная группа); командующий комкор И. В. Болдин
- 5-й стрелковый корпус

- 4-я стрелковая дивизия
- 13-я стрелковая дивизия

- 6-й кавалерийский корпус

- 4-я кавалерийская дивизия
- 6-я кавалерийская дивизия
- 11-я кавалерийская дивизия

- 15-й танковый корпус

- 2-я легкотанковая бригада (223 БТ-7, 30 бронеавтомобилей (БА))
- 27-я легкотанковая бригада (234 БТ-7, 31 БА)
- 20-я моторизованная стрелково-пулемётная бригада (61 БА)

- Фронтовой резерв

- 21-я тяжёлая танковая бригада (98 Т-28, 30 БТ-7, 10 ХТ-26 и 19 БА) — двигалась во втором эшелоне.

Слуцкая группа — (она же Бобруйская армейская группа, затем 4-я армия)); командующий комдив В. И. Чуйков.
- 8-я стрелковая дивизия
- 29-я легкотанковая бригада (Т-26)
- 32-я легкотанковая бригада (Т-26)

- 23-й стрелковый корпус

- 52-я стрелковая дивизия
- 143-я стрелковая дивизия

- Днепровская военная флотилия

Второй эшелон (начало выступления 19 сентября)
10 армия
- 11 стрелковый корпус

- 6-я стрелковая дивизия
- 33-я стрелковая дивизия
- 121-я стрелковая дивизия

Пограничные войска БССР — командующий комбриг И. А. Богданов
Для взаимодействия с армейскими группами было выделено 7 истребительных авиаполков (на И-16), 2 легкобомбардировочных АП (Р-5 (самолёт)/Р-Z), 2 скоростных бомбардировочных полка (СБ), 2 штурмовых авиаполка (ДИ-6/Р-5) и 3 отдельные авиа эскадрильи (2 истребительные и разведывательная).
Всего по БОВО: 378 610 человек личного состава, 3167 орудий и 2406 танков. Уже в ходе боевых действий фронт получил дополнительно 3 стрелковых корпуса, 17 стрелковых дивизий и одну танковую бригаду.
- КОВО (командующий войсками округа С. К. Тимошенко, члены ВС В. Н. Борисов, Н. С. Хрущёв, начальник штаба комкор Н. Ф. Ватутин)

Шепетовская (до 16 сентября Житомирская армейская группа), с 18 сентября — Северная группа с 28 сентября преобразована в 5-ю армию); командующий — комдив И. Г. Советников
- 15-й стрелковый корпус

- 60-я стрелковая дивизия
- 87-я стрелковая дивизия

- 8-й стрелковый корпус

- 44-я стрелковая дивизия
- 45-я стрелковая дивизия
- 81-я стрелковая дивизия

- 36-я легкотанковая бригада (танки БТ)

Волочиская группа (до 16 сентября Винницкая армейская группа) с 24 сентября — Восточная группа, с 28 сентября — 6-я армия); командующий — комкор Ф. И. Голиков
- 17-й стрелковый корпус

- 96-я стрелковая дивизия
- 97-я стрелковая дивизия

- 38-я легкотанковая бригада (142 Т-26)
- 10-я тяжёлая танковая бригада (к моменту начала операции к месту выступления прибыло 58 Т-28 и 20 БТ-7 — два танковых батальона и разведывательную рота, остальные находились в резерве армейской группы и прибыли позже)
- 2-й кавалерийский корпус

- 3-я кавалерийская дивизия
- 5-я кавалерийская дивизия
- 14-я кавалерийская дивизия

- 24-я легкотанковая бригада (237 танков БТ)

Каменец-Подольская группа (до 16 сентября Кавалерийская армейская группа), с 20 сентября — Южная группа, с 24 сентября — 12-я армия, 28 сентября вновь разделена на 12-ю армию и Кавалерийскую АГ; командующий — командарм 2 ранга И. В. Тюленев
- 13-й стрелковый корпус

- 72-я стрелковая дивизия
- 99-я стрелковая дивизия

- 4-й кавалерийский корпус

- 32-я кавалерийская дивизия
- 34-я кавалерийская дивизия

- 26-я легкотанковая бригада (Т-26)
- 5-й кавалерийский корпус

- 9-я кавалерийская дивизия
- 16-я кавалерийская дивизия

- 23-я легкотанковая бригада (БТ)
- 25-й танковый корпус

- 4-я легкотанковая бригада
- 5-я лёгкотанковая бригада (БТ и не менее 70 Т-37/Т-38 на обе бригады)
- 1-я моторизованная стрелково-пулемётная бригада

Пограничные войска УССР — комдив В. В. Осокин
Всего по Украинскому фронту: 238 978 человек личного состава, 1792 орудия и 2330 танков. В ходе боевых действий фронт получил дополнительно армейскую кавалерийскую группу, 8 стрелковых корпусов, 27 стрелковых дивизий и 2 танковые бригады.
Действия армейских группировок должны были поддерживать 8 артиллерийских полков РГК.
- численность ВВС, дислоцированных в округах

На 1 сентября 1939 года в западных округах насчитывалось:
637 СБ, 157 ТБ-3 (действовали в основном как транспортные машины), 440 И-15/И-15 бис, 851 И-16, 286 Р-Z, а также несколько эскадрилий ДИ-6 — до 2000 истребителей и бомбардировщиков (без ТБ-3) и около 300 самолётов тактической авиации (Р-Z). К началу нападения Германии на Польшу 1 сентября 1939 года СБ были признаны уже устаревшими, однако они составляли основу вооружения частей бомбардировочной авиации.
Кроме входивших в состав ВВС округов, имелась также армейская и корпусная авиация, которая располагала Р-10, P-Z, Р-5, У-2, УТИ-4. Так, имелось 6 эскадрилий, полностью или частично перевооружённых на Р-10 (из них — четыре (34-я, 36-я, 44-я, 52-я) на Украине и две (30-я, 43-я) — в Беларуси). Машин типа Р-5 имелось 247 штук. Итого — свыше 300—350 самолётов.
Имелись также ДБ-3 из состава дальней авиации — но они в операции не участвовали.
Всего в западных округах насчитывалось менее чем 2618 машин (с имевшимися запасными полками и резервом), из них — 973 биплана или 37 % от общей численности разных типов. К участию в операции на первоначальном этапе привлекались бригады на СБ, а в дальнейшем, в связи с отсутствием целей, — преимущественно разведывательная и легко-бомбардировочная авиация на Р-5/P-Z.
Легкотанковые бригады по штату военного времени должны были иметь 253 танка при численности бригад в 3400 человек.
Дивизия должна была иметь 57 танков (из них около половины плавающих Т-37/Т-38, 96 орудий, 180 станковых, 18 зенитных, 354 ручных пулемётов. Поскольку танков не хватало, состав танковых батальонов был разношёрстным — так, 100-я стрелковая дивизия БОВО имела 12 Т-26 (6 с 45 мм пушкой, 1 двухбашенный с 37 мм пушкой, остальные двухбашенные пулемётные), 3 СТ-26 (тягачи), 8 Т-37, а в 97 стрелковой дивизии КОВО было 13 Т-26 и 15 Т-37/38.
Штат кавалерийской дивизии составлял 6600 человек. Дивизии по штату военного времени, утверждённому в 1938 году, полагалось 50 танков БТ-7 и 20 пушечных бронеавтомобиля БА-6. Фактически наличие танков и их типы варьировались не в лучшую сторону, а танки были преимущественно БТ-2 и БТ-5 (так, 44-й танковый полк 3 кавалерийской дивизии имел 34 БТ-2).
Общая численность войск, принявших участие в начале операции 17 сентября, составляла: БОВО — более 200 тысяч; КОВО — более 265 тысяч солдат и командиров. К окончанию операции численность войск, задействованных в операции, значительно возросла.
К началу операции ни КОВО, ни БОВО не завершили полностью сосредоточение и доукомплектование частей мобилизационными ресурсами до штатов военного времени. Особенно остро стояла проблема автотранспорта и частей связи, часть из которых прибыла в части только после окончания кампании.
Полевые управления БОВО и КОВО стали именоваться управлениями Белорусского и Украинского фронтов в соответствии с приказом наркома обороны № 0053 от 26 сентября 1939 года. Этим же приказом для управления войсками на территориях обоих округов были сформированы управления БОВО и КОВО, которые подчинялись Военным Советам соответствующих фронтов.

### Польша
Группировке РККА противостояли весьма незначительные силы Корпуса Охраны Пограничья (КОП) под командованием бригадного генерала Вильгельма Орлика-Рюкеманна:
- Пограничный полк «Сарны»
- Пограничный полк «Дубно»
- Пограничный полк «Подолье»

Всего 10 батальонов, 3 дивизиона и 1 кавалерийский эскадрон.
Практически на один батальон КОП приходился целый корпус РККА.
В некоторых районах (Ровно, Тернополе и других) находились также отдельные подразделения, прибывшие на переформирование после тяжёлых боёв с вермахтом. В общей сложности около 10 дивизий пехоты неполного состава. А также львовская группировка Владислава Лангнера — 28 тысяч человек. Всего же на 15 сентября в Восточных воеводствах находилось около 340 тысяч польских военнослужащих, 540 орудий и около 70 танков (из них 50 французских R-35, поступивших в июле 1939 года), 5 бронепоездов, Пинская военная флотилия, около 160 самолётов.
Непосредственно на границе находилось до 25 батальонов и 7 эскадронов Корпуса Охраны Пограничья (КОП) — около 12 тысяч человек. Как показали дальнейшие события, в боевых действиях наиболее активное участие приняли подразделения КОП, жандармерии, осадников и военизированных организаций. Основные польские силы (за исключением группы «Полесье») представляли собой преимущественно остатки разбитых немцами частей или формируемые территориальные дивизии.

### Настроения войск
Части Красной армии не стремились к военным столкновениям с польской армией. Как писал начальник Генерального штаба Войска Польского Вацлав Стахевич, польские части были «дезориентированы поведением большевиков, потому что те в основном избегают открывать огонь, а их командиры утверждают, что они пришли на помощь Польше против немцев. Советские солдаты в массе своей не стреляют, к нашим относятся с демонстративной симпатией, делятся папиросами и т. д., всюду повторяют, что идут на помощь Польше».

## Действия войск 17—19 сентября

### 17 сентября
БОВО
- Полоцкая группа

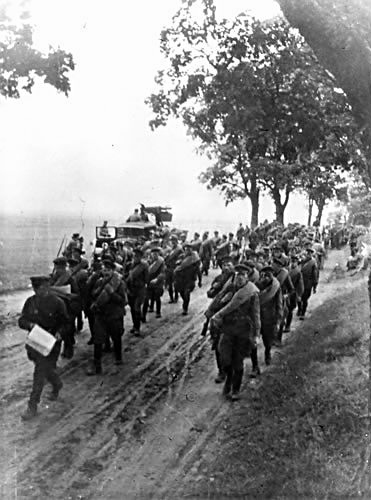
Стрелковые части РККА в Польше. 1939.

В 5 часов утра 17 сентября войска 4-го стрелкового корпуса и подвижной группы в составе 24-й кавалерийской дивизии и 22-й танковой бригады под общим командованием комбрига П. Ахлюстина перешли границу и при содействии пограничников уничтожили польскую пограничную стражу: были убиты 21 и пленены 102 польских пограничника. Наступавшие от Ветрино 5-я стрелковая дивизия и 25-я танковая бригада к вечеру через Плиссу подошли к северной окраине Глубокого. Наступавшие на направлении главного удара части подвижной группы в 8 часов заняли Докшицы, к 18 часам — Дуниловичи; дальнейшее продвижение танковые части остановились по причине отсутствия горючего. Пехотные соединения значительно отстали: 27-я стрелковая дивизия заняла в 12 часов Парафианово и подходила к р. Сервечь, а 50-я стрелковая дивизия заняла Крулевщизну. Потери советских войск составили 3 человек убитыми, 24 ранеными и 12 солдат утонули.
- Минская группа

Наступление РККА в восточной Польше

6-я танковая бригада в 12 часов заняла Воложин, соединения 16-го стрелкового корпуса в это же время вошли в Красное, а к 19 часам достигли Молодечно, Бензовец. Соединения 3-го кавкорпуса уже к 15 часам достигли района Рачинеты, Порыче, Маршалки.
- Дзержинская конно-механизированная группа

15-й танковый корпус в 5:00 перешёл границу и, сломив незначительное сопротивление польских пограничников, двинулся на запад. К вечеру 17 сентября 27-я танковая бригада форсировала р. Сервечь, 2-я танковая бригада — р. Ушу, а 20-я мотобригада подтягивалась к границе. К исходу 17 сентября 6-й кавкорпус форсировал р. Ушу. Отставание тылов и отсутствие серьёзного сопротивления противника привели к тому, что было решено создать мотомеханизированные группы из танковых полков дивизий, чтобы ускорить продвижение. 5-й стрелковый корпус в 5 часов 17 сентября перешёл границу и, сломив слабое сопротивление, взял в плен 29 польских пограничников, потеряв 6 человек убитыми и 2 ранеными. К 17 часам соединения корпуса вышли на железнодорожную линию Столбцы — Барановичи, а к 23 часам достигли р. Уша. Передовой отряд 11-й кавалерийской дивизии в ночь на 18 сентября занял Новогрудок.
- Слуцкая группа

Наступление войск началось в 5 часов утра 17 сентября. В 22 часа 29-я танковая бригада заняла Барановичи и расположенный здесь же укреплённый район, который не был своевременно занят польскими войсками. В районе Барановичей было пленено до 5 тысяч польских солдат, советскими трофеями стали 4 противотанковых орудия и 2 эшелона продовольствия. 8-я стрелковая дивизия заняла Несвиж и продвинулась до Снова, а 143-я стрелковая дивизия заняла Клецк.
КОВО
- Шепетовская

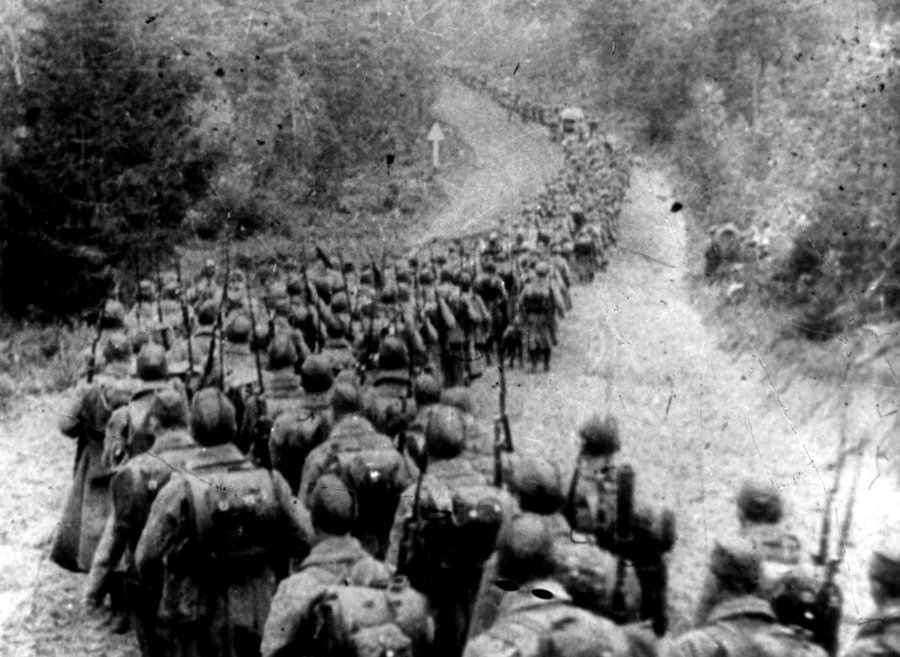
Советские войска пересекают границу Польши. 1939.

Войска перешли границу в 5:00, сломив незначительное сопротивление польских пограничных частей. Севернее части 60-й стрелковой дивизии в 6:00 перешли границу, в ходе боя с польской погранстражей советские войска потеряли 1 человека убитым и 1 раненым. Противник потерял 3 пограничников убитыми, 2 ранеными, а 83 были взяты в плен. В течение дня выяснилось, что «противник, не оказав сопротивления на госгранице, отходит в западном направлении, не пытаясь организовать и оказать сопротивления». В такой обстановке основная масса войск походным порядком продвигалась на запад, практически не имея стычек с противником. Около 18:00 17 сентября передовой отряд 45-й стрелковой дивизии занял Ровно, где были разоружены мелкие польские части.
- Волочиская группа

В 4:00 17 сентября группа пограничников и красноармейцев захватила Волочиский пограничный мост. В 4:30 войска 17-го стрелкового корпуса нанесли артиллерийский удар по огневым точкам и опорным пунктам противника и в 5:00 приступили к форсированию р. Збруч, используя захваченный мост и наведённые переправы. Форсировав реку практически без какого-либо сопротивления противника, части 17-го стрелкового корпуса около 8:00 в походных колоннах двинулись в сторону Тарнополя. В 18:30 17 сентября 1-й батальон 10-й танковой бригады вступил в Тарнополь, в 19:30 к нему присоединился второй батальон той же бригады. Наступавшая севернее города 24-я танковая бригада со 136-м стрелковым полком 97-й стрелковой дивизии уже в 12 часов прошла Доброводы и, обойдя Тарнополь с северо-запада, около 22 часов вышла на его западную окраину и приступила к её очистке от польских частей. В 19 часов с севера в город вошли 11 танков 5-й кавдивизии 2-го кавалерийского корпуса. Второй кавалерийский корпус вышел на р. Серет и захватил переправу северо-западнее Тарнополя.
- Каменец-Подольская группа

В 5:00 войска армии приступили к форсированию р. Збруч. Прошедшие накануне дожди размыли дороги, а уровень воды в реке поднялся. Всё же к вечеру 17 сентября войска вышли на р. Стрыпа. 23-я танковая бригады, переправившись в 8:30 через Збруч, двинулась через Борщёв на Городенку и Коломыю. К 16:00 они форсировали Днестр и захватили около Городенки 6 польских самолётов.
4-й кавкорпус при форсировании Збруча встретил организованное сопротивление польских пограничников и в течение двух часов был вынужден вести бой; к вечеру 17 сентября вышел на р. Стрыпа в районе Соколува — от её устья до местечка Золотники. Тем временем 13-й стрелковый корпус вышел к Днестру, а 5-й кавкорпус достиг Трибуховицы и Дулибы. 25-й танковый корпус в 19:30 после непродолжительного боя занял Чортков, взяв в плен до 200 польских солдат 41-го пехотного полка и захватив 4 самолёта. Всего в районе Чорткова в плен было взято около 5 тысяч польских солдат и офицеров.
В итоге в первый день операции войска КОВО углубились на 70-100 км, овладев Ровно, Коломыей, Тарнополем, Чортковом.
17 сентября было единственным днём широкомасштабного применения ВВС обоих округов, наносивших удары по аэродромам, железнодорожным узлам и дорогам. В районе Ковеля было сбито 3 польских самолёта. Но аэродромы оказались практически пусты (передислокация польских ВВС в Румынию была начата 14 сентября). Ошибки в наведении привели к бомбометанию по своим в районе деревни Фридриховка (полоса наступления КОВО), в результате которого погибло 6 человек и сгорело несколько автомашин с горючим. В полосе наступления БОВО бомбардировкам подверглись немецкие части — при бомбардировке моста в 15 км западнее Белостока было убито 3 солдата вермахта и несколько служащих организации Тодта. Несли потери от бомбардировок и продвигающиеся за Бугом на восток части XIX корпуса.
Во избежание дальнейших подобных событий на следующий день в войска была направлена директива следующего содержания: «Главное командование германских войск приказало своим войскам в случае приближения советских самолётов показывать следующие знаки: а) выкладывать белые полотнища, по возможности в виде свастики; б) пускать зелёные и красные ракеты вперемежку».
После вступления советских войск в пределы Польши местное украинское, белорусское и еврейское население преимущественно приветствовало Красную Армию.

### 18 сентября
В связи с отсутствием сопротивления и тем самым высокими темпами продвижения в механизированных частях стала отмечаться нехватка бензина, вызванная отставанием и неудовлетворительной работой не до конца отмобилизованного тыла. Для поддержания высоких темпов продвижения в частях КОВО и БОВО были созданы небольшие подвижные мото-механизированные группы, которые, получив остаток бензина от других машин, продолжили движение вперёд.
БОВО
Полоцкая группа: 25-я танковая бригада была включена в состав подвижной группы, получившей задачу наступать на Свенцяны. Однако в 3.55 18 сентября штаб группы получил приказ в течение дня занять Вильно, но в связи с тем, что приказ передавался делегатами связи, до бригады он дошёл только к вечеру. В 7 часов утра разведгруппа 22-й танковой бригады заняла Поставы, а в 14 часов достигла Свенцян и остановилась там без горючего. В 15.30 к Свенцянам подошли разведгруппы 25-й танковой бригады и 24-й кавалерийской дивизии, основные же силы которых ещё только продвигались к Свенцянам.
25-я танковая бригада вышла в район Годуцишек, 27-я стрелковая дивизия вышла в район озёр Мядель и Нарочь, 50-я стрелковая дивизия находилась между Поставами и Мяделем, а 24-я кавдивизия сосредоточивалась у Свенцян. На крайнем правом фланге 10-я стрелковая дивизия продвигалась южнее р. Западная Двина в сторону Дриссы.
Минская группа продвигалась в направлении Лиды, выйдя к 10 часам на фронт Рыновиче, Постоянны, Войштовиче. В это время 3-му кавкорпусу и 6-й легкотанковой бригаде была поставлена задача наступать на Вильно. Ошмяны были заняты без боя в 14 часов. К исходу 18 сентября соединения кавкорпуса достигли района Ошмяны — Курмеляны. Там из танковых эскадронов мехполков обеих дивизий корпуса был сформирован подвижной мотоотряд, направленный для овладения Вильно и к семи часам достигший его юго-западной окраины. 6-я тб, форсировав р. Березину, прошла Гольшаны и в 20 часов 18 сентября достигла южной окраины Вильно, установив связь с подразделениями 8-го тп. Ещё до прибытия частей РККА, утром 18 числа, комендант города отдал приказ: «Мы не находимся с большевиками в состоянии войны, части по дополнительному приказу оставят Вильно и перейдут литовскую границу; небоевые части могут начать оставление города, боевые — остаются на позициях, но не могут стрелять без приказа». После появления вечером первых советских танков он выслал парламентёра в расположение советских войск с тем, чтобы уведомить их, что польская сторона не хочет с ними сражаться, и потребовать их ухода из города, после чего сам покинул город. В это время в городе шла беспорядочная стрельба, в которой большую роль играла виленская польская молодёжь, получившая оружие. Часть польских войск приняли решение о сопротивлении, но уже к концу дня начали отход в сторону литовской границы. (см. Бой за Вильно)
В 18 часов 18 сентября передовые части 100-й сд заняли Крево.
Дзержинская конно-механизированная группа — Около 16 часов 18 сентября 2-я лтбр вступила в Слоним, население которого радостно встретило Красную армию. Передовой отряд 11-й кд в ночь на 18 сентября занял Новогрудок. Подвижные отряды подразделений 5-го ск продвинулись до р. Сервечь.
Слуцкая группа — К исходу 18 сентября 29-я и 32-я лтбр, двигавшиеся по шоссе Барановичи — Кобрин, вышли на р. Щара, 8-я сд прошла Барановичи, а 143-я сд продвинулась до Синявки.
23-й ск — дислоцировался в Полесье и ранее ему было запрещено до особого распоряжения переходить границу. Во второй половине дня приказ о переходе границы был получен, и около 17:00 корпус начал переход на польскую территорию.
КОВО
В Армейские группы КОВО был передан приказ следующего содержания

1. Главное командование германских войск приказало своим войскам в случае приближения советских самолётов показывать следующие знаки: а) выкладывать белые полотнища, по возможности в виде свастики; б) пускать зеленые и красные ракеты вперемежку.

2. К исходу дня 17.9.39 германские войска занимали следующую линию: а) 18-й корпус правым флангом юго-восточнее г. Самбор, большими частями на запад от Львова. Львов окружен войсками; б) 17-й корпус правым флангом восточнее Яворова, левый фланг — Вишинька; в) 20-й корпус по дороге Томашов — Любичев — Рава-Русская, часть в Комарно; г) 7-й корпус — Янов; д) 4-й корпус — Гельчев (30 км юго-восточнее Люблина); е) 19-й корпус — Слова-гище (40 км южнее Брест-Литовска), большими частями в самом Бресте; 21-й корпус — Заблудов, Белосток.

3. При сближении советских войск с германскими германское командование просит наши части не наступать ночью во избежание всевозможных случайностей.

4. Главное командование германских войск выпустило воззвание, в котором говорится (суть воззвания, не дословно): "Армия Советского Союза перешла западную границу. Скоро нужно ожидать встречи частей обеих стран на остановившейся линии. При встрече частей обеих сторон от каждого батальона германских войск выделяется один офицер и объявляет — германская армия приветствует армию Советского Союза. Как офицеры, так и солдаты германской армии желают быть в хороших отношениях с вами. От Красной Армии также ожидают в дальнейшем таких же отношений…

Начальник штаба КОВО комдив Ватутин

- Северная группа — основная масса войск походным порядком продвигалась на запад, практически не имея стычек с противником. 36-я легкотанковая бригада в 7 часов 18 сентября заняла Дубно, где были разоружены тыловые части 18-й и 26-й польских пехотных дивизий. Всего в плен попало 6 тыс. военнослужащих, трофеями бригады стали 12 орудий, 70 пулемётов, 3 тыс. винтовок, 50 автомашин и 6 эшелонов с вооружением. В 11.00 18 сентября подразделения группы после небольшого боя вступили в Рогачув, где были взяты в плен 200 польских военнослужащих и захвачено 4 эшелона со снаряжением и боеприпасами. К 17.00 18 сентября 36-я танковая бригада и разведбатальон 45-й стрелковой дивизии вступили в Луцк, в районе которого было разоружено и взято в плен до 9 тыс. польских военнослужащих, а трофеями советских войск стали 7 тыс. винтовок, 40 пулемётов, 1 танк и 4 эшелона военного имущества.

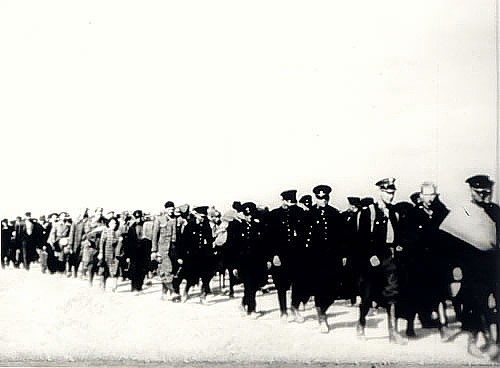
Пленные польские жандармы.

Восточная группа — 5-й дивизии, находившейся в Тернополе, пришлось заняться очисткой города от разрозненных групп польских офицеров, жандармов и просто желающих пострелять из местного населения. В ходе перестрелок в городе между 10:20 и 14:00 18 сентября дивизия потеряла 3 человек убитыми и 37 ранеными. Одновременно в 10:30 в город вступили стрелковые дивизии 17-го ск. В плен были взяты до 600 польских военнослужащих.
Наступавшие севернее соединения 2-го кавкорпуса с утра 18 сентября форсировали р. Серет и в 10.00 получили приказ командования форсированным маршем двинуться к Львову и овладеть городом. Для выполнения этой задачи был создан сводный мотоотряд из 600 спешенных кавалеристов, посаженных на танки 5-й кд и батальона 24-й тбр под командованием командира 5-й кд комбрига Я. Шарабурко. Отряд двинулся к Львову, взяв по дороге в плен до 6 тыс. польских военнослужащих. Остальные войска Восточной группы также двигались к Львову, который находился в «мешке» у 2-х немецких горных дивизий. В ходе маршей 14-я кавдивизия у Сасува сломила сопротивление местного гарнизона и полиции, взяв в плен 1155 человек и 1200 винтовок.
Южная группа — 18 сентября 23-я танковая бригада вступила в Коломыю, где было разоружено до 10 тыс. польских военнослужащих из состава 24-й и остатков 2-й и 5-й пехотных дивизий. Соединения 4-го кк и 13-го ск окружили, и после непродолжительной перестрелки, пленили до 10 тыс. польских военнослужащих из остатков Позненской, 6-й и 22-й пехотных дивизий. 1-я моторизованная стрелково-пулемётная бригада 25 тк в 16 часов заняла Монастыриску, где были взяты в плен около 3600 польских военнослужащих. К вечеру 1-я мбр и 4-я тбр подошли к Подгамцам, а 5-я тбр в районе Домброва имела боестолкновения с польским артиллерийским полком, в ходе которого были взяты в плен 2500 польских солдат, после чего вышла на окраину Галича.

### 19 сентября
БОВО
Полоцкая группа (3 армия) — с наступлением 19 сентября «механизированная группа Ахлюстина» под командованием полковника Ломако выступила из Свенцян, через несколько часов за ними двинулась мотогруппа в составе 700 спешенных и посаженных на автомашины кавалеристов 24-й кд. К моменту выступления мотогруппы 24 кавдивизии, группа Ломако в 2:30 достигла Подбродзе, где разоружила 40 польских солдат, а в 3:30 у Неменчина захватила мост через р. Вилию, арестовав 15 полицейских. В 4:30 группа достигла северной окраины Вильно, где провела двухчасовой бой за мосты через р. Вилия.
В 3:40 19 сентября 3-я армия получила приказ организовать охрану латвийской и литовской границ.

Минская группа (11 армия) — сводный отряд танковых полков кавдивизий 3-го кавкорпуса и подразделения 6-й лтбр при участии «Группы Ахлюстина» и рабочих отрядов из местного населения. К 8 часам 19 сентября к Вильно подошли части 3-го кавкорпуса. 102-й кавполк повёл наступление на юго-восточную окраину, а 42-й кавполк двинулся в обход города с востока и сосредоточился на северо-восточной окраине. Тем временем 7-я кд обходила город с запада. В 10 часов была захвачена товарная станция, где находилось три эшелона с боеприпасами и военным снаряжением. К 18 часам сопротивление было сломлено и к вечеру 19 сентября обстановка в городе нормализовалась, но отдельные перестрелки возникали вплоть до 2 часов ночи 20 сентября. В боях за Вильно части 11-й армии потеряли 13 человек убитыми и 24 человека ранеными, было подбито 5 танков и 4 бронемашины. 
19 сентября из танковых батальонов 100-й и 2-й сд и бронероты разведбатальона 2-й дивизии была сформирована моторизованная группа 16-го ск под командованием комбрига Розанова, которая выступила в направлении Лиды. В районе фольварка Бердовка мотогруппа взяла в плен около 300 польских солдат.
В 23 часа группа вступила в Лиду, уже занятую 152-м кавполком 6-го кавкорпуса КМГ.

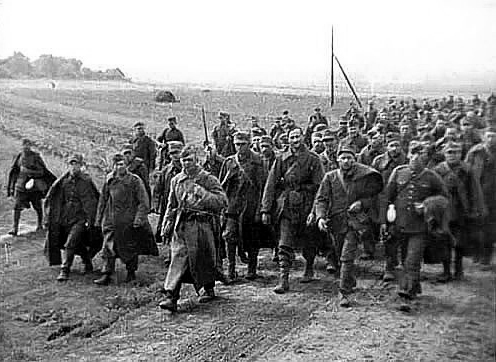
Польские солдаты, пленённые частями РККА. 1939.

Дзержинская конно-механизированная группа — В 8 часов командир 15-го тк получил приказ совместно с мотоотрядами 13-й и 4-й сд к исходу 19 сентября занять Гродно и Сокулку. 27-я тбр вошла в Дворец, туда же подходила и 21-я тбр. В течение всего дня основные силы 15-го тк простояли растянувшись по дороге Слоним — Волковыск без горючего. С востока к Слониму подходила 20-я мотобригада, что ещё больше загромождало дороги и задерживало подход тыловых колонн. Передовой отряд 2-й тбр в 16 часов вступил в Волковыск, занятый ещё ночью мотоотрядом 6-го кавкорпуса под командованием комдива А. И. Ерёменко. 19 сентября 152-й кавполк 6-й кавалерийской дивизии после короткого боя занял Лиду, где были взяты в плен 2500 человек, трофеями советских войск стали 300 винтовок, 100 тыс. патронов, 23 самолёта. Мотогруппа 4-й стрелковой дивизии (101-й сп) в 8 часов 19 сентября вошла в Слоним, приняв у танковых частей свыше 6 тыс. пленных.
- 10-я армия — отмобилизация дивизий второй очереди формирования была закончена во второй половине сентября. 19 сентября находившиеся во втором эшелоне КМГ дивизии 10-й армии перешли границу с задачей выйти на фронт Новогрудок, Городище и двигаться далее на Дворец. К исходу первого дня наступления войска 10-й армии достигли линии рр. Неман и Уша.
- Слуцкая группа (4-я армия) — К исходу 19 сентября 29-я тбр вошла в Пружаны, где оставалась до 22 сентября, 32-я тбр — в Миньки на шоссе Барановичи — Кобрин, 8-я стрелковая дивизия достигла р. Щара, а 143-я стрелковая дивизия — района Ольховка — Городище.
- 23-й ск и Днепровская военная флотилия — в 11 часов 19 сентября передовой отряд 52-й сд занял Лахву. При дальнейшем продвижении её подразделения в Кожан-Городке были обстреляны отрядом 16-го батальона КОП. В ходе боя советские части потеряли 3 человека убитыми и 4 ранеными, польские части — 4 убитыми и 3 ранеными. Были взяты в плен 85 польских военнослужащих. Около 17 часов 205-й сп с 1-м дивизионом 158-го артполка после небольшой перестрелки занял Давид-Городок. В 19:30 части 52-й сд заняли Лунинец. Корабли Днепровской военной флотилии дошли до устья реки Горынь, где были вынуждены остановиться из-за отмелей и затопленных польских судов.

КОВО
- Северная АГ — к утру 19 сентября 60-я сд достигла Сарненского УРа, завязав бои за овладение им. 87-я сд 15-го ск в районе Костополя вступила в бой с противником силой до 2 пехотных полков с артиллерией. В ходе боя польский отряд был разбит и до 1,5 тыс. солдат попали в плен, 25 орудий стали советскими трофеями. 36-я тбр двинулась к Торчину, из которого около 17:30 выступила на Владимир-Волынский и в 23:30 после небольшого боя с поляками вступила в город
- Восточная АГ — 14-я кавдивизия у Сасова в ночь на 19 сентября разоружила подходящую от Бродов колонну польских войск. В плен были взяты 12 096 человек, трофеями кавалерийской дивизии стали 12 тыс. винтовок, 26 орудий, 275 пулемётов, 32 автомашины и 1200 лошадей. К утру 19 сентября 2-й кавкорпус занял Злочув.

Сводный мотоотряд 2-го кавкорпуса и 24-й тбр с 35 танками около 2:00 19 сентября подошёл к Львову. В докладе командира бригады полковника П. С. Фотченкова указывалось «При подходе к городу польская артиллерия открыла огонь. Преодолевая уличные баррикады, головной разведывательный батальон (6 танков) дошёл до центра города и был встречен огнём батареи, стоявшей у костёла. Первый танк был подбит. Танки били по вспышкам. К 4:30 огонь прекратился с обеих сторон.» В 4:20 от командарма 2 ранга тов. Городовикова поступило приказание: «24-й танковой бригаде остановиться у Злочув и ждать дальнейших распоряжений.» В 5:00 командир бригады отдал приказ разведбатальону, оставаясь в городе, закрыть выходы с восточной окраины Львова. Остальным танкам выйти на восточную окраину Винники (пригород г. Львова). Начальнику 2-й части капитану Шуренкову связаться с польским штабом и вызвать начальника гарнизона Львова для переговоров о сдаче города. В 6:00 19 сентября части заняли свои места и приступили к обезоруживанию польских войск, подходивших к Львову, а разведбатальон обезоруживал казармы в самом городе Львове. В 6:30 к командиру бригады прибыло два польских майора для переговоров. Командир бригады вести переговоры с ними отказался и приказал явиться начальнику гарнизона, или начальнику штаба. В 7:00 19 сентября прибыл полковник и два других майора, с которыми также переговоры не велись. В 7:40 прибыл начальник штаба гарнизона полковник генерального штаба Г. Раковский, с ним два полковника и три майора. Командир бригады отрекомендовался командиром танкового корпуса, который окружил г. Львов и предложил сдать город Львов. Начальник штаба гарнизона просил повременить, так как он не уполномочен на это и должен получить указание свыше. На все это было дано 2 часа. Командир бригады потребовал, чтобы танки, находящиеся в городе и на окраине, продолжали оставаться там и разрешения занять командные пункты для наблюдения за немецкими позициями, которые полукольцом прилегали к городу. На это было дано согласие. Договорились взаимно обменяться делегатами связи.
В 8:30 немцы неожиданно предприняли атаку на западную и южную окраину города.
Дальнейшие события в донесении, представленном Маршалу С. К. Тимошенко, излагаются так:

В 4 часа дозорные машины разведывательного батальона 24-й легкотанковой бригады подошли к населенному пункту Винники (неподалёку от Львова), где натолкнулись на подразделение 137-го немецкого полка, который, не зная чьи это части, открыл огонь. Завязался бой. Экипажи двух советских дозорных машин, подожжённых гитлеровцами, героически дрались до тех пор, пока не взорвались бензобаки. Вскоре к полю боя подошли главные силы батальона. Немцы начали отходить. Советские разведчики захватили два немецких самолёта, три зенитные и две противотанковые пушки. Потери составили пять раненых, трое убитых и три броневика с советской стороны, четверо убитых и два орудия — с немецкой.

Согласно воспоминаниям участника событий А. В. Егорова, в бою погиб в танке (БТ-7) политрук Василий Позняков, сгорели две бронемашины (БА-10).
В штабе командующего Восточной АГ комкора в Винниках (пригород Львова) Ф. Голикова начались переговоры между начальником артиллерии КОВО Н. Яковлевым и командиром 2-й немецкой горной дивизии ген. Ферштайном. Немцы требовали установить демаркационную линию по линии Жидачев-Прусы-Миклашев.
- Южная АГ — в 2:00 23-я лтбр получила приказ занять Станиславов и двинулась к нему, преодолевая завалы на дороге. В тот же день в 14 часов танки достигли Станиславова и двинулись к Галичу, к которому подошли к вечеру того же дня. Части 25-го тк заняли Галич, захватив в сохранности мосты через Днестр, Завадку и Збору. 4-й кавкорпус вышел в район Рогатин, Бурштын. 26-я танковая бригада вышла в район Галич, Большовцы. Передовые отрады 13-го ск продвигались к Станиславову. В тот же день корпус был подчинён командующему пограничными войсками НКВД КОВО комдиву Осокину, получившему 19 сентября приказ Военного совета КОВО «немедленно закрыть границу», чтобы «не допустить ни в коем случае ухода польских солдат и офицеров из Польши в Румынию». 25-й тк и 5-й кавкорпус в районе Галича вели бои с остатками 26-й и 28-й польских дивизий и взяли в плен до 20 тыс. польских военнослужащих. 13-й ск занял Станиславов и Калуш, взяв в плен до 11 тыс. польских военнослужащих.

## Действия местного населения
После вступления советских войск в пределы Польши украинское, белорусское и еврейское население в ряде мест начало формировать партизанские и повстанческие отряды и самостоятельно действовать в населённых пунктах против польской власти. В Западной Белоруссии наиболее заметным и успешным было Скидельское восстание, которое в конечном итоге деморализовало часть польских войск, сдавшихся без боя при подходе частей Красной армии. В ряде населённых пунктов Западной Украины антипольские выступления были инициированы сторонниками ОУН, часть из которых успели подавить отступающие польские войска. По данным ОУН, в период с 29 августа по 23 сентября 1939 года в акциях, проводимых ОУН, приняли участие в общей сложности 7729 человек.

## Москва-Берлин: дипломатические и военные переговоры 17—21 сентября 1939 года

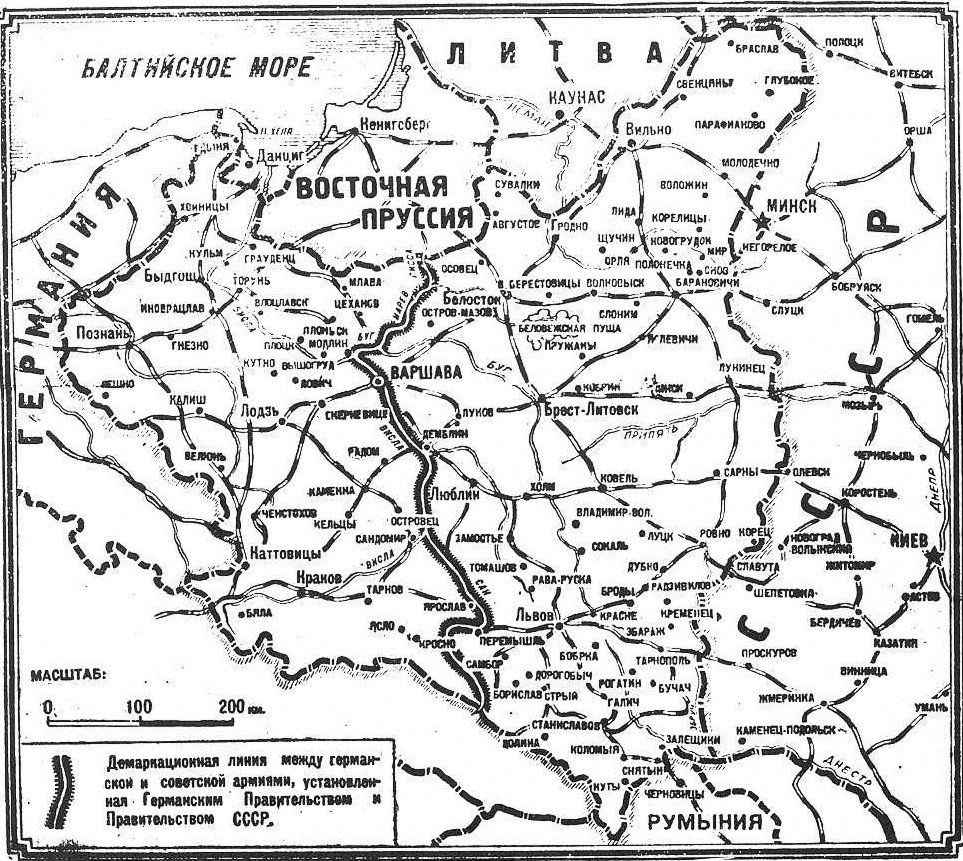
Демаркационная линия между германской и советской армиями, установленная 20 сентября 1939 года

После вступления частей РККА на польскую территорию, в немецком генеральном штабе в первой половине дня 17 сентября происходит обмен мнениями относительно будущей демаркационной линии. Войскам отдаётся приказ «остановиться на линии Сколе — Львов — Владимир-Волынский — Брест — Белосток». Для войск, уже находящихся за этой линией, задачи были оставлены практически прежними — в Группе Армии Север XXI корпус в районе Белостока вёл разведку в направлении Гродно, 2-я моторизованная дивизия XIX корпуса выдвигалась в направлении Кобрина. В то же время первоначальные планы по направлению танковых и моторизованных колонн в Слоним и Ковель были оставлены. Группе Армии Юг, которая ещё на многих участках не достигла линии Стрый-Львов-река Буг, было указано продолжать движение до её достижения. Штурм Львова продолжался готовиться XVIII Корпусом и был запланирован на 21 сентября. По дипломатическим каналам к вечеру 17 сентября в Москву был направлен проект текста совместного советско-германского заявления следующего характера:

По причине внутренней несостоятельности Польского Государства и раздора среди населения, населяющего бывшую его территорию, Правительство Германии и Правительство СССР решили о необходимости положить конец недопустимым политическим и экономическим условиям, существующим на этих территориях. Они относят к их совместной обязанности восстановить мир и порядок в этих областях, которые естественно их интересуют, и привнести новый порядок созданием естественных границ и жизнеспособной экономической структуры.

Проект заявления был представлен Шуленбургом Молотову. Последний в свою очередь представил проект Сталину, который его не одобрил и написал собственный вариант. Этот текст был передан в Берлин для согласования, которое было получено в полдень 18 сентября. Уже к 16:00 по советскому и немецкому радио был оглашён текст, написанный Сталиным:

Во избежание всякого рода необоснованных слухов насчет задач советских и германских войск, действующих в Польше, правительство СССР и правительство Германии заявляют, что действия этих войск не преследуют какой-либо цели, идущей вразрез интересов Германии или Советского Союза и противоречащей духу и букве пакта о ненападении, заключенного между Германией и СССР. Задача этих войск, наоборот, состоит в том, чтобы восстановить в Польше порядок и спокойствие, нарушенные распадом польского государства, и помочь населению Польши переустроить условия своего государственного существования.

 19 сентября этот текст был напечатан в газете «Правда».
Вечером 18 сентября, при обсуждении порядка направления советской комиссии в Белосток с Шуленбургом, Сталин неожиданно заявил, что у советской стороны есть определённые сомнения относительно того, будет ли германское верховное командование придерживаться московского соглашения в соответствующее время и вернётся ли на линию, которая была определена в Москве (Писса-Нарев-Висла-Сан). Выслушав заверения Шуленбурга (не имевшего полномочий на подобное), Сталин ответил, что он не сомневается в добрых намерениях германского правительства. Его беспокойство было основано на том хорошо известном факте, что все военные ненавидят возвращать захваченные территории. В связи с этим диалогом Шуленбург запросил у Берлина полномочия сделать дополнительное заявление такого характера, которое рассеяло бы сомнения Сталина.
В этот же день ОКВ отменило отправку на запад 2-х армейских корпусов (3-го и 7-го) и 2-х пехотных дивизий (56 и 30) из района Люблина.
Утром 19 сентября в пригороде Львова происходит столкновение между подразделениями советского разведывательного батальона танковой бригады и полком немецкой горной дивизии — обе стороны имеют приказ вышестоящего командования взять Львов.
В Москву 19 сентября прибывает военная делегация из Берлина для ведения переговоров об установлении демаркационной линии. С советской стороны в них приняли участие Ворошилов и Шапошников.
Вечером 19 сентября Молотов вызвал Шуленбурга и заявил ему, что «начальник оперативного отдела вермахта Варлимонт показал вчера исполняющему обязанности советского военного атташе в Берлине карту, на которой нанесена будущая „граница рейха“. Она проходит вдоль Вислы, идёт через Варшаву, но дальше нанесена так, что Львов остаётся на немецкой стороне». Это противоречит московским соглашениям и вызывает удивление советского правительства. Шуленбург ответил, что произошло недоразумение, так как на карте, видимо, была показана временная демаркационная линия, тем не менее он запросил в Берлине инструкций.
Вечером войска Восточной армейской группы у Львова получают приказ о повышенной боевой готовности.
К утру 20-го немецкая сторона идёт на уступки. Начальник Генерального штаба Сухопутных войск Гальдер в своём дневнике 20 сентября отмечает

- Трения с Россией: Львов.
- Разговор с генерал-полковником Браухичем.
- Йодль: Действовать совместно с русскими. Немедленное совместное урегулирование разногласий на месте. Если русские настаивают на территориальных требованиях, мы очистим территорию.

Решено: Русские займут Львов. Немецкие войска очистят Львов. День позора немецкого политического руководства.
- Окончательное начертание демаркационной линии. Сомнительные вопросы оставлены открытыми. Не должно произойти никакого обострения политической обстановки. «Окончательная линия по реке Сан».
- Браухичу [сообщить]: Дистанция — 10 км. Русские вперед не продвигаются (Кейтель!). Отходить постепенно. Ярослав, Перемышль, далее на юг — Турка. За четыре перехода.
- Форман [докладывает]: Для удовлетворения настойчивых требований Ворошилова фюрер принял решение об окончательной демаркационной линии, о чём сегодня будет официально объявлено. [Она проходит по] р. Писа, р. Нарев, р. Висла, железная дорога вдоль Сана, Перемышль (от Хырова до перевала — неясно). Фюрер хочет, чтобы впереди этой линии не погиб ни один наш солдат.
- Вейцзеккер [отвечает]: Урегулирование инцидента — через военные инстанции. Фюрер не хочет «ни нарушать слова, ни жертвовать хотя бы одним солдатом».
- 17.00 — Кребс [докладывает]: Переговоры закончились в дружественной обстановке.
- Главкому [сообщить]: Начало выдвижения русских войск с линии, занимаемой ими на сегодняшний вечер, последует только утром 23.9. Будет ли эта линия достигнута на всем протяжении, неизвестно. Приказ: продвигаться осторожно. Далее: Независимо от этого назначить особые зоны эвакуации. Переходы должны проводиться с 25-километровым промежутком между нами и русскими. В качестве исходного пункта для регулирования движения было совместно установлено, что 30.9 вечером русские войска достигнут промежуточной линии. Это положить в основу при планировании маршей.
- Вечером 3.10 немецкие войска должны перейти окончательную демаркационную линию. Политические переговоры относительно точного начертания этой линии ещё продолжаются.
- Большое значение придается непосредственной передаче нашими войсками всех важных объектов русским войскам (аэродромы, крупные города, вокзалы, важные в экономическом отношении объекты, с тем чтобы не допустить их разрушения). Переговоры вести через офицеров связи, которые будут устанавливать детали передачи объектов в каждом конкретном случае в зависимости от их величины и значения. Точный порядок будет выработан.
- Форман [докладывает по поручению генерал-полковника Браухича]: После доклада главкома фюрер согласился со следующим порядком: чисто военные причины вынуждают нас провести эвакуацию немецких войск за демаркационную линию в восемь этапов. Необходимое время — 14 дней, так как следует закончить или прервать ещё продолжающиеся местами бои.
- Русские могут вступить на теперешние передовые позиции немецких войск (чёрная линия), включая населенные пункты Белосток, Брест, Холм, 10 км западнее Львова, Дрогобыч, Борислав, к середине дня 22.9. Продвижение с этой линии на запад только в 6.00 25.9 скачками, от рубежа к рубежу. Рубежи будут сообщены к этому времени с указанием их на картах.
- Эвакуация всех войск за демаркационную линию будет закончена 4.10. Между немецкими и русскими войсками постоянно должен быть промежуток в половину дневного перехода.

Распоряжение Гитлера об эвакуации уже занятых немецкими войсками районов («отход перед лицом Советов») было воспринято ОКХ как позорная капитуляция. Статс-секретарь министерства иностранных дел Германии Вейцзеккер ответил на запрос Гальдера, что окончательное урегулирование вопроса о демаркационной линии будет осуществляться не министерством иностранных дел, а верховным главнокомандованием (ОКВ).
19 сентября В 11:40 Кестринг по телефону сообщил Браухичу, что «Гитлер отдал приказ о немедленном отводе немецкие войск на 10 км западнее Львова и передать Львов русским». В 12:45 Кестринг прибыл к Ворошилову и заверил его, что по личному приказу Гитлера вермахт будет отведён на 10 км западнее Львова. На замечание Ворошилова, «чем вызваны такие недоразумения, доходящие до отдельных стычек со стороны германских войск и в то время, как нашим войскам даны чёткие и твёрдые указания о линии поведения при встрече с германскими войсками», Кестринг сказал, что это был местный маленький «инцидент» и что приняты все меры к неповторению подобных случаев в будущем. Кестрингу было указано, что сегодня наши войска займут г. Гродно, Белосток, Львов, Тухловский перевал и что с этой линии немецкие войска должны быть сегодня же отведены, о чём просьба немедленно поставить в известность немецкое командование".
19 сентября шеф Абвера Канарис отбывает из Берлина в направлении Польской Галиции для обсуждения оперативной ситуации. 20 числа он проводит совещание в Ржешове с подчинёнными, на котором обсуждаются проделанные мероприятия «в области украинских поселений». Также обсуждается негативное влияние на моральное состояние войск «действий специальной группы» генерала Удо фон Войрша (Udo Gustav Wilhelm Egon von Woyrsch) — массовом расстреле евреев. 21 сентября Канарис получает сообщение о «новой демаркационной линии, установленной с русскими», в соответствии с которой Перемышль отходит «к русским».

### Приказ Гитлера об эвакуации Восточной Польши 20 сентября 1939 года
Приказ Гитлера об отводе войск к демаркационной линии по рекам р. Писа, р. Нарев, р. Висла, железная дорога вдоль Сана, Перемышль был передан в войска 20 сентября 1939 и обуславливал отход немецких войск далеко на запад по сравнению с занимаемыми на текущий момент позициями. Директива Гитлера требовала немедленного прекращения всё ещё ведущихся боёв с польскими войсками и незамедлительного отвода войск.
Приказ об эвакуации не учитывал текущей ситуации — у немецких войск требовали эвакуации несколько тысяч нетранспортабельных раненых, десятки тысяч пленных и сотни единиц вышедшей из строя или подбитой техники. Кроме того, были захвачены значительные трофеи в виде запасов продовольствия, фуража, военных припасов и прочего.
Приказ Генерального штаба Сухопутных войск от 21 сентября придавал отступлению войск некий порядок организованного отхода — был установлен порядок последовательного отхода на несколько промежуточных рубежей. Командованию немецких частей делегировалось право вести переговоры с командованием частей советских войск, если те будут обгонять немецкие. Нетранспортабельных раненных предполагалось оставлять на местах до возможности их перевозки, обеспечив необходимым немецким медицинским персоналом. Трофеи в случае невозможности их эвакуации полагалось оставлять «русским». Немецкое военное имущество оставлялось под охраной с последующей организацией вывоза. Повреждённые секретные новейшие танки Т-IV подлежали обязательному вывозу или уничтожению до состояния невозможности идентификации.

### Советско-германский протокол 21 сентября 1939 года
20 сентября 1939 года в 16:20 начались переговоры Ворошилова и Шапошникова с представителями германского военного командования в лице генерала Кестринга, полковника Генриха Ашенбреннера и подполковника Ганса Кребса о порядке отвода германских войск и. продвижения советских войск на установленную демаркационную линию. Немецкая сторона предлагала, чтобы движение войск РККА на запад началось с утра 23 сентября, войска должны будут двигаться с 25-км интервалом, и к вечеру 3 октября германские войска отойдут за окончательную демаркационную линию. В ходе дальнейшего обсуждения уточнялись сроки выхода на демаркационную линию, и в 4 утра 21 сентября был подписан советско-германский протокол:

1. Части Красной армии остаются на линии, достигнутой ими к 20 часам 20 сентября 1939 года, и продолжают вновь своё движение на запад с рассветом 23 сентября 1939 года.
2. Части Германской армии, начиная с 22 сентября, отводятся с таким расчетом, чтобы, делая каждый день переход, примерно, в 20 километров, закончить свой отход на западный берег р. Вислы у Варшавы к вечеру 3 октября и у Демблина к вечеру 2 октября; на западный берег р. Писа к вечеру 27 сентября, р. Нарев, у Остроленка, к вечеру 29 сентября и у Пултуска к вечеру 1 октября; на западный берег р. Сан, у Перемышля, к вечеру 26 сентября и на западный берег р. Сан, у Санок и южнее, к вечеру 28 сентября.
3. Движение войск обеих армий должно быть организованно с таким расчетом, чтобы имелась дистанция между передовыми частями колонн Красной армии и хвостом колонн Германской армии, в среднем до 25 километров.

Обе стороны организуют своё движение с таким расчетом, что части Красной армии выходят к вечеру 28 сентября на восточный берег р. Писа; к вечеру 30 сентября на восточный берег р. Нарев у Остроленка и к вечеру 2 октября у Пултуска; на восточный берег р. Висла у Варшавы к вечеру 4 октября и у Демблина к вечеру 3 октября; на восточный берег р. Сан у Перемышля к вечеру 27 сентября и на восточный берег р. Сан у Санок и южнее к вечеру 29 сентября.
1. Все вопросы, могущие возникнуть при передаче Германской армией и приёме Красной армией районов, пунктов, городов и т. п., разрешаются представителями обеих сторон на месте, для чего на каждой основной магистрали движения обеих армий командованием выделяются специальные делегаты. Во избежание возможных провокаций, диверсий от польских банд и т. п.. Германское командование принимает необходимые меры в городах и местах, которые переходят к частям Красной армии, к их сохранности, и обращается особое внимание на то, чтобы города, местечки и важные военные оборонительные и хозяйственные сооружения (мосты, аэродромы, казармы, склады, железнодорожные узлы, вокзалы, телеграф, телефон, электростанции, подвижной железнодорожный состав и т. п.), как в них, так и по дороге к ним, были бы сохранены от порчи и уничтожения до передачи их представителям частей Красной армии.
2. При обращении германских представителей к Командованию Красной армии об оказании помощи в деле уничтожения польских частей, или банд, стоящих на пути движения мелких частей германских войск. Командование Красной армии (начальники колонн), в случае необходимости, выделяют необходимые силы, обеспечивающие уничтожение препятствий, лежащих на пути движения.
3. При движении на запад германских войск авиация Германской армии может летать только до линии арьергардов колонн германских войск и на высоте не выше 500 метров, авиация Красной армии при движении на запад колонн Красной армии может летать только до линии авангардов колонн Красной армии и на высоте не выше 500 метров.

По занятии обеими армиями основной демаркационной линии по рр. Писа, Нарев, Висла, р. Сан от устья до истоков, авиация обеих армий не перелетает вышеуказанной линии.

21 сентября в 13:50 Отдел внешних сношений Народного комиссариата обороны посетили генерал Кестринг, полковник Ашенбреннер и подполковник Кребс и сообщили, что ввиду ещё продолжающихся боёв под Варшавой и западнее Львова, «Главнокомандующий генерал Браухич просит все названные сроки для отвода войск в нашем совместном протоколе от 21 сентября оттянуть на 24 часа, а на направлении Пултуск до вечера 4 октября. Это вызывается и необходимым временем для вывоза раненых и пленных… Генерал Браухич хочет отвести свои войска в возможно короткий срок, но не в ущерб организованности и порядка. В этом заинтересовано, должно быть, и Советское командование. Главнокомандующий немецкими войсками сообщил, что он принял меры к сохранению от разрушения важнейших объектов на территории, передаваемой Красной армии.»
В протокол соответственно были внесены следующие изменения:

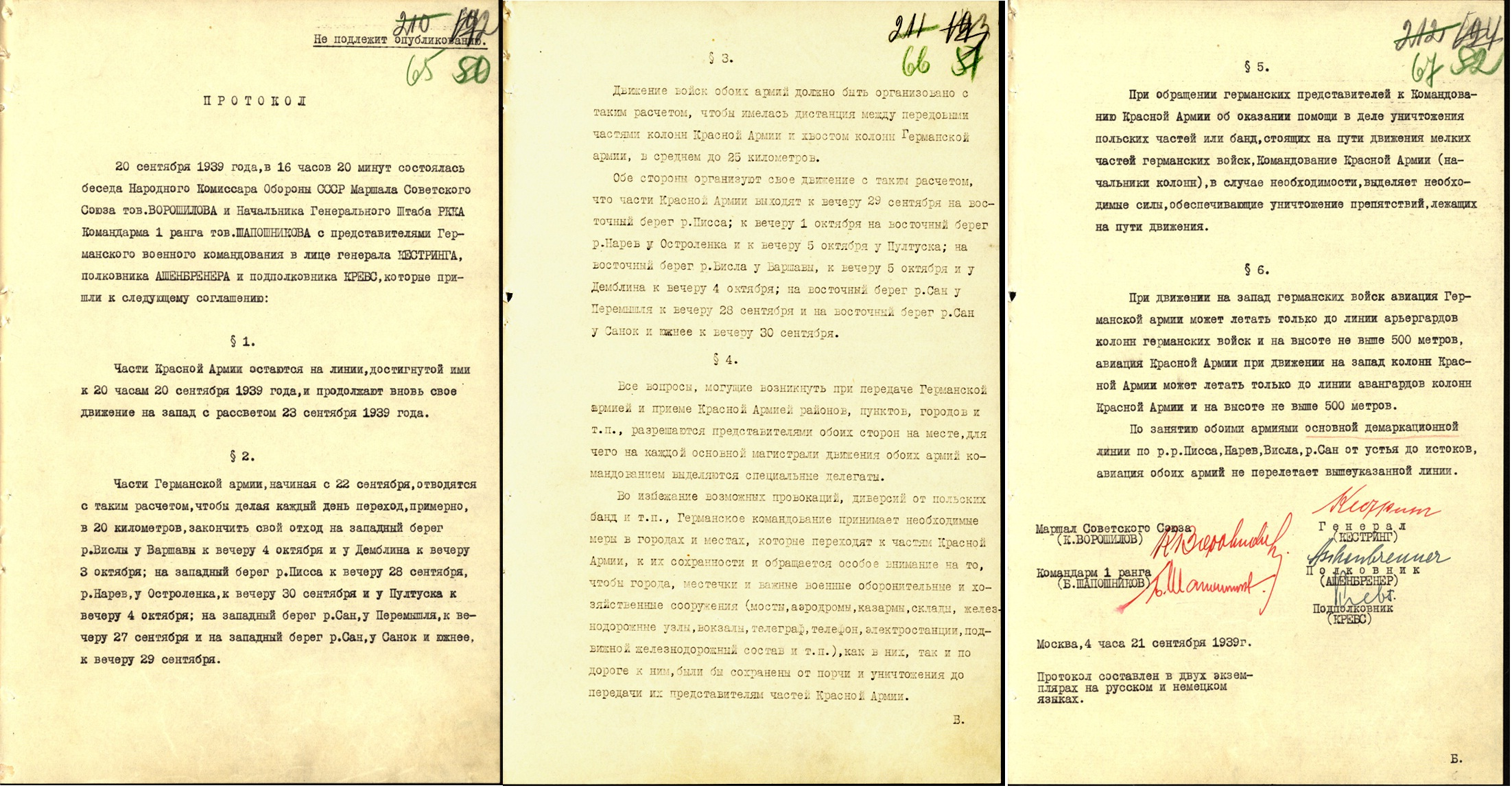
Соглашение между представителями советского и германского командования об отводе частей вермахта на запад и передаче занятой территории частям РККА, 21 сентября 1939

§ 2. Части Германской армии, начиная с 22 сентября, отводятся с таким расчетом, чтобы, делая каждый день переход, примерно, в 20 километров, закончить свой отход на западный берег р. Вислы у Варшавы к вечеру 4 октября и у Демблина к вечеру 3 октября; на западный берег р. Писа к вечеру 28 сентября, р. Нарев, у Остроленка, к вечеру 30 сентября и у Пултуска к вечеру 4 октября; на западный берег р. Сая, у Перемышля, к вечеру 27 сентября и на западный берег р. Сан, у Санок и южнее, к вечеру 29 сентября…
Обе стороны организуют своё движение с таким расчетом, что части Красной армии выходят к вечеру 29 сентября на восточный берег р. Писа; к вечеру I октября на восточный берег р. Нарев у Остроленка и к вечеру 5 октября у Пултуска; на восточный берег р. Висла у Варшавы к вечеру 5 октября и у Демблина к вечеру 4 октября; на восточный берег р. Сан у Перемышля к вечеру 28 сентября и на восточный берег р. Сан у Санок и южнее к вечеру 30 сентября.

23 сентября в газете «Правда» было опубликовано советско-германское коммюнике:

Германское правительство и правительство СССР установили демаркационную линию между германской и советской армиями, которая проходит по р. Писа до её впадения в р. Нарев, далее по р. Нарев до её впадения в р. Буг, далее по р. Буг до её впадения в р. Висла, далее по р. Висла до впадения в неё реки Сан и дальше по р. Сан до её истоков.

## Действия войск 20—28 сентября

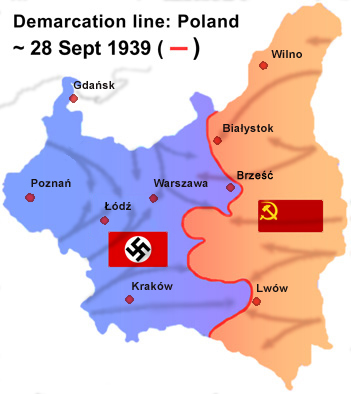
Линия соприкосновения советских и немецких войск на 28 сентября 1939 года.

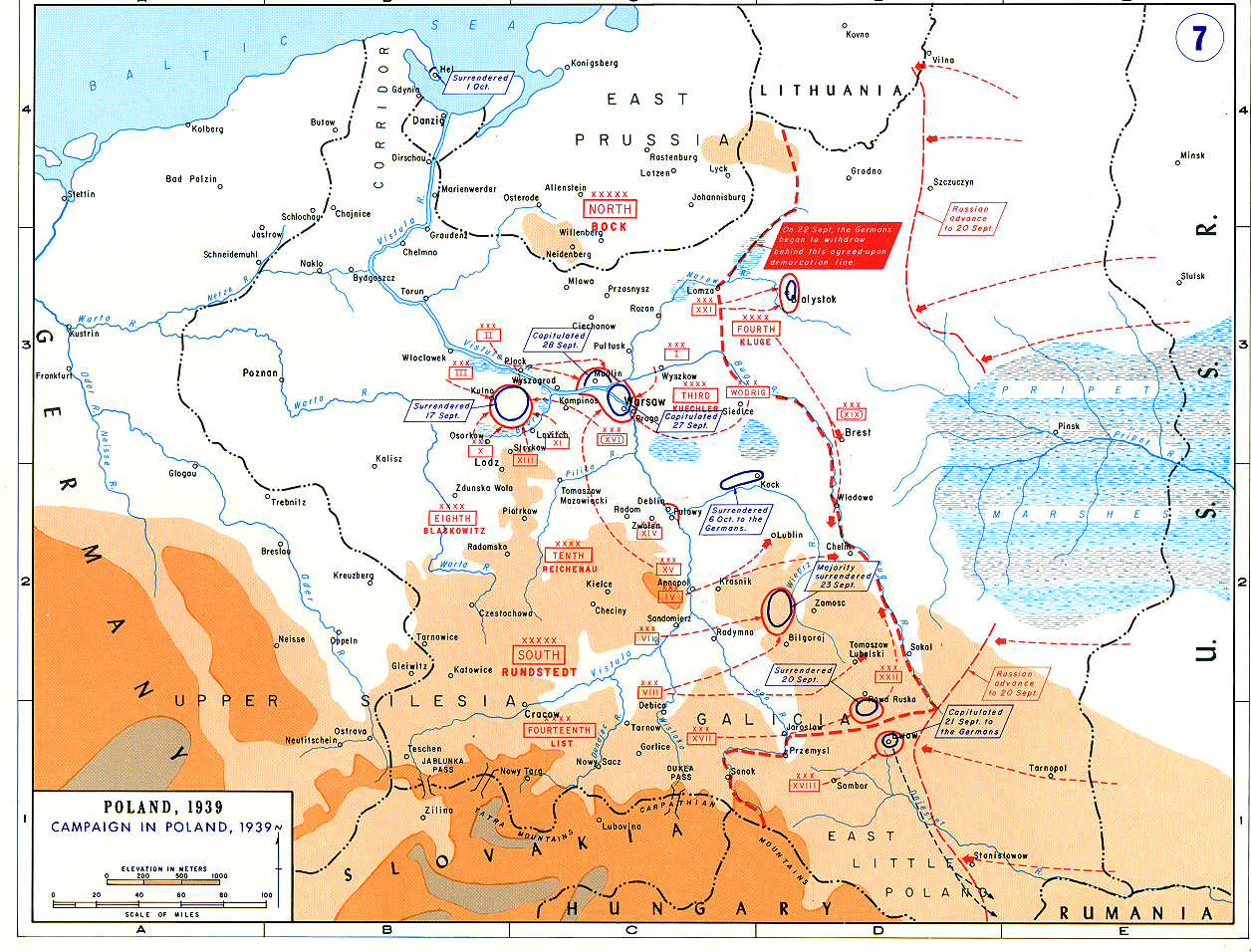
Положение советских и немецких войск к 20 сентября 1939

21 сентября в штабы КОВО и БОВО поступил приказ наркома обороны № 16693, требовавший остановить войска на линии, достигнутой передовыми частями к 20:00 20 сентября. Перед войсками ставилась задача подтянуть отставшие части и тылы, наладить устойчивую связь, находиться в состоянии полной боеготовности, быть бдительными и принять меры для охраны тылов и штабов. Командованию БОВО разрешалось продолжить наступление в Сувалкском выступе. 22:15 21 сентября в штабы обоих округов поступил приказ наркома обороны № 156, в котором излагалось содержание советско-германского протокола от 21.09.1939 и разрешалось начать движение на запад с рассветом 23 сентября.

### 20—23 сентября

#### БОВО
3 армия (Полоцкая группа). 20—23 сентября пехотные и отставшие механизированные подразделения подтягивались к Вильно, попутно занимаясь очисткой города и прилегающих районов от польских частей. Всего были взяты в плен около 10 тыс. человек, трофеями советских войск стали 97 паровозов, 473 пассажирских и 960 товарных вагонов (из них 83 с продовольствием, 172 с овсом, 6 с боеприпасами, 9 цистерн с бензином и 2 со спиртом), бронепоезд и пять самолётов. К вечеру 21 сентября 144-й кавполк 36-й кавалерийской дивизии, вышедший в районе Мейшагола к литовской границе, рассеял мелкие группы польских войск. При приближении разъездов кавалерийской дивизии к литовской границе литовские пограничники выбросили белый флаг и заявили: «Мы с вами воевать не хотим, мы держим нейтралитет». С 23 числа стрелковые части приступили к организации охраны латвийской и литовской границ.
11 армия (Минская группа). Моторизованной группе 16-го стрелкового корпуса под командованием комбрига Розанова находившейся в Лиде была поставлена задача наступать на Гродно. Продвигаясь к Гродно, мотогруппа у Скиделя столкнулась с польским отрядом (около 200 человек), подавлявшим антипольское выступление местного населения. В результате боя Скидель был взят к 18:00, при поддержке местного населения. Группа потеряла 1 бойца раненым, 1 бронемашина была подбита, 1 танк повреждён. Основные силы 16-го стрелкового корпуса к исходу 22 сентября достигли линии Радунь — Лида. Соединения 16-го стрелкового корпуса продолжали продвигаться к Гродно и 21 сентября заняли Эйшишки. Поздно ночью 23 сентября 22-я танковая бригада, переданная в состав 11-й армии, достигла Щучина на шоссе Лида — Гродно. В 15 часов 23 сентября 3-й кавкорпус выступил из Вильно на Гродно, имея задачу прочесать территорию вдоль литовской границы.
Дзержинская конно-механизированная группа. В 4 часа 20 сентября мотогруппа 119-го стрелкового полка вошла в Волковыск, где была подчинена 15-му танковому корпусу. В 3 км западнее города она столкнулась с двумя эскадронами поляков и, потеряв 1 убитым, взяла в плен 150 человек. 21 сентября основные силы 5-го стрелкового корпуса находились у Зельвы, а 119-й и 101-й полки были направлены на занятие Гродно. Гродно защищали очень небольшие подразделения местного гарнизона. Все основные силы несколькими днями раньше вошли в состав 35-й дивизии пехоты и были переброшены на защиту Львова, осаждённого немцами. К частям гарнизона присоединились добровольцы (в том числе харцеры). По мере поступления горючего (часть из которого перебрасывалась на ТБ-3) части 15-го танкового корпуса с 7 часов 20 сентября начали двигаться на Гродно. 20 сентября к часу дня передовой отряд 27-я легкотанковой бригады в составе 50 танков подошёл к южной окраине Гродно. К исходу дня к городу подошли мотоотряд 4-й стрелковой дивизии и батальоны 20-й моторизованной стрелково-пулемётной бригады. Оборону северной части города по реке Неман осуществляли польские офицерские, жандармские отряды и добровольцы из различных частей общей численностью до 3000 человек. Мосты через Неман были частично разобраны. Первым на штурм Гродно пошёл разведывательный батальон 27-й лтбр в составе 12 танков и одного бронеавтомобиля. Несколько позже к нему присоединились роты 1-й танкового батальона в составе 17 танков и роты 2-го танкового батальона — 19 танков. К 7 часам вечера к городу подошли два батальона 119-го стрелкового полка, а к утру 21 сентября — два батальона 101-го стрелкового полка и мотоотряд 16-го стрелкового корпуса. К концу дня 20.09 была захвачена южная часть города. В течение следующего дня основное сопротивление в Гродно было сломлено, крупные очаги сопротивления подавлены. Остатки разбитых польских войск в течение ночи отошли в направлении Сопоцкин-Сувалки. Потери советских войск составили 57 убитых, 159 раненых, было подбито 19 танков и 4 бронемашины (из них потери 27-й лтбр в танках в боях за Гродно составили 2 сгоревших и 12 подбитых танков БТ-7, и 2 БА-10 потеряла 20 мсбр — из них один безвозвратно (сгорел)).
Отряд 2-й легкотанковой бригады 15 мехкорпуса выступив в 7 часов из Волковыска, в 14 часов 20 сентября занял Сокулку, оставленную утром немецкими частями. 11-я кавдивизия и 5-й стрелковый корпус продвигались на запад и юго-запад от Волковыска.
21 сентября на переговорах в Волковыске представителями германского командования и 6-го кавкорпуса была согласована процедура отвода вермахта из Белостока. В это время соединения корпуса находились на линии Большая Берестовица, Свислочь. С утра 22 сентября в Белосток был направлен передовой отряд в 250 человек под командованием полковника И. А. Плиева, достигший города в 13 часов. К 16 часам процедура приёма Белостока у немцев была завершена, и германские части покинули город. К вечеру в город вошла 6-я кавдивизия, тепло встреченная местными жителями, а 11-я кавдивизия достигла района Крынки-Бялостоцкие, Городок.
Для разгрома остатков польских войск в Августовских лесах из состава 2-й лтбр был выделен отряд численностью 470 человек под командованием майора Чувакина, имевшем 34 танка БТ-7, 6 бронемашин и 34 автомашины, приданных КМГ.
22 сентября в районе Сопоцкина отряд вступил в бой с частями 102-го и 101-го кп противника, а также с остатками уланского полка Домбровского и 13-го и 10-го пп, отходивших из Гродно. В бою были убиты 11 (из них 3 — расстрелянные поляками пленные) и ранены 14 красноармейцев, подбито 4 танка и 5 автомашин. Были взяты в плен 60 польских военнослужащих, остальные ушли в леса. Противник активных действий не предпринимал, а отходил, минируя дороги и оставляя отряды прикрытия. В ходе преследования отряд потерял 4 танка БТ-7, подорвавшиеся на минах. После боя у Сопоцкина отряд выступил на Сейны и к часу ночи 23.09 подошёл к Августовскому каналу у г. Вулька, где был остановлен противником, оборонявшим левый берег. Мост через канал был сожжён. В 6 часов утра переправившаяся вброд рота танков, разгромила противника, заставив его отступить.
23 сентября 20-я мсбр была выведена к Даброву, где ликвидировала остатки польских частей, пытавшихся уйти в Августовские леса. Мототряд 16-го стрелкового корпуса в 20.20 23 сентября занял без боя Августов.

Немецкая армия приветствует Рабоче-Крестьянскую Красную Армию! Мы солдаты желаем войти с солдатами Р. К. К. А. в хорошее солдатское отношение.
Русский солдат пользовался у нас всегда глубоким уваженіем.
Что и в будущем должно остаться так!

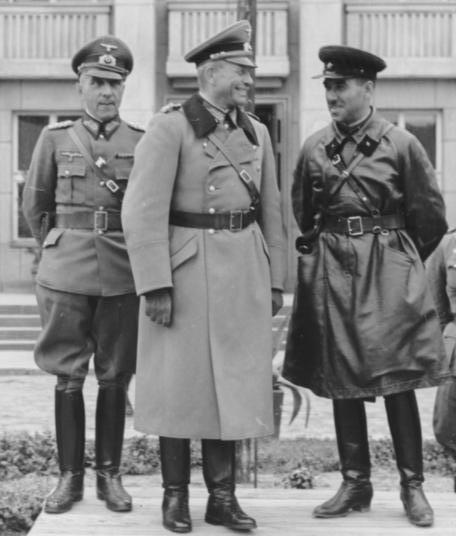
(слева), Гейнц Гудериан (в центре) и Семён Кривошеин (справа) наблюдают за прохождением подразделений XX моторизованной дивизии вермахта при передаче Брест-Литовска 22 сентября 1939 советской администрации.

Советские и немецкие офицеры в районе Бреста. Из немецкой кинохроники. Немецкий офицер показывает советскому листовку на русском (с элементами дореволюционной орфографии), которую тот вслух читает:Немецкая армия приветствует Рабоче-Крестьянскую Красную Армию! Мы солдаты желаем войти с солдатами Р. К. К. А. в хорошее солдатское отношение.
Русский солдат пользовался у нас всегда глубоким уваженіем.
Что и в будущем должно остаться так!

10-я армия. Продолжая выдвижение во втором эшелоне Белорусского фронта, войска армии к исходу 20 сентября вышли на рубеж Налибоки, Деревна, Мир, где получили задачу выдвигаться на фронт Сокулка. Большая Берестовица, Свислочь, Новый Двор, Пружаны. Вечером 10-й армии были подчинены войска 5-го стрелкового, 6-го кавалерийского и 15-го танкового корпусов. Однако уже 21 сентября было решено оставить 6-й кавалерийский и 15-й танковый корпуса в составе КМГ.

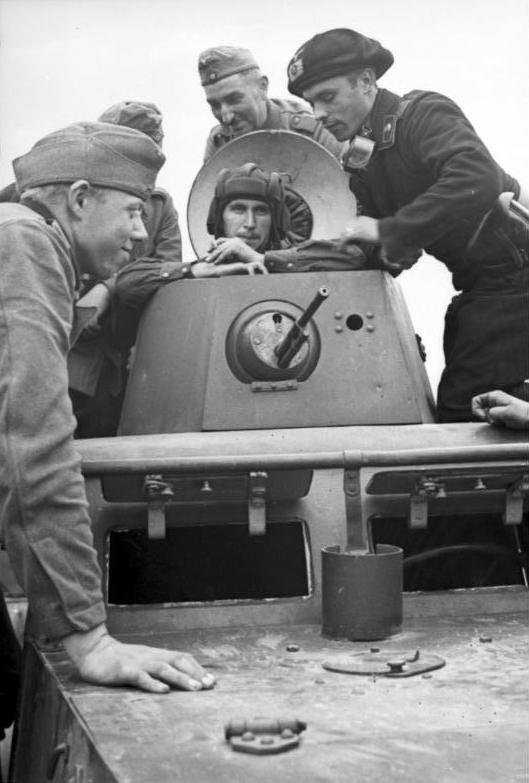
Встреча немецких и советских солдат в Бресте 20 сентября 1939 г.

4-я армия (Слуцкая группа). 20 сентября 32-я танковая бригада вошла в Кобрин, 8-я стрелковая дивизия — в Ружаны, а 143-я стрелковая дивизия — в Ивацевичи. 29-я легкотанковая бригада, с 19 сентября находящаяся в Пружанах, занималась техническим осмотром танков и вела разведку в сторону Бреста. 20 сентября её разведкой у Видомля были встречены первые немецкие подразделения (2-й механизированной дивизии XIX корпуса Гудериана). В ночь на 21 29-я лтбр получила приказ выступить к Бресту для принятия его от немецких частей. К полудню 21-го передовые подразделения вышли в район Бреста, в который они вошли к ночи того же дня. 22 сентября Брест был передан советской администрации. Местные коммунисты собрали людей и вручили хлеб-соль красноармейцам в предместьи Бреста на ул. Шоссейной (сейчас ул. Московская) перед Кобринским мостом под «брамой» (деревянной аркой), которую накануне воздвигли и украсили цветами, еловыми ветками и транспарантами.
23 сентября у Видомля, части 10 танковой дивизии немцев обстреляли конный разъезд разведбатальона 8-й стрелковой дивизии. «В результате обстрела были убиты 2 и ранены 2 человека и убиты 3 лошади… В ответ на это, из бронемашин разведбатальона был открыт огонь по германским танкам, ответным огнём разбит один германский танк и уничтожен экипаж».
В течение 21 сентября подразделения 32-й танковой бригады, с приданными ей пехотными отделениями, в результате боя с отрядом поляков в 300 человек, с пулемётами и противотанковыми орудиями, заняли Городец на Королевском (Днепровско-Бугском) канале, потеряв 6 человек убитыми, 2 ранеными и 3 танка (из них 1 был сожжён поляками вместе с отказавшимся сдаться экипажем). 8-я стрелковая дивизия в тот же день вошла в Пружаны, а 143-я дивизия — в Берёзу-Картузскую.
23-й стрелковый корпус. В 19 часов 20 сентября мотоотряд 52-й стрелковой дивизии вошёл в Пинск, полный контроль над которым удалось установить лишь с подходом основных сил дивизии, взяв в плен 205 польских солдат. Потери дивизии составили 4 человека убитыми, 5 ранеными, а 2 красноармейца попали в плен, но были 23 сентября отбиты у противника. В 16 часов 20 сентября в районе Дубовичи с помощью местных жителей был окружён и взят в плен польский пограничный отряд численностью в 130 человек. С 21 сентября 23-й стрелковый корпус был подчинён 4-й армии. В 14 часов 22 сентября советские войска заняли Яново (Иваново).

#### КОВО
Северная АГ (5-я армия). 60-я дивизия (194, 224, 358 сп, 376 тб (16 Т-38 и 12 Т-26)) продолжала начатую 19 числа операцию по овладению Сарненским укреплённым районом, который был прорван к концу 20 сентября и полностью обезврежен к 23 числу. 21 сентября подразделения советских войск вступили в Сарны, откуда польские части отступили в Полесье.
В 4:00 21 сентября разведбатальон 45-й сд вошёл в Ковель. Согласно рапорту советского командира «Находящиеся в городе части польских войск организованного сопротивления не оказали и отступили на запад. Разоружить их не удалось из-за отсутствия достаточных сил. Сопротивление оказала полиция, последняя стреляла с чердаков. Солдаты польской армии воевать с Красной армией не желают».
Крупное боестолкновение имело место возле селение Навуз. В отчёте приводится следующая информация: «21 сентября разведбатальон и танковая рота при входе в деревню Навуз были обстреляны ружейно-пулемётным огнём и огнём противотанковых орудий. Разведбатальон и танковая рота отступили с некоторыми потерями. В бой были направлены подразделения 16-го стрелкового полка, 43-го разведбатальона, 212-го гаубичного артполка и 71-го противотанкового дивизиона. В бою 21—22 сентября на Безымянной высоте в Навуз противник был уничтожен. Остатки преследовались до Боровичи. В результате боя поляки имели 260 человек убитых и раненых и 120 пленных. Потери наших войск составили 99 человек убитыми, 137 ранеными. В 14 часов поляки стали отходить в сторону Колки и на север в Полесье, а около 15 часов их отходящие части подверглись бомбовому удару 9 самолётов СБ». Это были самые крупные потери частей РККА в одном боестолкновении за всё время вторжения.
С утра 20 сентября командир 36-й лтбр комбриг Богомолов вёл переговоры с начальником польского гарнизона генералом М. Сморавиньским об условиях сдачи города и в течение дня гарнизон сдался и был разоружён. До 23 сентября 36-я тбр оставалась на окраине Владимира-Волынского, разоружая подходящие к городу группы польских войск. Соединения 8-го ск 19—20 сентября подтягивались к Владимиру-Волынскому и 22 сентября вышли на линию Владимир-Волынский — Сокаль. В ходе продвижения было разоружено до 10 тыс. польских военнослужащих.
К исходу 22 сентября войска Северной группы вышли на рубеж Ковель, Рожице, Владимир-Волынский, Иваничи. 23 сентября войска возобновили движение на запад.

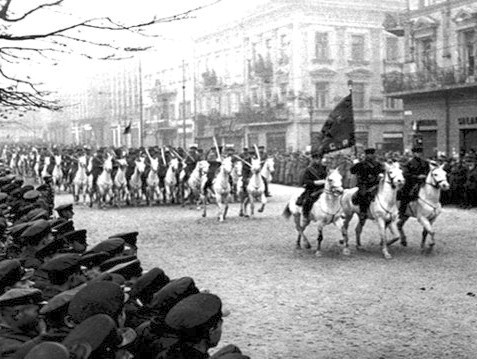
Кавалерия РККА во Львове. 1939.

Восточная АГ (6-я армия). Во Львове шли напряжённые переговоры командующего артиллерией Украинского фронта комбрига Н. Д. Яковлева с германским командованием. Стороны требовали друг от друга отвести войска от города и не мешать его штурму. К вечеру 20 сентября германские войска получили приказ Гитлера отойти от Львова на 10 км. Немцы предприняли последнюю попытку изменить эту ситуацию. Командование вермахта вновь потребовало от поляков сдать город не позднее 10 часов 21 сентября: «Если сдадите Львов нам — останетесь в Европе, если сдадите большевикам — станете навсегда Азией». В ночь на 21 сентября германские части стали отходить от Львова, а их позиции стали занимать советские войска. Всё же, по утверждению немецкой стороны, город был сдан ей ночью 21 сентября.
Поскольку переговоры советской стороны с польским командованием в это время никаких результатов не давали, было решено атаковать город в 9:00 21 сентября. В назначенное время советские войска двинулись к городу, но польское командование возобновило переговоры, и советские части были возвращены в исходное положение. В ходе переговоров польской стороной было заявлено, что польский гарнизон готов капитулировать, но следует это сделать организованно. Вернувшись в город, около 20 часов командир польского гарнизона генерал В. Лянгнер объявил на совещании командования обороны о решении «сдать город Советам».
Дабы избежать дальнейшего затягивания событий 21 сентября по войскам Восточной группы был издан приказ: «Противник удерживает последний опорный пункт на своей территории — г. Львов. Обороной города руководит фашистская организация. Принцип обороны — круговой, с уличными баррикадами и частично минированными проездами. Восточная группа войск в 9:00 22.9.39 атакует противника с задачей сломить его сопротивление, принудить сложить оружие и сдаться». В 8:00 22 сентября Лянгнер с составленными накануне предложениями для переговоров прибыл в штаб 24-й танковой бригады в Винники. В результате последнего раунда переговоров в 11:00 было подписано соглашение о «передаче города Львова войскам Советского Союза».
В 14:00 польские войска стали складывать оружие, а в 15:00 соединения 2-го советского кавкорпуса в пешем строю совместно с танками 24-й, 38-й легкотанковых и 10-й тяжёлой танковых бригад вступили в город. В целом гарнизон выполнил соглашение о сдаче, лишь отдельные группы офицеров в нескольких местах открыли огонь с баррикад. С помощью танков сопротивление было быстро подавлено. Это было первое применение танков Т-28 в боевой обстановке. К вечеру 23 сентября основные силы советских войск были выведены на окраины Львова.
Перед окончательным отводом немецких войск за р. Сан, во время визита советских представителей в их расположение, имел место инцидент с угоном немецкого танка T-III старшим лейтенантом Ткаченко, который позже был возвращён немецкой стороне, а сам инцидент замят.
Южная АГ (12-я армия). 20 сентября выступив из Галича, 23-я лтбр, двигаясь через Калуш, Долину и Болехов, 21 сентября достигла Стрыя. 13 ск с 21 сентября был развёрнут вдоль границы с Румынией и Венгрией от р. Збруч до Бескид.
В 13:00 20 сентября 25-му тк была поставлена задача к вечеру выйти в район Лисятыче, Стрый, а передовым отрядом занять Дрогобыч. Но в 16 часов на подступах к Стрыю стало известно, что город занят германскими войсками, поэтому 25-й тк был остановлен. В 15 часов 20 сентября корпусу была поставлена новая задача — сосредоточиться у Журавно, где подготовить переправы через Днестр для поддержки 4-го кавкорпуса против львовской группировки противника. Однако, помощь действовавшим под Львовом советским войскам не потребовалась и 25-й тк, сосредоточившийся в районе Луковец, Любша, Мазурувка, 22 сентября получил приказ двигаться на Подгорцы и далее на Комарно. Выйдя в ночь на 23 сентября в указанный район, части корпуса встретились там с подразделениями 2-й горной дивизии вермахта и были остановлены.
20 сентября войска 12-й армии продвигались на линию Николаев — Стрый. В районе Стрыя около 17:00 был установлен контакт с немецкими войсками, которые 22 сентября передали город сводным группам 13-го ск в 16:30. 23 сентября туда же подошла 26-я тбр. 23 сентября 23-я тбр в 20 часов вышла к Бориславу, занятому германскими войсками.

## Советско-германские переговоры — 23—28 сентября 1939 года
23 сентября Риббентроп сообщил в Москву о готовности прибыть на переговоры относительно польских территорий, запрошенные советской стороной 19 сентября, и запросил удобное для этого время. Советское правительство предложило 27—28 сентября. Вечером 25 сентября Сталин и Молотов передали Шуленбургу предложение обсудить на будущих переговорах передачу в советскую сферу интересов Литву, а взамен они были готовы отказаться от части Варшавского и Люблинского воеводств до Буга.
26 сентября Гитлер отдаёт приказ об активном штурме Варшавы, с тем чтобы она была взята до запланированного 3 октября подхода русских к лежащему на восточном берегу Вислы пригороду Прага.
В 18:00 27 сентября в Москву прибыл Риббентроп. Первая беседа со Сталиным и Молотовым проходила с 22.00 до 1.00 в присутствии Шуленбурга и Шкварцева. В ходе переговоров по вопросу окончательного начертания границы на территории Польши Риббентроп, ссылаясь на то, что Польша была «полностью разбита немецкими вооружёнными силами» и Германии «не хватает в первую очередь леса и нефти», выразил надежду, что «Советское правительство сделает уступки в районе нефтеносных районов на юге в верхнем течении реки Сан. Того же самого ожидало бы немецкое правительство и у Августов и Белостока, так как там находятся обширные леса, очень важные для нашего хозяйства. Ясное решение этих вопросов было бы очень полезно для дальнейшего развития германо-советских отношений».
Со своей стороны Сталин, сославшись на опасность разделения польского населения, что могло породить волнения и создать угрозу обеим государствам, предложил оставить территорию этнической Польши в руках Германии. Относительно германских пожеланий об изменении линии государственных интересов на юге Сталин заявил:

в этом отношении какие-либо встречные шаги со стороны Советского правительства исключены. Эта территория уже обещана украинцам… Моя рука никогда не шевельнется потребовать от украинцев такую жертву.

В качестве компенсации Германии были предложены поставки до 500 тыс. тонн нефти в обмен на поставки угля и стальных труб. Относительно уступок на севере Сталин заявил, что «Советское правительство готово передать Германии выступ между Восточной Пруссией и Литвой с городом Сувалки до линии непосредственно севернее Августова, но не более того». Тем самым Германия получила северную часть Августовских лесов.
28 сентября днём в Кремле проходила вторая беседа, в ходе которой выяснилось, что Гитлер в целом одобрил вариант решения территориального вопроса. После этого началось обсуждение линии проведения границы. Сталин «согласился с соответствующим перенесением границы на юг» в Августовском лесу. Советская сторона отказалась от территории в междуречье Нарева и Буга восточнее линии Остров — Остроленка, а германская чуть передвинула границу на север в районе Равы-Русской и Любачува. Долгая дискуссия вокруг Перемышля не привела к каким-либо результатам, и город остался разделённым на две части по р. Сан. В ходе последнего раунда переговоров с 1:00 до 5:00 29 сентября были подготовлен и подписан Договор о дружбе и границе между СССР и Германией.
Кроме договора были подписаны конфиденциальный протокол о переселении немцев, проживавших в сфере советских интересов, в Германию, а украинцев и белорусов, проживающих в сфере германских интересов, в СССР, и два секретных дополнительных протокола. В соответствии с другим протоколом, Литва передавалась в сферу интересов СССР в обмен на Люблинское и часть Варшавского воеводства, переходивших Германии. После же принятия советским правительством мер по обеспечению своих интересов в Литве часть литовских территории на юго-западе страны должна была отойти к Германии
28 сентября было опубликовано совместное заявление сторон:

После того как Германское Правительство и Правительство СССР подписанным сегодня договором окончательно урегулировали вопросы, возникшие в результате распада Польского государства, и тем самым создали прочный фундамент для длительного мира в Восточной Европе, они в обоюдном согласии выражают мнение, что ликвидация настоящей войны между Германией, с одной стороны, и Англией и Францией, с другой стороны, отвечала бы интересам всех народов. Поэтому оба Правительства направят свои общие усилия, в случае нужды в согласии с другими дружественными державами, чтобы возможно скорее достигнуть этой цели. Если, однако эти усилия обоих Правительств останутся безуспешными, то таким образом будет установлен факт, что Англия и Франция несут ответственность за продолжение войны, причем в случае продолжения войны Правительства Германии и СССР будут консультироваться друг с другом о необходимых мерах.

### Реакция Великобритании и Франции
17 и 27 октября до сведения СССР было доведено, что Великобритания не ставит вопрос о возврате Польше Западной Украины и Западной Белоруссии[уточнить].
Уинстон Черчилль, занимавший в это время пост Первого Лорда Адмиралтейства, в своём выступлении по радио 1 октября 1939 года сказал:

То, что русские армии должны были встать на этой линии, было совершенно необходимо для безопасности России против нацистской угрозы. Как бы то ни было, эта линия существует, и создан Восточный фронт, который нацистская Германия не осмелится атаковать. Когда господин Риббентроп на прошлой неделе был вызван в Москву, ему пришлось узнать и принять тот факт, что осуществление нацистских планов по отношению к прибалтийским странам и Украине должно быть окончательно остановлено.
Оригинальный текст (англ.)That the Russian armies should stand on this line was clearly necessary for the safety of Russia against the Nazi menace. At any rate, the line is there, and an Eastern front has been created which Nazi Germany does not dare assail. When Herr von Ribbentrop was summoned to Moscow last week it was to learn the fact, and to accept the fact, that the Nazi designs upon the Baltic States and upon the Ukraine must come to a dead stop.
— Winston S. Churchill. The First Month of War // Blood, Sweat and Tears. — P. 173.
Великобритания и Франция посоветовали польскому правительству в эмиграции не объявлять войну СССР.

## Продвижение и действия войск 24—29 сентября
Белорусский фронт
- 11-я армия (Минская группа) — Мотоотряд 16-го ск в 24 сентября в 14:30 вступил в Сувалки. Другие механизированные и конно-механизированные подразделении (отряд 27-й лтбр, 77 и 109 кп) занимались прочёсыванием местности и ликвидацией вооружённых групп и сбором брошенного и спрятанного вооружения и боеприпасов.
- 3-я армия (Полоцкая группа) Войска 3-й армии продолжали нести охрану латвийской и литовской границ от Дриссы до Друскининкая.
- Дзержинская конно-механизированная группа С 26 сентября 6-й кавкорпус был переподчинён 4-й армии. Вечером 25 сентября 20-я мсбр выделила отряд в составе 15 БА-10 для приёма у немцев крепости Осовец, которая переходила в советскую зону.
- 10-я армия — Утром 24 сентября соединения 5-го ск (переданного из КМГ 20 сентября) двинулись на линию Свислочь — Порозово, а передовые отряды в 13 часов 25 сентября заняли Бельск-Подляски и Браньск. На следующий день в районе ст. Гайновичи были взяты в плен 120 польских солдат и обнаружен польский склад, в котором находилось 30 тыс. снарядов, 10 млн патронов и 2 орудия. В тот же день в районе Чижева немецкий арьергардный отряд был обстрелян поляками и, потеряв 1 человека убитым и 4 ранеными, вернулся в Цехановец, в расположение советских частей, оказавших немцам медицинскую помощь.

27 сентября передовые отряды 5-го ск заняли Нур и Чижев, а в районе Гайнувки ими был захвачен склад, в котором находилось около 14 тыс. снарядов, 5 млн патронов, 1 танкетка, 2 бронеавтомобиля, 2 автомашины и 2 бочки горючего. Позже на другом складе было также захвачено 936 снарядов, 168 520 винтовочных патронов, 2 мотоцикла, 2 бронемашины, 1 танкетка, 4 прицепа, 2 автомашины и другое имущество.
В 19 часов 29 сентября соединения корпуса заняли Малкина-Гурна и Косув-Ляцки. К этому времени войска10-й армии находились на линии Щучин — Кольно — Ломжа — Мадкина-Гурна — Косув.
- 4-я армия (Слуцкая группа) 24 сентября войска армии очищали занятую территорию от мелких групп польских войск. 143-я сд и 32-я лтбр заняли Малорита, где взяли в плен до 6 тыс. польских военнослужащих. Соединения 23-го ск достигли района Антополь, Городец, а 8-я сд переправилась через р. Западный Буг у Бреста. С 25 сентября 8-я и 143-я дивизии были подчинены управлению 23-го ск, а 52-я сд вела бой с 78-м польским пехотным полком в районе Дрогичина.

На следующий день 4-й армии был подчинён 6-й кавкорпус. К 18 часам 26 сентября соединения 6-го кавкорпуса вошли в Высоке-Мазовецк, оказавшийся практически полностью сожжённым немцами как наказание за убийство одного немецкого солдата. К вечеру 26 сентября 8-я сд заняла Бяла-Подляску и Янув-Подляски, 143-я дивизия форсировала Буг у Кодень, а 52-я дивизия вступила в Малорита, где 27 сентября перешла в подчинение 15-го ск 5-й армии Украинского фронта. 27 сентября В 16 часов 411-й тб и 54-й противотанковый дивизион 52-й сд заняли Шацк, взяв в плен 429 польских военнослужащих. К вечеру 27 сентября кавалерийской дивизии 6 кавкорпуса достигли берега р. Западный Буг у Нур, Цехановец, а в 19.30 28 сентября вышли в район Соколув-Подляски.
В 24 часа 27 сентября командир 23-го ск издал приказ согласно которому требовалось к 12 часам 28 сентября выслать представителей с отрядом для приёма городов Седльце и Лукув. «Высланные представители должны в корректной форме потребовать от представителей немецкой армии освободить 29.9 города Седлец, Луков и предупредить, что Красная армия эти пункты 29.9 займёт, если даже они и не будут полностью освобождены частями немецкой армии. Конфликтов с немецкой армией избегать, но требовать увода немецких войск настойчиво и с полным достоинством, как подобает представителям Великой Непобедимой Рабоче-Крестьянской Красной армии».
В 8 часов 29 сентября передовые отряды войск 23-го ск заняли линию Соколув-Подляски — Седльце — Лукув, где в 18 часов были остановлены. В Седльце вступили разведывательный, танковый и один стрелковый батальоны, а в Лукув один стрелковый батальон и артиллерийский дивизион 8-й сд. На левом фланге корпуса 143-я сд 29—30 сентября севернее и северо-восточнее Парчева вела бой с частями оперативной группы «Полесье», отходившими от Влодавы на запад.
К 29 сентября войска Белорусского фронта продвинулись до линии Щучин — Стависки — Ломжа — Замбрув — Цехановец — Косув-Ляцки — Соколув-Подляски — Седльце — Лукув — Вохынь.
Украинский фронт
- 5-я армия (Северная АГ) До 25 сентября 60-я дивизия очищала Сарненский УР от вооружения и боеприпасов.

24 сентября разведбатальон 45-й сд вступил в Любомль ранее оставленный немецкими войсками. Горючее в городе отсутствовало, а продовольствие было вывезено германскими войсками. В 14:30 25 сентября 36-я лтбр, форсировав р. Западный Буг, достигла Холма (Хелма) и, подтянув тылы, атаковала город. После ряда боевых столкновений с польским гарнизоном, часть которого ушла в сторону Красностава, в 14 часов 26 сентября город был занят. Около 8 тыс. польских военнослужащих сдались в плен, а трофеями советских войск стали 7 тыс. винтовок, 1250 револьверов, 40 пулемётов, 10 орудий, 14 автомашин и 1,5 тыс. лошадей.
26-27 сентября 36-я лтбр оставалась в Холме, ожидая подхода стрелковых частей 15-го корпуса, которые 25-26 сентября форсировали Западный Буг. 28 сентября 36-я лтбр выступила в направлении Люблина, но, достигнув в 12 часов Пяски, выяснилось, что город занят германскими войсками. В 10 часов 29 сентября советские делегаты прибыли в Люблин для переговоров об отводе германских войск, которые по ранее принятым условиям должны были к вечеру оставить город. Однако германское командование не собиралось отводить войска, ожидая приказов из Берлина.

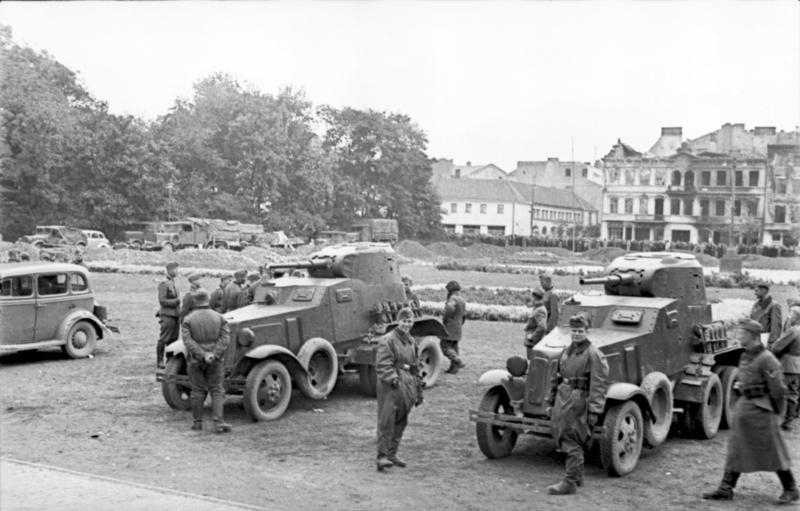
Бронеавтомобили БА-10 советской делегации в Люблине.

28—29 сентября в районе города Шацка подразделения 52-й сд переданной от Белорусского фронта вели бои с частями польской оперативной группы «Полесье» сформированной из пограничных частей, жандармерии, мелких гарнизонов и моряков Пинской флотилии под командованием генерала Клееберга, которая отходила на запад.(См. Бой под Шацком).
Неготовность дивизии к активному сопротивлению польских войск и ряд тактических просчётов привели к затягиванию боёв и высоким потерям. 81 человек был убит (в том числе командир 411-го танкового батальона дивизии капитан Насенюк) и 184 ранены (в том числе командир дивизии полковник И. Руссиянов), было подбито 5 танков Т-26, 2 Т-38, 2 трактора и 3 противотанковых орудия. Были взяты в плен 1100 польских военнослужащих, на поле боя противник оставил 524 трупа, трофеями советских войск стали 500 винтовок, 34 пулемёта, 60 тыс. патронов, 4 вагона снарядов и 23 ящика взрывчатки.
К 29 сентября соединения 15-го стрелкового корпуса вышли на фронт Влодава — Пугачув — Пяски, где были остановлены.
24 сентября соединения 8-го стрелкового корпуса после двухчасового боя заняли Грубешув. 25 сентября был занят Замосць. 26 сентября соединения корпуса двинулись на Билгорай и Красныстав. 44-я сд вошла в контакт с 8-й германской пехотной дивизией и заключила с ней соглашение о занятии Красноброда и движении на Рудки. После днёвки 27-го, войска 28 сентября продолжали движение на Красник. В тот же день 8-му ск были переданы прибывшая в Замосць 38-я лтбр и достигшая Комарова 14-я кавдивизия. К 14 часам 29 сентября войска 8-го корпуса вышли на линию Ольшанка — Кшонов — Тарновка — Закржев, где были остановлены распоряжением командующего 5-й армией.
- 6-я армия (Восточная АГ) 25 сентября возобновили продвижение на запад соединения 2-го кавкорпуса вместе с 24-й лтбр вступили в Жолкев, а к 26 сентября продвинулись до района Рава-Русска, Немиров, Магеров. 27 сентября корпус продолжал движение в направлении Любачув, Рудка и не имел встреч с противником. 28 сентября 14-я кавдивизия была направлена на Томашув, Замосць и передана в состав 5-й армии. Остальные войска 2-го кавкорпуса вышли в район Буковина, Добча, Дзикув и выставили дозоры на р. Сан. 24-я тбр 28 сентября достигла Цешанува.

25 сентября 38-я лтбр была отправлена через Жолкев на Сокаль, куда прибыла в 14 часов 26 сентября и была передана в состав 5-й армии. Войска 17-го ск 25 сентября также выступили к демаркационной линии и достигли района Янов, Добростаны.
27 сентября они вступили в Яворов, а 28 сентября — в Любачув. К вечеру 29 сентября дивизии 17-го ск вышли в район Буковина, Добча, Тарногруд, и сменили части 2-го кавкорпуса на охране р. Сан. 99-я сд 17-го ск в 9 часов 29 сентября вступила в Перемышль и начала его приём у германского командования. К 29 сентября войска 6-й армии вышли на среднее течение р. Сан от Билгорая до Перемышля.
- 12-я армия (Южная АГ) Подразделения 13-го ск 24 сентября вошли в оставленный немцами Дрогобыч а 23-я лтбр, приняла у немцев Борислав — после почти суточной задержки во время которой немцы вывозили все что можно было увезти. 25-й тк был накануне у Комарно выведен в резерв Украинского фронта и далее не продвигался. 4-й кавкорпус, пройдя через Дрогобыч, 26 сентября достиг района Сутковице, Висковице, Лановице, Вережница. По решению командира корпуса 32-я кавдивизия продолжала движение на Добромиль, Хырув, а 34-я кд, 26-я лтбр и 18-й тп 32-й кд остались на месте, ожидая подхода группы Андерса. В 6:30 27 сентября 26-й и 27-й уланские полки группы Андерса атаковали 148-й кавполк в Сутковице, однако встреченные артогнём и контратакой, вновь отошли на опушку леса. В ходе трёхчасового боя противник потерял 300 человек убитыми, 200 пленными, 4 орудия и 7 пулемётов. На следующий день группа была рассеяна, но генерал Андерс с несколькими офицерами скрылся. Тем временем 32-я кавдивизия в середине дня 28 сентября вступила в Хырув и Конюв, где после небольшого боя пленила остатки 25-го уланского полка. С вечера 28 сентября войска 4-го кавкорпуса приступили к охране границы от Перемышля до Мшанец.

Действовавший южнее 5-й кавкорпус 24—25 сентября наряду с продвижением на запад начал прочёсывание предгорий Карпат. В 17 часов 26 сентября 16-я кавдивизия заняла Турку, а 9-й кавполк дивизии прибыл на станцию Бескид, занятую 23 сентября венгерскими войсками. Попытка контакта с венграми вызвала с их стороны обстрел из лёгкого вооружения. Ответный артиллерийский огонь советских бронемашин привёл к прекращению стрельбы и отходу венгерских солдат в железнодорожный тоннель на границе. Ситуация на этом участке границы с Венгрией была нормализована после переговоров. 28 сентября 5-й кавкорпус вышел к верховьям р. Сан и на границу с Венгрией. 28 сентября в районе Свидника был взят в плен комендант Брестской крепости генерал бригады К. Плисовский, а 30 сентября в плен попал и генерал Андерс.
Войска Украинского фронта к исходу 29 сентября находились на линии Пугачув — Пяски — Пиотркув — Кржемень — Билгорай — Перемышль — верховья р. Сан.

## Последние боестолкновения 30 сентября — 5 октября 1939 года
Белорусский фронт

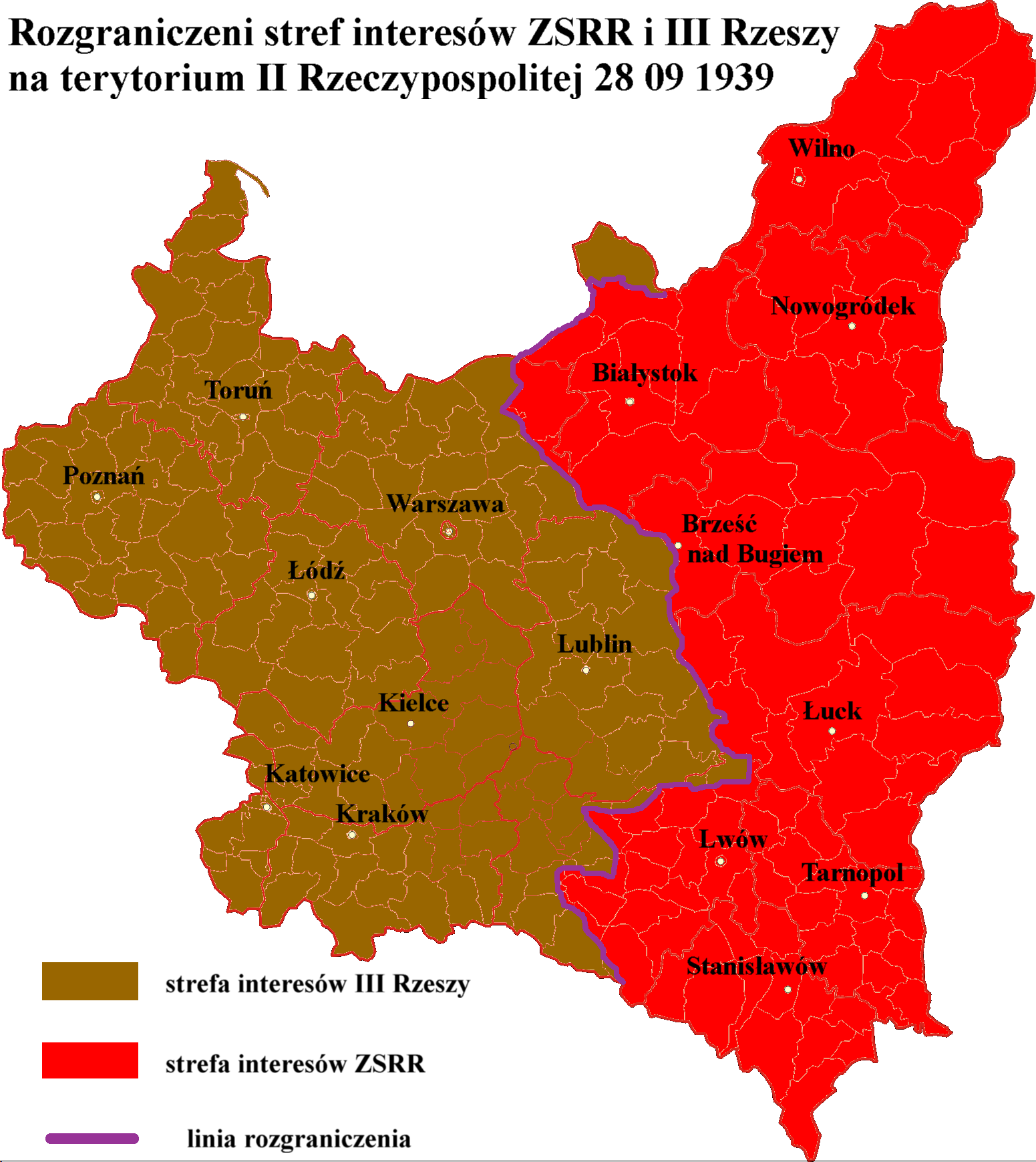
Раздел польских территорий между Германией и СССР по договору от 28 сентября 1939 года

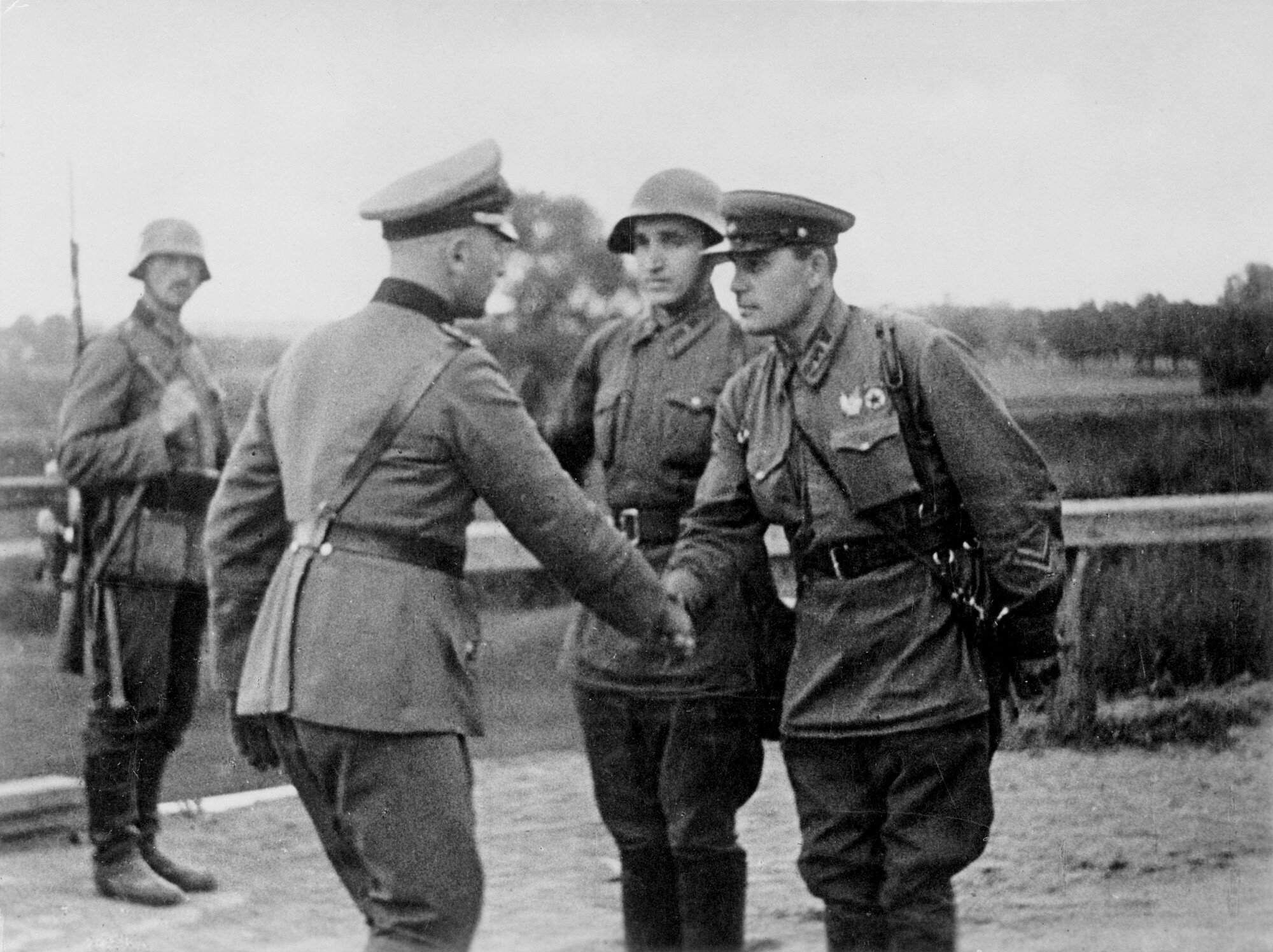
Сентябрь 1939 года, конец польской кампании. Немецкий и советский офицеры пожимают друг другу руки.

В полосе Белорусского фронта в районе Рудня, Радче, Яблона части 143-й сд натолкнулись на крупный отряд польских сил из группы «Полесье». Разведбатальон дивизии в ночь на 29 сентября двинулся из Вишнице на Яблонь и Парчев. В движении батальон был практически в упор обстрелян малокалиберной артиллерией и пулемётами. Сразу же было выведено из строя 3 танка и 3 грузовика, личный состав залёг в придорожных канавах. Разведбатальон перешёл к обороне и около 2:30 известил о случившемся штаб дивизии. Ему на помощь были высланы стрелковая рота и взвод противотанкового дивизиона. Тем временем противник отошёл на юго-запад, но с востока на разведбатальон натолкнулся другой польский отряд, с которым завязался бой. Тогда из состава 635-го сп на помощь были двинуты 1-й батальон и 1-й дивизион 287-го артполка. В Рудне подразделения 635-го полка были обстреляны противником. Тогда командир полка майор Шварёв двинул туда отряд из состава 3-го батальона. Пока стрелковые подразделения продвигались на Яблонь, разведбатальон отошёл на север и вышел из боя.
Около 18 часов советские части атаковали засевшего в Яблони противника, но польская кавалерия предприняла контратаку, и красноармейцы отошли на исходные позиции. В результате боя ночью 30 сентября Яблонь была занята, а от преследования отходящего противника отказались. В 2 часа ночи 30 сентября 1-й батальон 635-го сп был атакован конницей противника. Отбив атаку и сосредоточив силы, 1-й, 3-й батальоны и дивизион 287-го артполка в 3 часа сами перешли в атаку и после боя в 10 часов вновь вступили в Яблонь. После этого противник стал отходить в сторону Парчева, хотя отдельные столкновения продолжались до вечера. В 12 часов вызванная авиация бомбила отходящие польские колонны.
30 сентября в 7 часов в районе Грабово, Милянов в наступление на Парчев с севера перешёл и 487-й полк дивизии. В 16 часов советская авиация бомбила противника, а в 16:30 полк двумя батальонами двинулся в наступление, заняв Милянов. Однако на опушке леса южнее Копии разведдозоры 2-го батальона не обнаружили противника, который, подпустив батальон практически вплотную, открыл ружейно-пулемётный огонь. Не поддержанный огнём артиллерии 2-й батальон отошёл на север. Пришлось отойти и 3-му батальону. В ночь на 1 октября польские части отошли на юго-запад, а советские части получили приказ 4-й армии перейти к обороне на достигнутых рубежах. Командование корпуса полагало, что противник будет стараться прорваться на Бялу-Подляску, и приказало 143-й сд перейти к обороне на достигнутом рубеже, а 151-му сп 8-й сд — занять оборону на южных подступах к Бяла-Подляска. Советские потери в этих боях составили 36 человек убитыми, 41 ранеными и 9 были пленены, 3 танка, 3 автомашины, 4 пулемёта и 1 орудие. Были взяты в плен 189 польских военнослужащих, на поле боя насчитали 20 трупов противника, а советскими трофеями стали 14 винтовок, 4 лошади и 1 походная кухня.
Украинский фронт
16-й сп 87-й сд у г. Холм (Хелм) 1 октября получил задачу двигаться в западном направлении на Люта, Зджарка, Козак, Колаче и далее на Песя Воля, с задачей совместно с 253-м сп уничтожить группировку противника в районе оз. Вытыцке, Песя Воля. Выполняя поставленную задачу, полк в 18:00 достиг района Сухава, Колаче, Козаки, где им было захвачено 500 человек пленных, в числе которых было 150 офицеров. 16-й сп установил связь с 253-м полком. Потери 253-го сп с приданными частями составили 31 человек убитыми, 101 ранеными, выведен из строя 1 танк Т-37. Потери противника: убиты — 380, пленено около 1 тыс. человек. Трофеями советских войск стало 400 винтовок, 8 пулемётов, 4 орудия.
140-й сд 36-го ск, вошедшего в состав 5-й армии Украинского фронта, 30 сентября в районе юго-восточнее Янува вели переговоры с группой польских войск о сдаче Красной армии. В 22 часа при переходе от Кржеменя 1-й батальон 445-го сп был обстрелян ружейно-пулемётным огнём. Развернувшись, батальон вступил в бой, продолжавшийся до 1 часа ночи 1 октября. За это время было отбито три атаки противника, а подход 3-го батальона 637-го стрелкового полка и танкового батальона решил исход боя в пользу советских войск, которые потеряли 3 человек убитыми и 5 ранеными. С 1 по 5 октября 140-я сд и 14-я кд в лесах у Билгорая разоружали кавалерийскую группу польских войск под командованием полковника Т. Зеленевского. Всего в плен были взяты 12 408 человек, трофеями советских войск стали 12 229 винтовок, 728 пулемётов, 64 орудия, 5662 тыс. патронов и большое количество прочего военного имущества.

## Отход на восток 5—12 октября 1939 года

### Вывод войск на новую границу
В 8:00 29 сентября штабы Белорусского и Украинского фронтов получили распоряжение об остановке войск на достигнутых рубежах не позднее 18:00.
В приказе войскам Белорусского фронта № 15/оп от 30 сентября 1939 г. давалось примерное описание границы, установленной договором от 28 сентября, и указывалось, что примерно с 5 октября намечается начать отвод войск, находящихся «к западу от установленной и указанной линии границы».
5 октября протокол с описанием границы от р. Игорка до Ужокского перевала был доведён до сведения войск Белорусского и Украинского фронтов телеграммой начальника Генштаба № 090.
С 5 по 12 октября происходил отвод советских войск за линию новой границы. Из Сувалкского выступа на демаркационную линию к 16 часам 9 октября были отведены части 16-го стрелкового корпуса. «Отвод частей корпуса проходил точно по плану», «никаких инцидентов к конфликтов с немцами за время отхода наших войск не было, кроме преждевременного прихода немцев в Сувалки и споров за отдельные населённые пункты на границе (Жилины, Чарны Бруд, Яблоньска, Иванувка), которые были ликвидированы в частных переговорах на месте и официальных переговорах в Сувалках — 09.10.39». Сувалки были переданы вермахту 6 октября. Войска 10-й армии в 22 часа 5 октября двинулись на восток и к вечеру 6 октября эвакуировались за р. Западный Буг, оставив Косув и Малкина-Гурна. Дольше продолжался отвод 4-й армии: Седльце и Лукув были переданы немцам 6 октября, Бяла-Подляска — 10 октября, а полностью советские войска ушли за Буг в 16 часов 12 октября. В полосе 5-й армии на Влодаву двинулись части 4-й пехотной дивизии вермахта, а 9 октября в Хелм вступили войска 27-й пехотной дивизии. К вечеру 13 октября германские войска вышли к демаркационной линии на всем её протяжении.
После отвода Красной армии за линию новой границы, которая с 16 октября была передана под охрану пограничным войскам НКВД.

### Эвакуация трофеев и военного имущества
Командующий Белорусским фронтом приказывал «теперь же начать отвод всех обозов, транспортов и машин к востоку от границы, без ущерба для нормального питания войск». Разрешалось «вывести из районов, расположенных к западу от границы, военное имущество, орудия, пулемёты, винтовки, боеприпасы, а также танки, бронемашины, автотранспорт и горючее. Необходимо перегнать на восток от границы весь подвижной состав, для чего спешно погрузить в вагоны военное, подчёркиваю ВОЕННОЕ имущество и немедленно направить на нашу территорию». Требовалось наметить районы, рубежи и маршруты отвода войск и «организовать безотказную связь с отводимыми частями, с тем, чтобы всегда точно знать их положение».
Аналогичные приказы издавались и командованием и частями Украинского фронта:
«немедленно приступить к эвакуации имущества в своих границах. Вывоз военного имущества произвести скрытно без шума, не создавая впечатления о массовой эвакуации, и закончить работу 03.10.39. Вывозить только военное имущество, не трогая имущества, не относящегося к военному». Всех военнопленных предписывалось немедленно эвакуировать по железной дороге с соответствующей охраной и питанием.
Как указывалось в приказе 5-й армии № 007 от 30 сентября, следовало эвакуировать железнодорожный состав, грузы из железнодорожных пакгаузов, хлеб из элеваторов, помещичьи гурты скота и продовольствия, конные заводы и фермы, продукцию сахарных заводов, весь автотранспорт, все трофейное имущество (оружие, горючее, обозно-вещевое, химическое имущество и имущество связи, продовольствие и т. п.).
Общие точные размеры трофеев неизвестны. По 5-й армии имеются сводные данные о вывозе за р. Западный Буг 64 паровозов, 70 пассажирских, 1130 крытых вагонов, 534 платформы, 609 углярок, 104 цистерны и различных грузов (артимущество, сахар, овёс, зерно, мука, спирт, железнодорожные материалы, конный завод, руда, железо, уголь, кокс, скот и т. п.) общим объёмом 2174 вагона. Из Седльце было эвакуировано 110 паровозов, 137 классных и 1515 товарных вагонов, доставлено «много ценных грузов». Соединения 6-го кавкорпуса привели 494 лошади.

### Эвакуация населения
2 октября Политуправление Украинского фронта издало директиву об организации эвакуации населения через местные временные управления. В 1:30 3 октября Политуправления Белорусского и Украинского фронтов получили директиву Политуправления РККА № 0271, в которой сообщалось, что нарком обороны дал указание пропустить через определённые пункты на территорию СССР желающих эвакуироваться. Беженцев следовало размещать в сёлах и городах, эвакуацию провести так, чтобы она не мешала движению войск. «Никакой агитации за уход населения с освобождаемой нами и занимаемой немцами территории не допускать». В тот же день в 17 часов командующие фронтов получили аналогичный приказ наркома обороны № 084. Эвакуировались члены временных управлений, народные милиционеры и активисты. Однако желающих уехать в СССР было много больше, и они сами двинулись на восток. Особенно значительным было число еврейских беженцев. Только за 6—7 октября во временных управлениях на территории восточнее Западного Буга зарегистрировалось 7 тыс. семей (около 20 тыс. человек). Для них были организованы специальные пункты приёма эвакуированных с питанием и медицинским обслуживанием. В целом по 5-й и 6-й армиям было эвакуировано почти 42 тыс. человек. Регистрировался и незначительный отток населения (преимущественно этнических поляков) в зону немецкой оккупации.

## Военные соглашения октября 1939
2 октября 1939 года в 15 часов 50 минут состоялась беседа Народного Комиссара Обороны СССР Маршала Советского Союза Ворошилова и Начальника Генерального штаба РККА Командарма 1 ранга Шапошникова с представителями Германского военного командования в лице генерала Кестринга, полковника Ашенбреннера и подполковника Кребса, которые пришли к следующему соглашению.

1. Части Красной армии, остановившиеся на линии, достигнутой к 18 часам 29 сентября 1939 года, начиная с утра 5 октября 1939 года отводятся на линию р. Игарка, Рзадовы, р. Волкушанка, д. Чарны Бруд, Щебра, Топилувка, далее на границе Восточной Пруссии до р. Писса, восточный берег р. Писса до её устья, восточный берег р. Нарев до деревни Островы (у Остроленка), Трошин, Стыленги, Соколове, Ростки, восточный берег р. Буг до деревни Ростки до устья р. Солокия, южный берег р. Солокия до Поддубце, далее от Поддубце на Любыча-Кролевска, Сандст, Залуже, Воля [359] Олещицка, Синява, далее восточный берег р. Сан до её истоков, включая Ужокский перевал.

Все пункты, перечисленные настоящей статьёй, остаются за частями Красной армии.

2. Части Красной армии, находящиеся западнее линии, указанной в 1-м параграфе настоящего протокола, начиная с утра 5 октября 1939 года отводятся с таким расчетом, чтобы, делая каждый день переход примерно в 20 км, закончить свой отход:

 а) на государственную границу северо-западнее Гродно к 8 октября вечером;

 б) г. Сувалки освободить к вечеру 5 октября и 6 октября передать его представителям местного германского командования;

 в) на государственную границу северо-восточнее г. Острова к вечеру 8 октября;

 г) на р. Буг западнее г. Дрогичин к вечеру 9 октября;

 д) на линию р. Буг от Кристинополь до Тересполь западнее Бреста к вечеру 11 октября.

3. Движение войск обеих армий должно быть организовано так, чтобы имелась между передовыми частями Германской армии и хвостом колонн Красной армии дистанция в среднем до 25 км.

Обе стороны организуют своё движение с таким расчетом, что части Германской армии выходят:

 а) на линию р. Буг от Кристинополь до Тересполь (западнее Бреста) — к 12 октября вечером;

 б) на р. Буг западнее Дрогичин — к 10 октября вечером;

 в) на государственную границу северо-восточнее г. Острова — к 9 октября вечером;

 г) к г. Сувалки — 6 октября вечером;

 д) на государственную границу северо-западнее Гродно — к 9 октября вечером.

4. Все вопросы, могущие возникнуть при передаче Красной армией и приёме Германской армией пунктов, городов и т. п., разрешаются представителями обеих сторон на месте, для чего на каждой основной магистрали движения обеих армий Командованием выделяются специальные делегаты.

Командование Красной армии принимает необходимые меры в городах и местах, которые переходят к частям Германской армии, к их сохранности, и обращается особое внимание на то, чтобы города, местечки и важные военные оборонительные и хозяйственные сооружения (мосты, аэродромы, казармы, склады, железнодорожные узлы, вокзалы, телеграф, телефон, электростанции, подвижной железнодорожный состав и т. п.), как в них, так и по дороге к ним, были бы сохранены от порчи и уничтожения до передачи их представителям частей Германской армии.

5. При отводе войск Красной армии авиация Красной армии может летать только до линии арьергардов колонн частей Красной армии и на высоте не выше 500 метров, авиация Германской армии при движении на восток колонн Германской армии может летать только до линии авангардов колонн Германской армии и на высоте не выше 500 метров. По занятии обеими армиями линии, указанной в параграфе 1-м настоящего протокола, авиация обеих армий не перелетает указанной линии.

4 октября в Москве был подписан протокол с описанием границы от р. Игорка до Ужокского перевала.

## Трофеи

Осмотр в/служащими РККА трофейных пулемётов и зенитных орудий в Бресте

Как отмечал немецкий генерал Г. Гудериан, жёсткое требование советской стороны об отводе немецких войск не позволило им вывезти всё трофейное вооружение и военное имущество польской армии, захваченное восточнее демаркационной линии в ходе боевых действий в районе Бреста. Среди оставленных трофеев был один танк FT-17 и пять 75-мм зенитных орудий wz.36.
Только Украинский фронт заявил о захвате 1084 орудий и миномётов, 285 814 карабинов и винтовок, 135,9 млн патронов, 42,5 тысяч единиц стрелкового оружия (пулемёты и т. п.), 65 танков, танкеток и бронеавтомобилей, 8 063 автомашин, 254 самолётов (из них 155 исправных), и т. д. В заявлении, сделанном в октябре 1939 года, Молотов назвал следующие цифры: «свыше 900 орудий, свыше 10 тыс. пулемётов, свыше 300 тыс. винтовок, более 150 млн патронов, около 1 млн снарядов и до 300 самолётов».
Польская пинская военная флотилия не участвовала в боевых действиях против РККА, затопив свои корабли в русле реки Припять. При обследовании реки Днепровская военная флотилия обнаружила и подняла 6 мониторов, 2 канонерские лодки, 18 бронекатеров и свыше 35 пароходов, барж и вспомогательных судов (в дальнейшем пять бывших польских речных мониторов — четыре типа «Варшава» и «„Краков“», 2 канонерские лодки и 15 бронекатеров вошли в состав Днепровской флотилии). По другим данным, на р. Припяти были захвачены 51 военный корабль и свыше 113 вспомогательных судна[уточнить].
Кроме того, были обнаружены повреждённые танки PzKpfw II (полностью комплектный) и PzKpfw III (в советских документах обозначенный как «20-тонный средний танк Даймлер-Бенц»), которые втайне от германской стороны были вывезены в СССР и переданы на изучение в НИИБТ.

## Пленные
В первые дни продвижения войск чёткой инструкции в отношении взятых в плен не было. Силы направленных оперативных групп НКВД не соответствовали количеству взятых в плен. «В западных районах скопилась многотысячная масса солдат, бегущих с фронта, которые запружают улицы, а изолировать их силами оперативной группы не представляется возможным. Части РККА их как пленных не берут, в результате никто фильтрации не производит и движение польских солдат происходит свободно», — сообщал в Москву нарком внутренних дел БССР старший майор госбезопасности Л. Ф. Цанава. 19 сентября 1939 года Ворошилов отдал приказ о передаче военнопленных НКВД.
Во исполнение приказа наркома обороны, командующие Украинским и Белорусским фронтами отдали приказы от 20 сентября о порядке конвоирования, маршрутах движения и пунктах передачи пленных органам НКВД. Однако быстрое продвижение Красной Армии создало большие затруднения для дорожно-этапной службы и дорожно-комендантских полков, занимавшихся транспортировкой военнопленных к приёмным пунктам. В связи с этим заместитель наркома обороны Кулик писал 21 сентября Сталину, Молотову и Ворошилову: «В плен захвачено очень много рядового и офицерского состава. Считаю, что необходимо указание правительства о роспуске пленных белорусов и украинцев по домам после их переписи, так как питать их нечем, конвоирование требует большого количества людей». С аналогичными просьбами обращалось к начальству и командование армейских групп. В ответ на эти обращения 23 сентября Ворошилов и Шапошников приказали: «Военнопленных крестьян Западной Белоруссии и Западной Украины, если они представляют документы, удостоверяющие, что они действительно были мобилизованы поляками, разрешается освободить».
При продвижении по территории Западной Украины отмечались случаи добровольной сдачи польских офицеров, пытавшихся избежать уничтожения со стороны «крестьян и населения, которые активизировались с приходом Красной армии и расправляются с польскими офицерами». Однако освобождённые военнопленные забили дороги, поэтому уже 28 сентября телеграммой начальника штаба Украинского фронта № 457 до сведения войск доводился приказ командующего войсками фронта: «распоряжение об освобождении военнопленных-крестьян Западной Украины и Западной Белоруссии ОТМЕНИТЬ. Всех военнопленных тщательно учитывать и направлять на этапно-пересыльные пункты НКВД. Указание об использовании военнопленных будут даны дополнительно». Требовалось «принять все меры к задержанию всех военнопленных, бредущих самостоятельно по дорогам и находящихся ещё в городах на свободе, брать под стражу и направлять в эшелонах, или походным порядком. Организовать питание военнопленных. Свяжитесь с местными управлениями, чтобы они помогли в вылавливании скрывающихся офицеров в городах и местечках».
Число заявленных пленных указывается в 454 700 солдат и офицеров вооружённых сил Польши, солдат и офицеров КОП, полицейских, жандармов и лиц, захваченных с оружием в руках, из них войска Белорусского фронта взяли в плен 60 202, а Украинского — 394 498 человек. Из них непосредственно военнослужащих вооружённых сил Польши насчитывалось 240—250 тысяч, в том числе около 10 тысяч офицеров. Так, Украинским фронтом в период с 17 сентября по 2 октября было разоружено 392 334 чел., в том числе 16 723 офицеров. Белорусским фронтом с 17 по 30 сентября 1939 года — 60 202 чел., из них 2066 офицеров 21 сентября 1939 года.
Политбюро ЦК ВКП(б) создало комиссию во главе с секретарём ЦК ВКП(б) Ждановым для рассмотрения вопроса о военнопленных. В неё вошли также Берия и Мехлис. 2 октября комиссия одобрила проект постановления Политбюро ЦК ВКП(б) о военнопленных, в основу которого были положены предложения Берии и Мехлиса. В нём предлагалось распустить солдат — уроженцев Западной Украины и Западной Белоруссии по домам, задержав 25 тысяч из них для строительства дороги Новоград-Волынский — Львов. Солдаты, уроженцы «немецкой части Польши», должны были содержаться в специальных лагерях НКВД до окончания переговоров с Германией об их отправке на родину. Офицеров, полицейских, других служащих силовых органов предписывалось разместить в специальных лагерях.
Соответствующий приказ о роспуске военнопленных солдат, жителей Западной Белоруссии и Западной Украины, ещё не переданных частями РККА органам НКВД, отдали 4 октября Ворошилов и Шапошников. В результате из лагерей и пунктов для приёма военнопленных было отправлено на родину с 7 по 18 октября 42,5 тысячи солдат и младших командиров. На основании соглашения с Германией, 37 133 пленных, проживавших ранее в областях, отошедших к немецкой зоне, были переданы германским властям и получено от них 13 544 человека (по состоянию на 15 ноября 1939 года). В дальнейшем из общего числа в 125 тысяч военнопленных в лагерях НКВД к 19 ноября 1939 осталось 39,6 тыс. человек (из них около 9 тысяч офицеров и более 5 тысяч полицейских и жандармов в Старобельском, Козельском и Осташковском лагерях, которые были расстреляны в апреле-мае 1940 года в Катыни, Харькове и Калинине — см. Катынский расстрел). Из этого числа 26 297 человек вошли в Армию Андерса, в том числе значительная часть из 3060 офицеров этой армии.

## Потери сторон

### СССР
Официальная цифра боевых потерь РККА, по данным Молотова, озвученным в октябре 1939 года, составила 737 убитых и 1862 раненых. В современных исследованиях учитываются и небоевые потери — 1475 безвозвратных (погибшие, пропавшие без вести, умершие) и 3858 раненых. При этом признавалось, что значительное число потерь произошло по причине недисциплинированности и неорганизованности, а не от действий противника.
Боевые потери РККА во время польской кампании 1939 года, по данным российского историка Г. Ф. Кривошеева, составили 1075 человека убитыми, 2002 ранеными и 302 пропавшими без вести.
По данным польских историков, Красная армия потеряла 150 бронеавтомобилей и 20 самолётов.

### Польша
Польские потери в боях с РККА точно неизвестны. Они оцениваются в 3,5 тысячи погибших военнослужащих и гражданских лиц, а также 20 тысяч раненых и пропавших без вести.
Российский историк Михаил Мельтюхов называет цифры в 3500 убитых, 20 000 раненых и 454 700 пленных. По данным польской Военной энциклопедии, в советский плен попали 250 000 военнослужащих. Часть офицеров (по разным источникам от 7 до 10 тысяч человек) были впоследствии расстреляны НКВД. Около 1300 попали также в словацкий плен.
В 2005 году вышла книга «Польская кампания 1939 года. Начало 2-й мировой войны» польских военных историков Чеслава Гжеляка и Хенрика Станьчика, проводивших свои исследования. По их данным, около 230 000 польских солдат и офицеров попали в советский плен.
Около 80 000 польских военнослужащих сумели эвакуироваться в соседние нейтральные государства — Литву, Латвию и Эстонию (12 000), Румынию (32 000), Венгрию (35 000).
Среди погибших был польский писатель Тадеуш Доленга-Мостович.

## Военные преступления
За время продвижения войск органами военной юстиции КОВО (Украинский фронт) и БОВО (Белорусский фронт) регистрировался ряд военных и воинских преступлений: мародёрство, барахольство, самоуправство, самочинные расстрелы офицеров и жандармов. Командование, особые отделы и военная прокуратура предпринимали меры, направленные на пресечение подобных преступлений, при этом в ряде случаев применялись несоизмеримо мягкие или же строгие наказания.
Так, 21 сентября курсант отдельного зенитного эскадрона Армейской кавгруппы Харченко произвёл обыск у учительницы села Добровляны и забрал у неё двое часов и велосипед, за что был приговорён к расстрелу.
21 сентября, разоружив польские войска, части 14-й кавалерийской дивизии отпустили солдат по домам, а офицеров и жандармов оставили до особого распоряжения в школе в Сасуве. В 19 часов пленные проникли в подвал школы, убили рабочего, охранявшего оружие, и открыли огонь из окон. Батальонный комиссар Пономарёв с красноармейцами подавил этот мятеж и, приехав в штаб 14-й кд, рассказал о случившемся. При этом он заявил, что все офицеры и жандармы являются сволочью, которую нужно уничтожить. Под впечатлением от услышанного 22 сентября в селе Бошевицы 4 красноармейца под разными предлогами забрали из-под стражи народной милиции 4 пленных офицеров и расстреляли их. В итоге Военный трибунал осудил главного зачинщика этого преступления на 4 года лагерей, а соучастники получили по 3 года условно.
2 октября политрук школы 131-го кавполка Бердников самочинно расстрелял семью помещика в количестве 6 человек, за что был осуждён к расстрелу.
6 октября младший политрук И. П. Загуральский был осуждён на 6 лет исправительно-трудовых лагерей за убийство князя К. С. Любомирского в его доме, где князь оправлялся от ран.
По оценкам польского историка Анджея Фришке, в результате действий частей Красной Армии было убито около 2500 военнослужащих и полицейских, а также несколько сот гражданских лиц. Помимо этого он пишет о том, что командование РККА призывало мирных жителей к убийствам и насилию, а командующий Украинским фронтом Красной Армии Семён Тимошенко в одном из публично тогда распространяемых заявлений писал: «Применяйте любое оружие: косы, вилы и топоры чтобы бить своих извечных врагов — польских лордов». Больше всего убийств безоружных солдат и мирных жителей, по оценкам, было совершено в Рогатине, в меньшей степени пострадали Гродно, Новогрудок, Сарны и Тарнополь, Волковыск, Ошмяны, Свислочь. Историк Пётр Шубарчик пишет о том, что в районе Сарнов советские войска расстреляли всю роту военнопленных из батальона «Сарны», около 280 солдат и офицеров. Аналогичные события произошли также в Ходорове, Злочеве и Стрые. По данным Войцеха Рошковского, солдаты РККА также расстреливали военнопленных и близ Вильнюса. Польский политолог Ричард Шавловский пишет о том, что мстя за сопротивление, которое польские войска оказали в Гродно, советские войска совершили массовый расстрел добровольно сдавшихся в конце осады польских полков.
22 сентября 1939 года командование советской армии подписало соглашение о сдаче оружия. Командующий обороной Львова Владислав Лянгнер при подписании капитуляции добился от советских войск обещание безопасного отхода солдат и офицеров польской армии, а также полиции к границе с Румынией. Однако, по утверждению Рошковского, советские войска нарушили соглашение, поскольку после сдачи оружия они арестовали всех и отправили вглубь СССР.

## Итоги операции

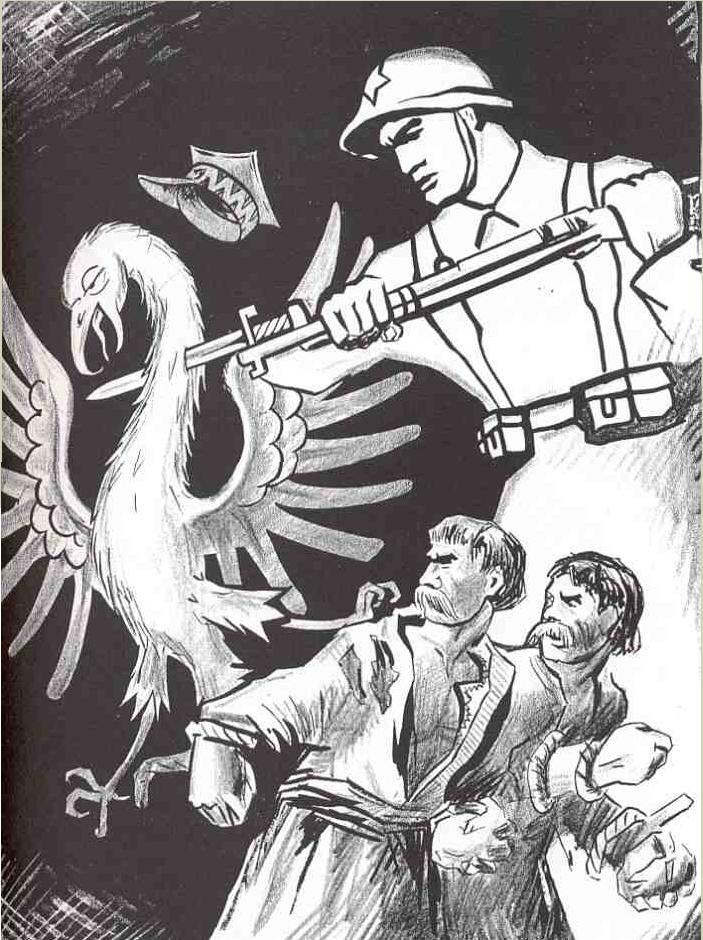
Красноармеец поражает польского орла, освобождая от гнёта украинских и белорусских крестьян
Советский плакат (1939)

В результате операции под контроль СССР перешла территория площадью 196 тыс. км² (50,4 % территории Польши) с населением около 13 млн человек, практически полностью находящаяся в границах «линии Керзона», рекомендованной в 1918 году Антантой в качестве восточной границы Польши. Территория Виленского края вместе с Вильно была передана Литве согласно «Договору о передаче Литовской Республике города Вильно и Виленской области и о взаимопомощи между Советским Союзом и Литвой», подписанному 10 октября 1939 года. Территории, относимые СССР к Западной Украине и Западной Белоруссии, в результате организованного при участии советской стороны народного волеизъявления были присоединены к УССР и БССР в ноябре 1939.
Большая часть этих территорий и поныне находятся в составе ставших в 1991 независимыми Украины, Беларуси и Литвы, а не в составе Польши. Часть территории была возвращена Советским Союзом Польше в 1944 году (Белосток, Пшемысль и т. д.), а также в 1948 году в ходе коррекции границы и в 1951 году в ходе обмена участками территории.
Санация успешно блокировала все попытки заключения англо-франко-советского военного союза, но с фактической ликвидацией Второй Польской Республики это препятствие для военного союза Москвы с Великобританией и Францией было устранено.
Перед началом войны между Германией и СССР войска РККА были выдвинуты на позиции, удалённые на 200—300 км от оборудованных для обороны, с низкой пропускной способностью сети транспортных коммуникаций и отсутствием необходимой военной инфраструктуры (аэродромы, топливохранилища, склады), отвечающей условиям современной для того периода войны, и территорией, населённой преимущественно нелояльным к советской власти местным населением.

## Оценки операции
31 октября 1939 года Молотов в выступлении на сессии Верховного Совета СССР заявил о совместных действиях нацистской Германии и СССР в нападении на Польшу:

Правящие круги Польши не мало кичились «прочностью» своего государства и «мощью» своей армии. Однако, оказалось достаточным короткого удара по Польше со стороны сперва германской армии, а затем — Красной Армии, чтобы ничего не осталось от этого уродливого детища Версальского договора, жившего за счет угнетения непольских национальностей.
Сталин в своей речи перед советскими военачальниками весной 1940 отметил:

Нам страшно повредила польская кампания, — она избаловала нас. В войсках и командном составе возникли шапкозакидательские настроения. Это помешало нашей армии перестроиться и понять свои недостатки. Наша армия не сразу поняла, что война в Польше это не война, а военная прогулка.

Проведённая позже оценка мобилизационной и военной операции выявила ряд серьёзных недочётов по мобилизации:
1. Значительное удаление районов сбора призванных по мобилизации и частей тыла от частей фронта;
2. Задержка с прибытием мобилизируемых в районы мобилизации из-за несовершенной структуры приписки и работы военкоматов;
3. Слабые мобилизационные возможности гражданских организаций обеспечивающих подачу тягловой силы и механизированного транспорта, низкое качество и значительная техническая изношенность последних;
4. Материальная необеспеченность мобилизационных планов (нехватка обмундирования и штатного вооружения).

Вследствие этого мобилизация отдельных частей и подразделений была закончена на 7-8 дней позже сроков, а некоторые прибыли только после окончания операции.
Во время продвижения войск серьёзные проблемы вызывало управление частей на поле боя. Связь между частями не имела стойкого и качественного характера из-за неукомплектованности конским составом и средствами связи. Проводная связь не успевала за быстрым перемещением войск, связь самолётами осложнялось обстрелом их своими же войсками, делегаты связи из-за отсутствия регулировщиков на дорогах застревали в заторах, радиостанций было мало, они не обеспечивали связь на сколько-нибудь дальнее расстояние, а мощные радиостанции (5АИ и 11АК) не были предназначены для мобильных действий. Как следствие, приказы до частей доводились со значительным запозданием. Не на высоте оказалась и работа штабов армейских групп (далее армий) — С. К. Тимошенко отметил, «что по полученным от них документам было тяжело понять, что же происходило на фронте их действий». Была также отмечена неготовность большого числа призывного состава к обращению с достаточно сложным вооружением. Текущая организация танковых корпусов и их практическая деятельность (низкий уровень централизации и управляемости) была оценена неудовлетворительно, в результате чего было принято решение о расформировании последних 23 ноября 1939 — причём менее чем через год это решение было признано ошибочным. Полноценного взаимодействия между различными родами войск фактически не существовало.
Наибольшей критике подверглись службы тыла, которые фактически не выполняли поставленных перед ними задач до завершения операций. Было высказано пророческое «в случае столкновения с противником, обладающим средствами борьбы в воздухе и сильными танковыми частями, при такой организации тыла, которая была против поляков, тылы понесут значительные потери».
Посол Польской Республики в Великобритании Рачинский 17 сентября в своём коммюнике оценил действия СССР как акт прямой агрессии и дал этому следующее обоснование:

В силу конвенции, заключенной в Лондоне 3 июля 1933 года, Советский Союз и Польша согласились на определение агрессии, согласно которому актом агрессии считается любое вторжение на территорию одной из сторон вооруженных воинских частей другой стороны. Было достигнуто также соглашение относительно того, что никакие соображения политического, военного, экономического и иного характера ни в коем случае не могут служить предлогом или оправданием акта агрессии.
С 2021 года в Республике Беларусь день 17 сентября официально празднуется как День народного единства.

## В кинематографе
- «Освобождение» (1940) — советский документальный пропагандистский[95] фильм, режиссёр Довженко.
- «Катынь» (2007) — польская драма, режиссёр Анджей Вайда.

## Историография

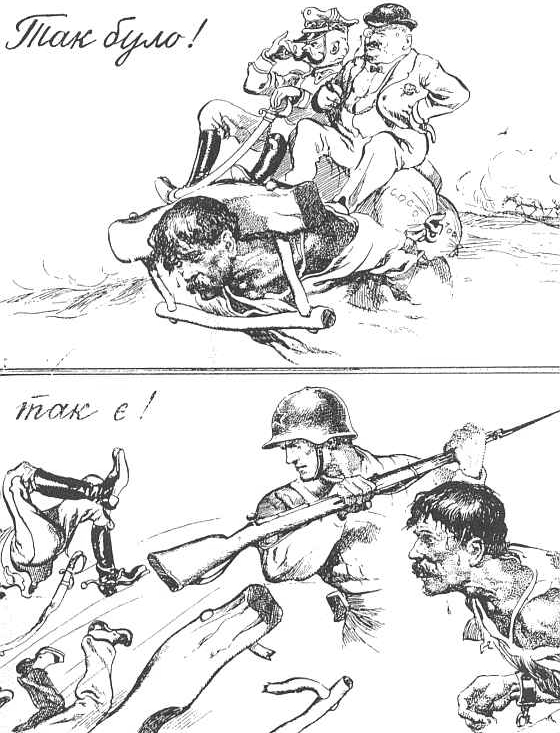
«Так было. Так есть». Украиноязычный советский плакат

В советской литературе того времени событие характеризовалось рефренами «Части доблестной Красной армии, восторженно встреченные трудящимся населением, освободили Западную Украину и Западную Беларусь из-под ненавистного польско-панского гнёта, от тяжёлой неволи польских панов помещиков» (статья «Украинская Советская Социалистическая Республика» из Малой Советской Энциклопедии 1940 года выпуска). В связи с критической переоценкой действий РККА советским руководством общий упор в публикациях делался на «освобождении угнетённых украинцев и белорусов».
В послевоенный период, и, прежде всего, во времена хрущёвской оттепели, описание целей вторжения сократилось до «защиты жизни и имущества населения» и «помощи населению Западной Украины и Западной Белоруссии, которому угрожало фашистское порабощение». В 1-м издании Украинской советской энциклопедии (1960-е годы) указывалось, что «советский народ никогда не признавал захват западноукраинских земель иностранными империалистами. Так, ещё в марте 1923 правительство УССР выразило Антанте свой протест против оккупации территории Западной Украины буржуазно-помещицкой Польшей».
Первым наиболее широким описанием действий войск РККА стал раздел «Освобождение Западной Украины и Белоруссии» в 1-м томе «Истории Великой Отечественной войны Советского Союза 1941—1945 гг.», где описанию действий войск посвящено 2,5 страницы. В 12-томной «Истории второй мировой войны 1939—1945 гг.» «освободительной миссии Советской Армии» посвящено уже несколько абзацев в 3-м томе, изданном в 1974 году, и вводится тезис о том, что «В результате освободительного похода граница Советского Союза отодвинулась на запад на 250—350 км. Советский Союз, таким образом, уже в первые недели второй мировой войны преградил путь наступавшим немецко-фашистским войскам и лишил германское командование возможности использовать территорию Западной Украины и Западной Белоруссии в качестве плацдарма для дальнейшей агрессии».

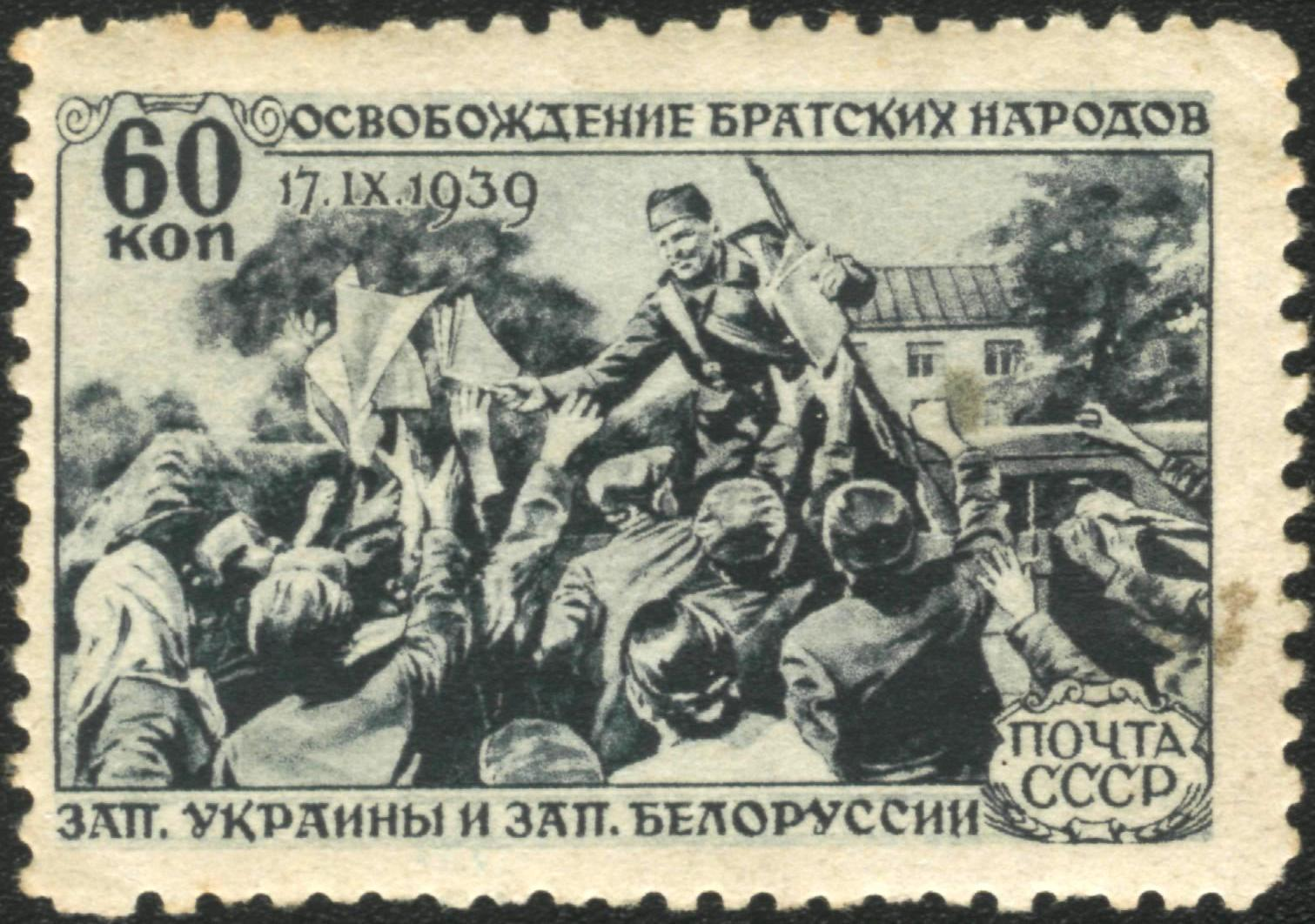
Освобождение братских народов Зап. Украины и Зап. Белоруссии 17.IX.1939. Марка СССР, 1940.
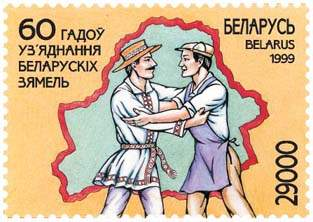
Марка в честь 60-летия воссоединения белорусских земель
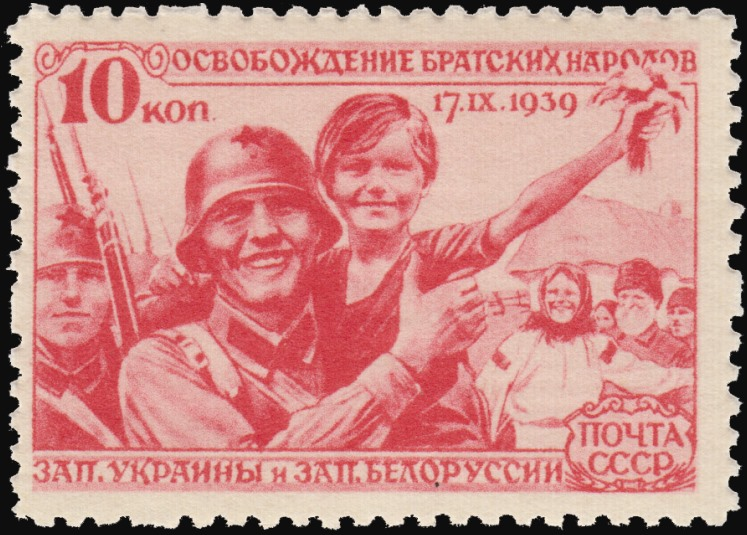
Марка СССР, 1940 г.
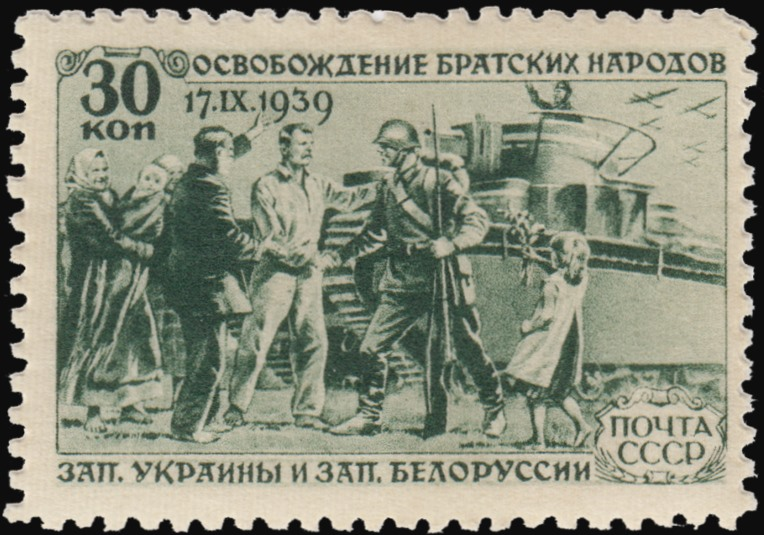
Марка СССР, 1940 г.
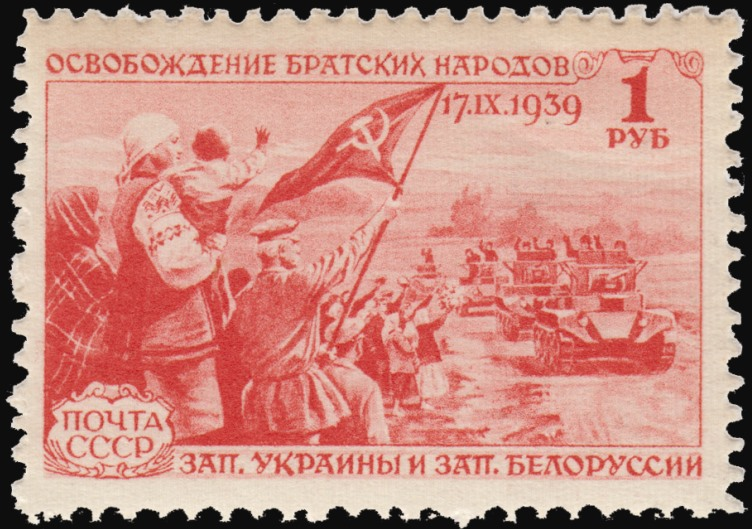
Марка СССР, 1940 г.
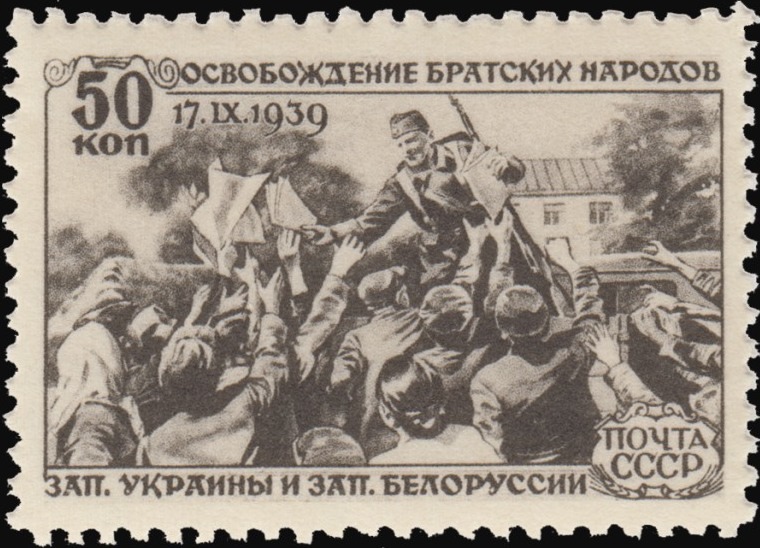
Марка СССР, 1940 г.

По мере развития школы западной советологии и постепенного обострения отношений между странами НАТО и Варшавским блоком публикуется ряд работ и публикаций, где действия советской стороны характеризуются как «агрессия», «совместное вторжение в Польшу», «нацистско-советский альянс».
В 1980-х годах, в ходе перестройки и проведения политики гласности в СССР, появились первые работы, в которых официальная советская точка зрения подвергалась критическому пересмотру. Дальнейшие исследования, опубликованные после распада СССР, более подробно изучали действия советских войск на территории Польши и советско-германское сотрудничество в ходе польской кампании. В 1995 году в Варшаве открыт Памятник погибшим и убитым на востоке.
В появившихся в начале XXI века в России работах историков М. М. Мельтюхова и О. В. Вишлёва был представлен более широкий анализ хода ведения военных действий.